# Storia del nudo artistico

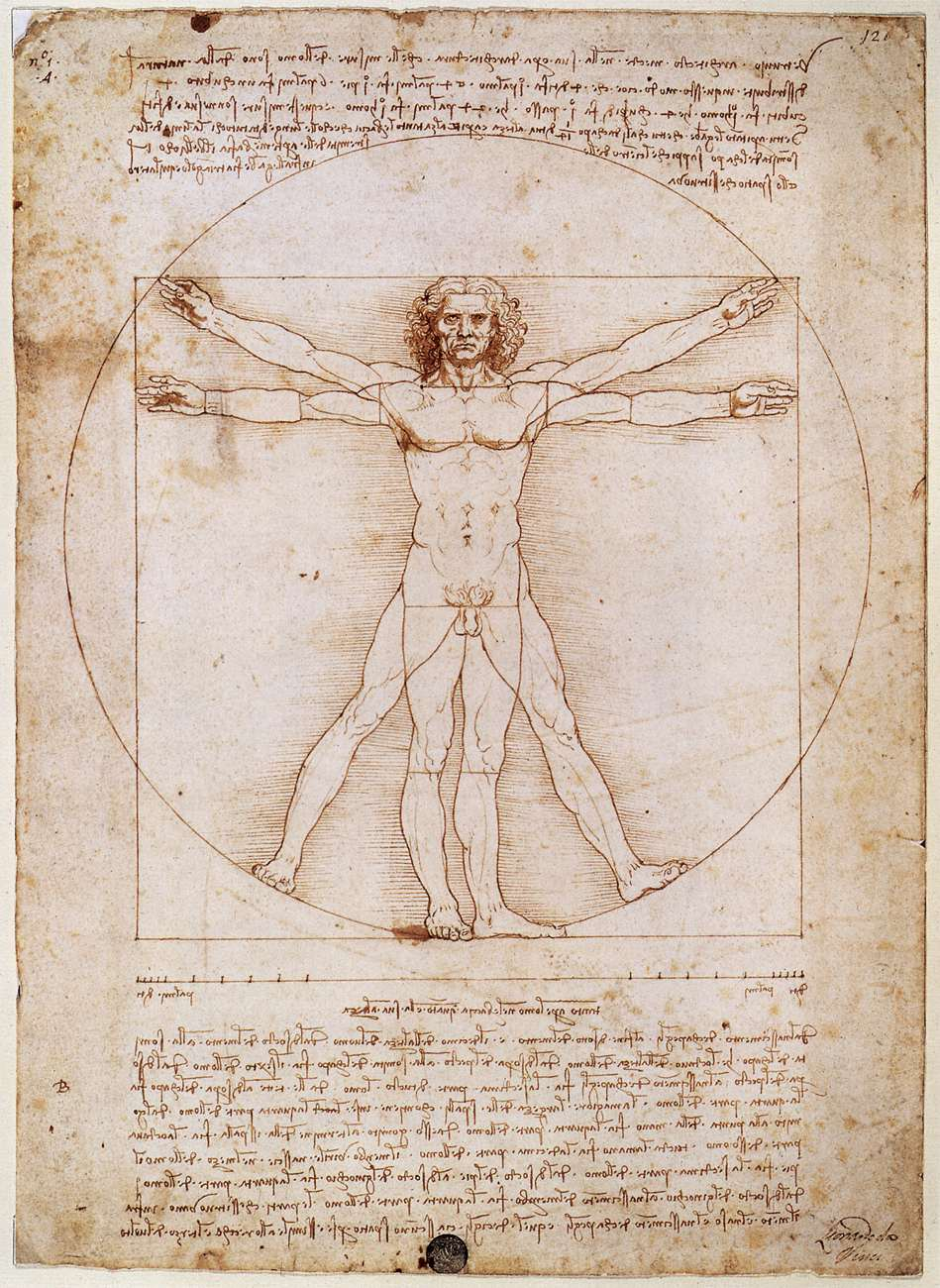
LUomo vitruviano (1490 circa) di Leonardo da Vinci, con la sua peculiare scrittura mancina a rovescio. Gallerie dell'Accademia a Venezia.

L'evoluzione della storia del nudo artistico è parallela a quella della storia dell'arte nella sua generalità, fatta debita eccezione per le specificità derivanti dal differente grado di accettazione delle scene di nudità da parte delle varie forme di società e cultura che si sono succedute nel mondo durante il corso dei secoli e dei millenni.
Quello del nudo è un tema artistico consistente nella rappresentazione all'interno dei vari media artistici - pittura e scultura in primis, ma anche in fotografia e nel cinema - della forma del corpo umano (sia maschile sia femminile) nudo o seminudo; questo è considerato una delle classificazioni principali dell'opera d'arte in accademia. La nudità in arte viene a riflettere nel suo insieme le norme sociali presenti, sia in ambito di estetica che nella concezione di morale, del tempo e del luogo in cui è stata eseguita l'opera. Molte sono le culture che tollerano la nudità nell'arte assai più di quanto non tollerino la nudità nella vita reale, con diversi parametri su ciò che è considerato accettabile o meno.
Come genere quello del nudo è una questione complessa da affrontare per le sue numerose varianti, sia formali che estetiche ed iconografiche, e vi sono storici dell'arte che giungono a considerarlo come uno dei più importanti, se non quello di maggior importanza in assoluto, nella storia dell'arte occidentale; secondo lo storico, saggista e critico spagnolo Francisco Calvo Serraller, «la nudità non è solo una forma d'arte, ma è la stessa spiegazione - o logica - dell'arte occidentale: il punto drammatico od incrocio tra il naturale e il cielo, tra l'ideale e il vero, tra il carnale e lo spirituale, in definitiva tra il corpo e l'anima». Anche Javier Portús, curatore d'arte e conservatore del Museo del Prado, ritiene che «da secoli il nudo è stato la forma d'arte per eccellenza presente in Occidente, potendo esso esprimere al meglio tutti gli altri valori attraverso il colore e la materia pittorica»..

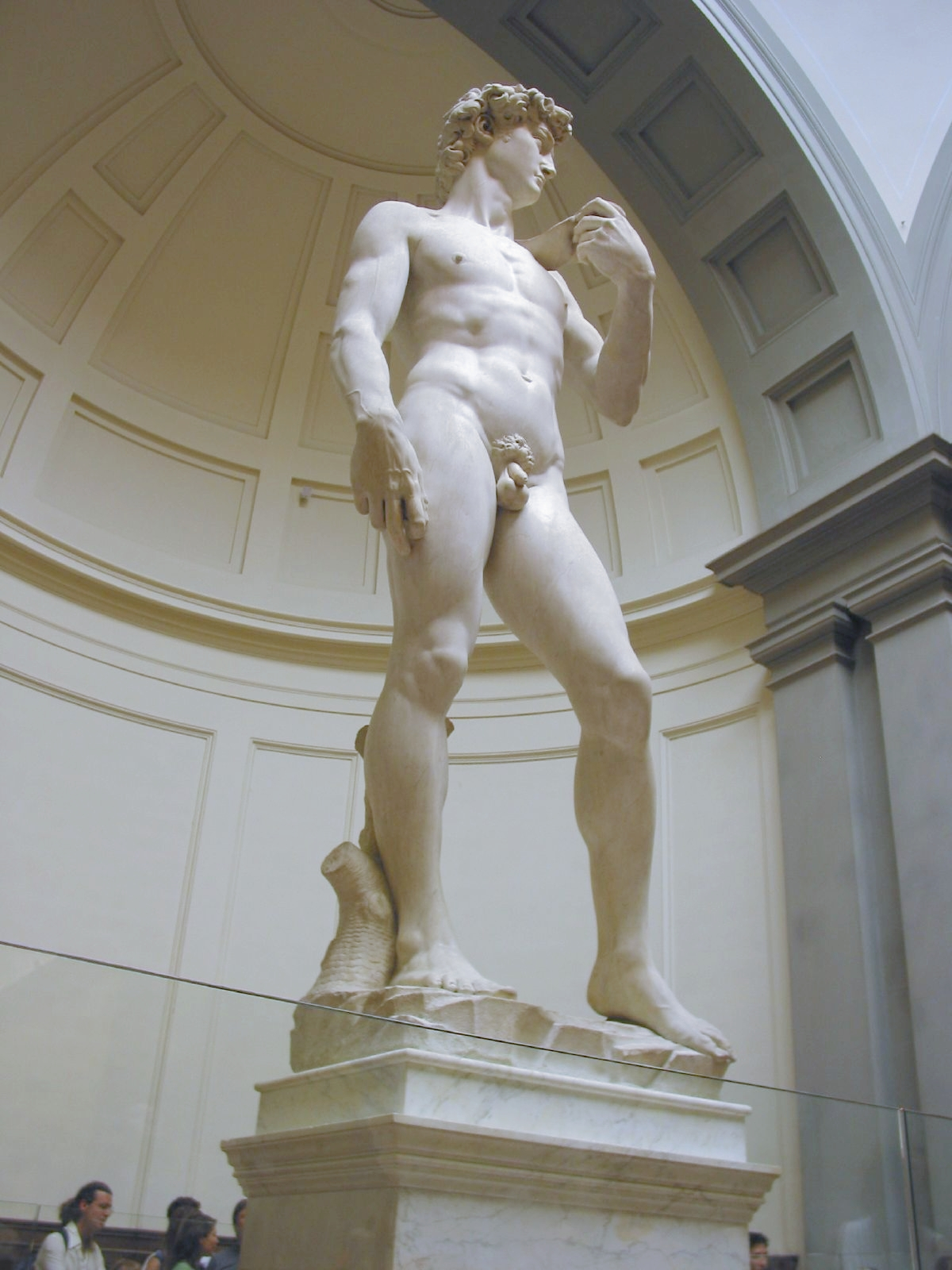
Il David (1501-04) di Michelangelo Buonarroti. Galleria dell'Accademia a Firenze.

Anche se spesso associato con l'erotismo, il nudo può in realtà acquisire varie interpretazioni e significati alternativi, da quello inerente alla mitologia e alla religione, allo studio di anatomia o, infine, anche - per le sue qualità intrinseche - quello di massima rappresentazione possibile dell'ideale (nel senso di bene, come principio o valore etico da perseguire) di Bellezza e perfezione estetica, come accade ad esempio nell'arte figurativa dell'antica Grecia. La sua rappresentazione è variata secondo i valori sociali e culturali di ogni epoca storica e di ogni popolazione, e come per i Greci il corpo è stato un motivo di orgoglio così per gli ebrei - e di conseguenza per il successivo cristianesimo - si è rivelato invece fonte d'estremo d'imbarazzo, condizione degli schiavi e dei miserabili.
Lo studio e la rappresentazione artistica del corpo umano è stata una costante in tutta la storia dell'arte, dalla preistoria, con la Venere di Willendorf, per fare solamente uno degli esempi più conosciuti. Una delle culture in cui maggiormente è proliferata la rappresentazione della nudità artistica è stata quella del mondo classico nell'antichità greco-romana, ov'è stata presto concepita come ideale (come accade nel nudo eroico), estetico ma anche etico di perfezione e "bellezza assoluta"; concetto questo che è perdurato nel classicismo, condizionando in buona parte la percezione della civiltà occidentale nei confronti non solo del nudo ma anche dell'arte nel suo complesso.
Durante il Medioevo la rappresentazione artistica si è limitata ai temi più specificamente religiosi e trattati dalla teologia, basati su brani della Bibbia, il testo sacro cristiano; solamente in tal maniera se ne poteva giustificare la resa nelle varie forme d'arte. Con l'avvio del Rinascimento a partire dalla metà del XV secolo la nuova cultura derivata dall'umanesimo prese una direzione decisamente improntata ad un sempre maggior antropocentrismo; ciò ha portato al ritorno in grande stile del nudo artistico dopo lunghi secoli di occultamento ed affiancando così ai soliti soggetti religiosi dei secoli precedenti anche quelli storico-mitologici risalenti al paganesimo, soprattutto sotto forma di allegoria.
È stato poi nel XIX secolo, soprattutto con l'impressionismo, che il nudo ha cominciato a perdere il suo carattere eminentemente iconografico per esser rappresentato nelle sue qualità estetiche molto più semplicemente profane: l'immagine nuda, sensuale ed auto referenziale prese così un poco alla volta il sopravvento.
Gli studi attorno al nudo nella sua qualità di genere artistico si sono concentrati nell'analisi fattane dalla semiotica, innanzitutto nel rapporto inerente tra opera e spettatore, così come anche nello studio delle relazioni di genere; il femminismo ha criticato l'utilizzo del nudo in quanto oggettivazione della forma del corpo umano femminile il quale confermerebbe così il dominio all'interno della società occidentale dell'ideologia patriarcale.
Artisti come Lucian Freud e Jenny Saville hanno sviluppato una sorta di nudo non idealizzato nel tentativo di eliminare il concetto tradizionale di nudità, andando a cercarne l'essenza al di là e al di fuori dell'idea di bellezza e distinzione discriminante data dall'identità di genere.

## Preistoria

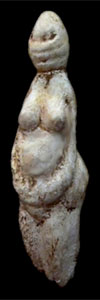
Calco di una delle Veneri di Parabita.

L'arte preistorica si è sviluppata a partire dall'età della pietra (tra il Paleolitico superiore, il Mesolitico ed il Neolitico) per arrivare fino all'età dei metalli, periodi in cui sono emerse le prime manifestazioni e segni di ciò che si può di buon grado considerare come una forma di vera e propria creazione artistica prodotta dall'essere umano.
Durante la terza ed ultima suddivisione del Paleolitico, dal 25 all'8.000 a.C. all'incirca, l'uomo è stato impegnato nella caccia ed ha vissuto perlopiù all'interno di ripari naturali (grotte e caverne), producendo innanzi tutto la cosiddetta pittura rupestre. Dopo un periodo di transizione durato all'incirca dall'8.000 al 6.000 a.C., tra il 6.000 e il 3.000 a.C. divenne sedentario, cominciando a dedicarsi al settore dell'agricoltura e creando sistemi sociali di convivenza civile (a volte anche estremamente complessi); dando sempre più importanza al sentimento religioso-spirituale e con la relativa produzione di manufatti nell'artigianato. Infine tra il 3.000 e il 1.000 a.C. sorsero le prime civiltà protostoriche.
Nell'arte paleolitica il nudo è fortemente correlato al culto delle divinità della fertilità, come appare nelle prime raffigurazioni della forma del corpo umano femminile, le cosiddette Veneri paleolitiche; dalle forme solitamente obese, con fianchi più che generosi e seni sporgenti e/o cadenti. La maggior parte di esse provengono dal periodo aurignaziano e sono generalmente scolpite in pietra calcarea, avorio o pietra ollare; le più note, oltre alla Venere di Willendorf, sono la Venere di Lespugue, la Venere di Savignano, la Venere di Laussel e la Venere di Dolní Věstonice.
A livello di sesso maschile è già presente un certo simbolismo fallico (il pene rappresentato in stato di erezione), sia in forma isolata che nel corpo intero; si trattava di un segno di fertilità, come nel disegno del cosiddetto Gigante di Cerne Abbas situato nel Dorset in Inghilterra.
Nella pittura rupestre già menzionata, particolarmente in quella sviluppatasi nell'arte rupestre paleolitica nella Spagna del nord (la zona franco-cantabrica) e nelle Pitture rupestri del bacino del Mediterraneo nella penisola iberica, si possono trovare scene di caccia in comune o riti e danze in cui la figura umana, ridotta a tratti schematici, viene rappresentata talvolta evidenziandone l'organo sessuale maschile e femminile (probabilmente in associazione ad un qualche rito di fertilità comunitario). Alcuni esempi di ciò si trovano nelle "grotte di El Cogul", a Valltorta e ad Alpera.

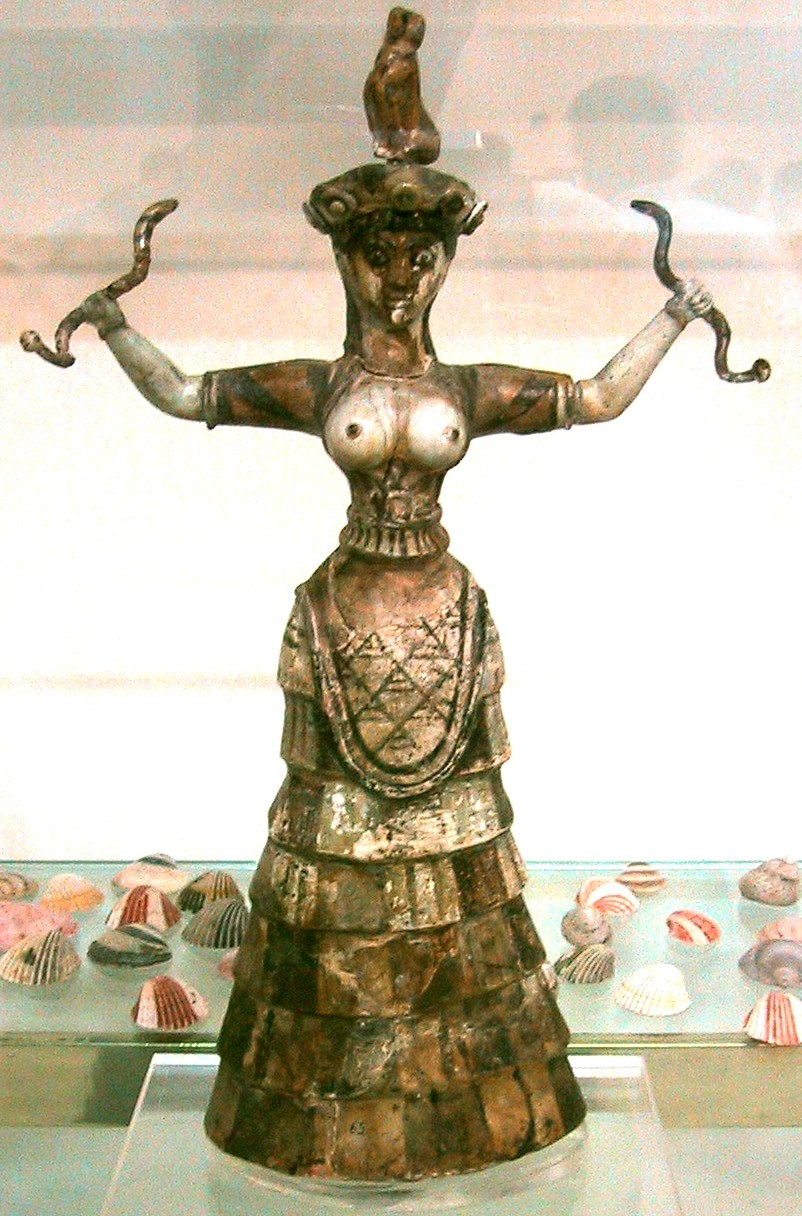
Statuina raffigurante la Dea dei serpenti, esempio di arte minoico-micenea (1700-1600 a.C.), conservata al museo archeologico di Candia (Iraklion).

## Antichità
Possono essere comprese nella definizione di produzioni artistiche della prima età storica le opere delle grandi civiltà del Medio Oriente, l'antico Egitto e la Mesopotamia le quali ben presto si mettono in evidenza su tutte, ma vengono a comprendere anche le prime manifestazioni artistiche della maggior parte dei popoli e delle civiltà più antiche presenti in tutti i continenti. Uno dei maggiori progressi avvenuti in questo periodo fu l'invenzione della scrittura, generata principalmente dalla necessità di tenere un'accurata registrazione di tipo economico-commerciale.
Nelle prime forme religiose sviluppatesi, tramite la mitologia sumera e la religione egizia, l'arcaico culto della Dea "Madre Terra" (la Grande Madre o Madre Natura) è stato associato con divinità antropomorfe di nuovo tipo le quali ricollegano la forma del corpo umano femminile con la Natura, in quanto entrambe sono essenzialmente generatrici di Vita.

### Antico Egitto

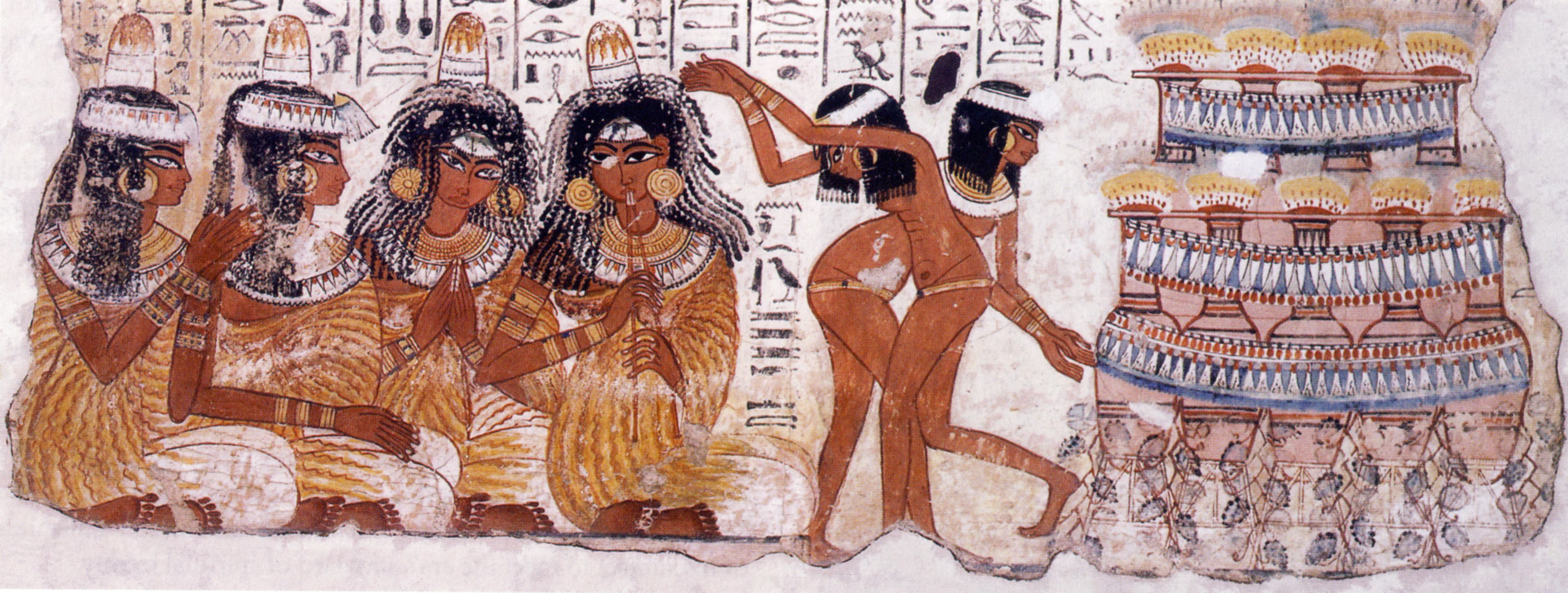
Dettaglio da un affresco dalla tomba di Nebamon. Tebe, Egitto, XVIII Dinastia (XIV secolo a.C.). Nella collezione del British Museum, Londra.

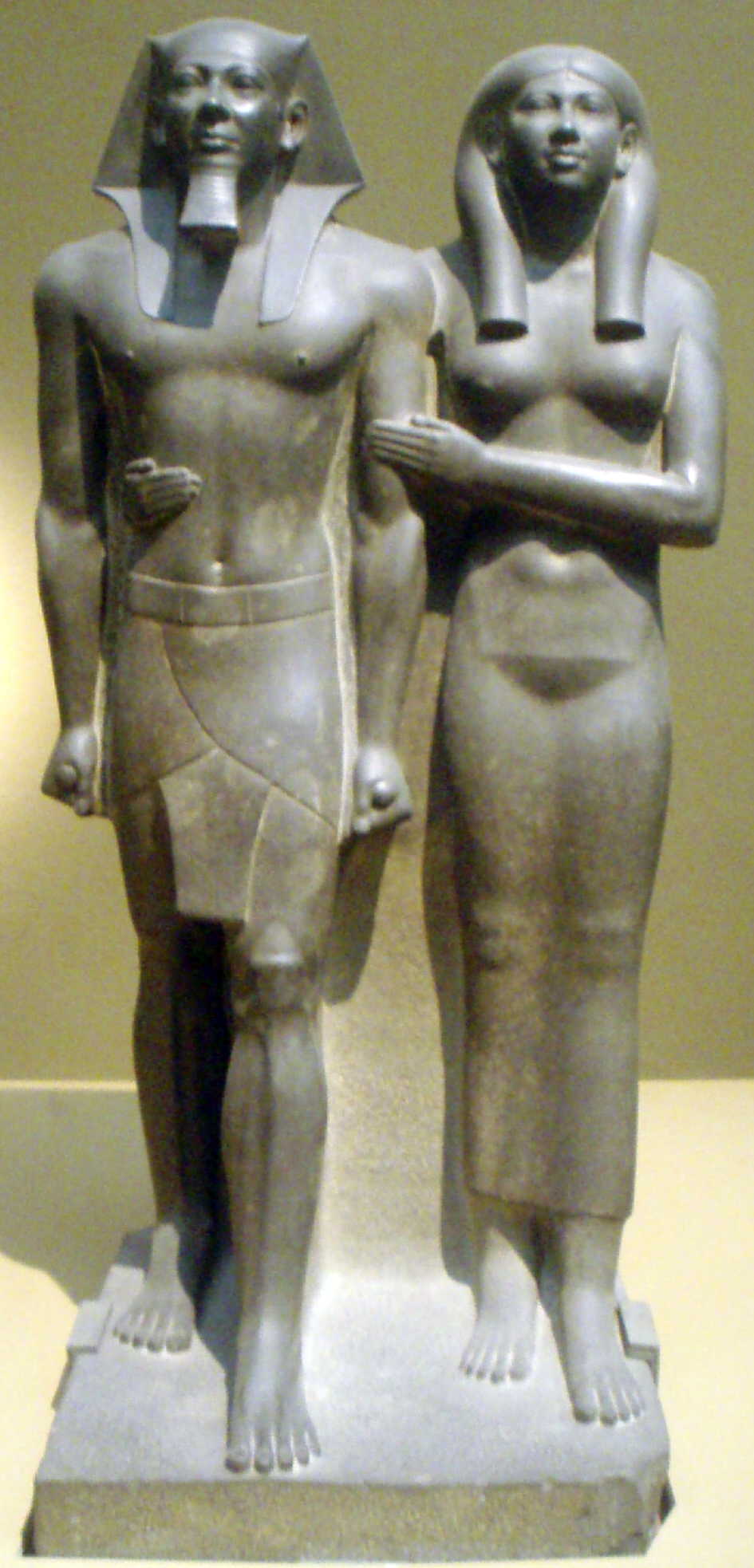
Statue del Faraone Micerino (Menkaura) e della Regina Khamerernebty II. Dalla necropoli di Giza, Tempio funerario di Micerino, realizzato durante il suo regno (circa 2548-2530 aC).

Secondo la cosmogonia egizia gli Dèi gemelli Geb e Nut rappresentavano rispettivamente la Terra (maschile) e il Cielo (femminile), dalla cui unione sarebbero poi nati uno dopo l'altro tutti gli elementi del mondo. In altri casi le figure divine sono legate agli elementi della Cosmologia, come la Dea Ištar identificata col pianeta Venere la qual viene generalmente rappresentata alata, nuda e con una mezzaluna sopra la testa.
Altre rappresentazioni della Grande Madre includono poi figure a petto nudo e con i seni prominenti, come la famosa Dea dei serpenti della civiltà minoica (1.600 a.C.). Tutte queste rappresentazioni sono state il punto di partenza per l'iconografia successiva delle Dèe greche e romane, Artemide-Diana, Demetra-Cerere su tutte.
Nell'antico Egitto era ben presente la nudità parziale, naturalmente raffigurata nelle scene di corte, in particolare all'interno di feste e celebrazioni che includevano anche la danza e il canto; ma è presente anche nei soggetti religiosi e molte tra le divinità antropomorfiche appaiono nude o seminude, sia nella statuaria che nei dipinti murali. Appare inoltre nella rappresentazione dell'essere umano, dal Faraone agli schiavi, dagli ufficiali di più alto rango ai militari comuni, fino allo Scriba seduto conservato al museo del Louvre.
Non vi è alcun dubbio che a causa del clima molto caldo gli egizi si fossero abituati ad utilizzare pochi vestiti e di fattura leggera, perizomi e una specie di kilt per gli uomini da mettere attorno ai fianchi e vestiti di lino semitrasparenti per le donne. Questo si riflette anche nell'arte popolare in scene dove vengono mostrate celebrazioni e cerimonie di corte, oltre che nelle raffigurazioni del lavoro quotidiano di contadini, artigiani, pastori e pescatori. Inoltre nelle scene di guerra viene fatto mostrare lo stato pietoso e sottomesso dei prigionieri proprio attraverso la loro completa condizione di nudità.

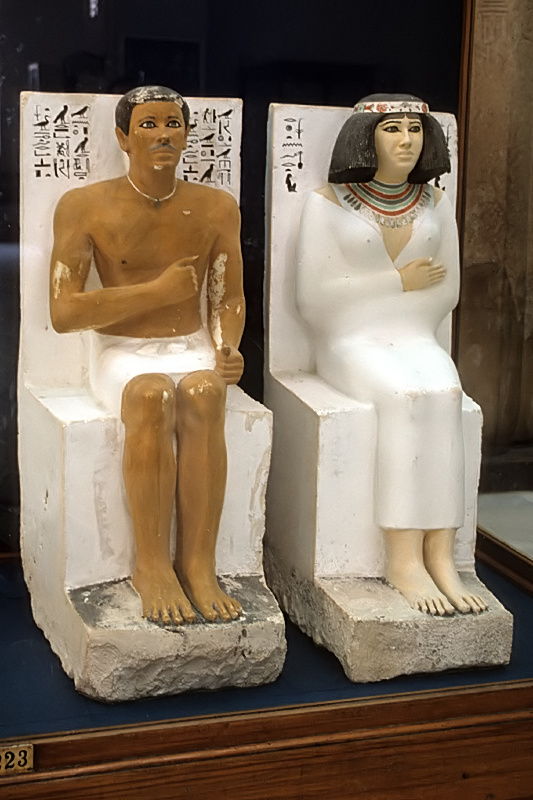
Statue del principe Rahotep e della sposa Nofret, al Museo Egizio del Cairo.

La pittura è caratterizzata principalmente da una sovrapposizione di piani nelle figure presentate, usando un criterio eminentemente gerarchico; canonica è la visuale o punto di vista di profilo consistente nel rappresentare testa ed arti visti esclusivamente di profilo, ma con le spalle e gli occhi visti dal davanti. Tra le opere che sono giunte fino a noi, in pittura e scultura, ove è percepibile il parziale o completo nudo artistico vi sono l'"Offerente" esposto al Louvre o la "Ragazza che suona l'arpa" al British Museum..
Nelle statue monumentali, quelle di Rahotep assieme alla moglie Nofret e quella di Micerino con la sposa Khamerernebty II, lasciano intravedere oltre il tessuto di lino semitrasparente la loro nudità. Nella pittura murale, esempi di nudo si possono trovare nella "tomba di Nath", il ragioniere-contabile di Thutmose IV o nella "tomba dei medici" a Saqqara; mentre all'interno della tomba di Tutankhamon è stata ritrovata una statua del faraone nudo, in rappresentanza di Ihi il figlio della Dea Hathor.

### Mesopotamia e Vicino Oriente
Contrariamente a quanto si verifica in terra egizia, nella cronologicamente e geograficamente prossima "terra tra i due fiumi" la nudità è praticamente sconosciuta, tranne che nel caso di qualche rilievo assiro, come quello di "Assurbanipal che caccia i leoni" ove il re appare ritratto a torso nudo, o in alcune scene di tortura nei confronti dei prigionieri di guerra.
Dal lato femminile si ritrovano dei seni nudi solamente in una statuina in bronzo di epoca caldea che rappresenta una giovane canefora. Sono infine state trovate tracce di rappresentazione della nudità anche nell'arte fenicia ed ebraica, in cui la legge mosaica proibiva rigorosamente qualsivoglia raffigurazione umana.

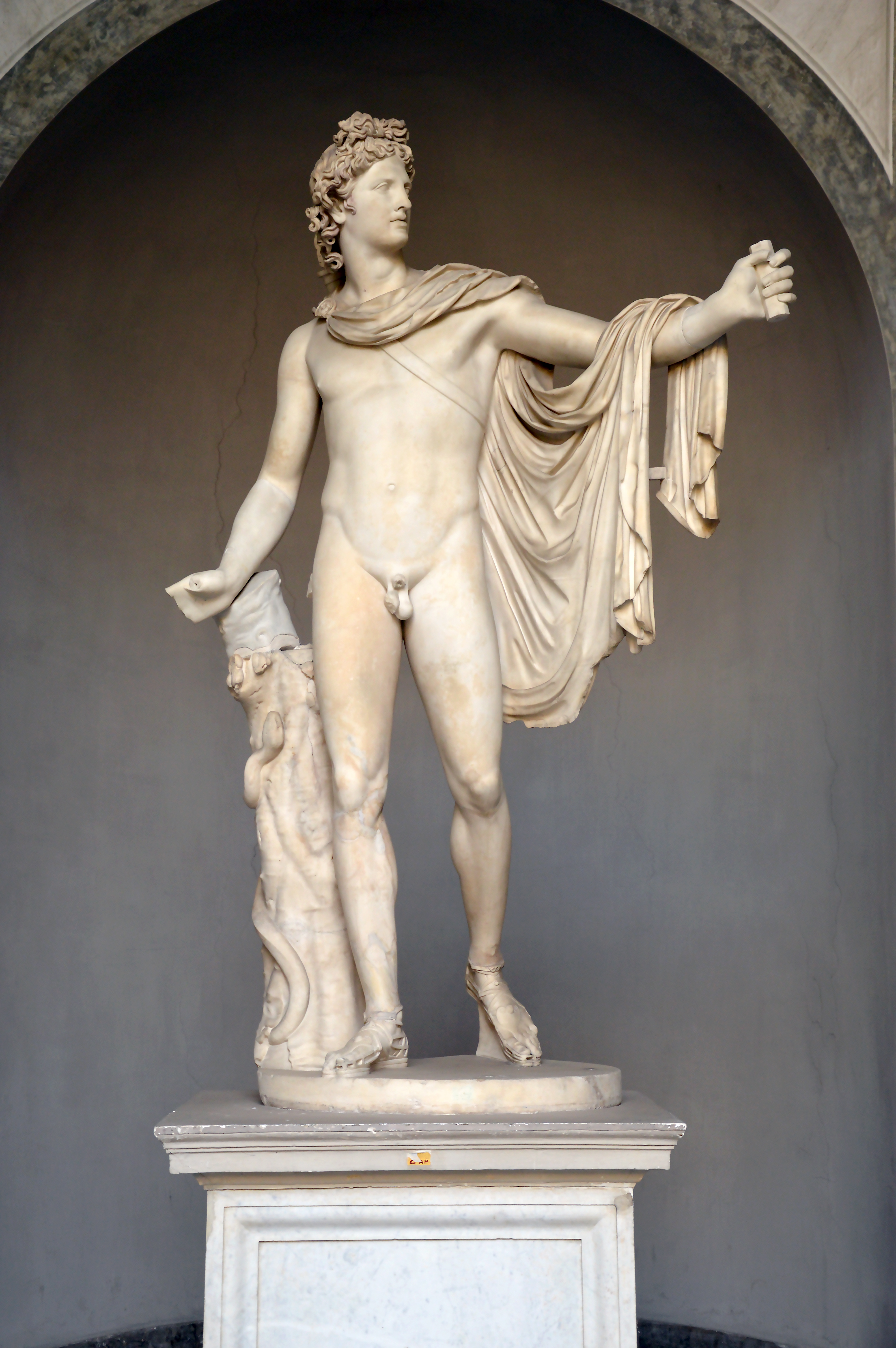
LApollo del Belvedere, copia di una statua in bronzo creata tra il 350 ed il 325 a.C. dallo scultore greco Leocare.

## Mondo classico
Si definisce arte classica quella sviluppatasi nel corso dei secoli nell'antica Grecia e nell'antica Roma i cui progressi, sia in materia scientifica quanto in quella estetica hanno contribuito alla storia dell'arte creando uno stile naturale basato quasi interamente sulla figura umana, dominata dall'armonia e dall'equilibrio dell'insieme, dalla razionalità delle forme e dei volumi, con un senso d'imitazione della Natura (ovvero mimesis) che ha gettato le basi dell'intera arte occidentale, di modo che la ricorrenza della forma classica è stata una costante lungo il corso dell'intera storia futura della civiltà occidentale.

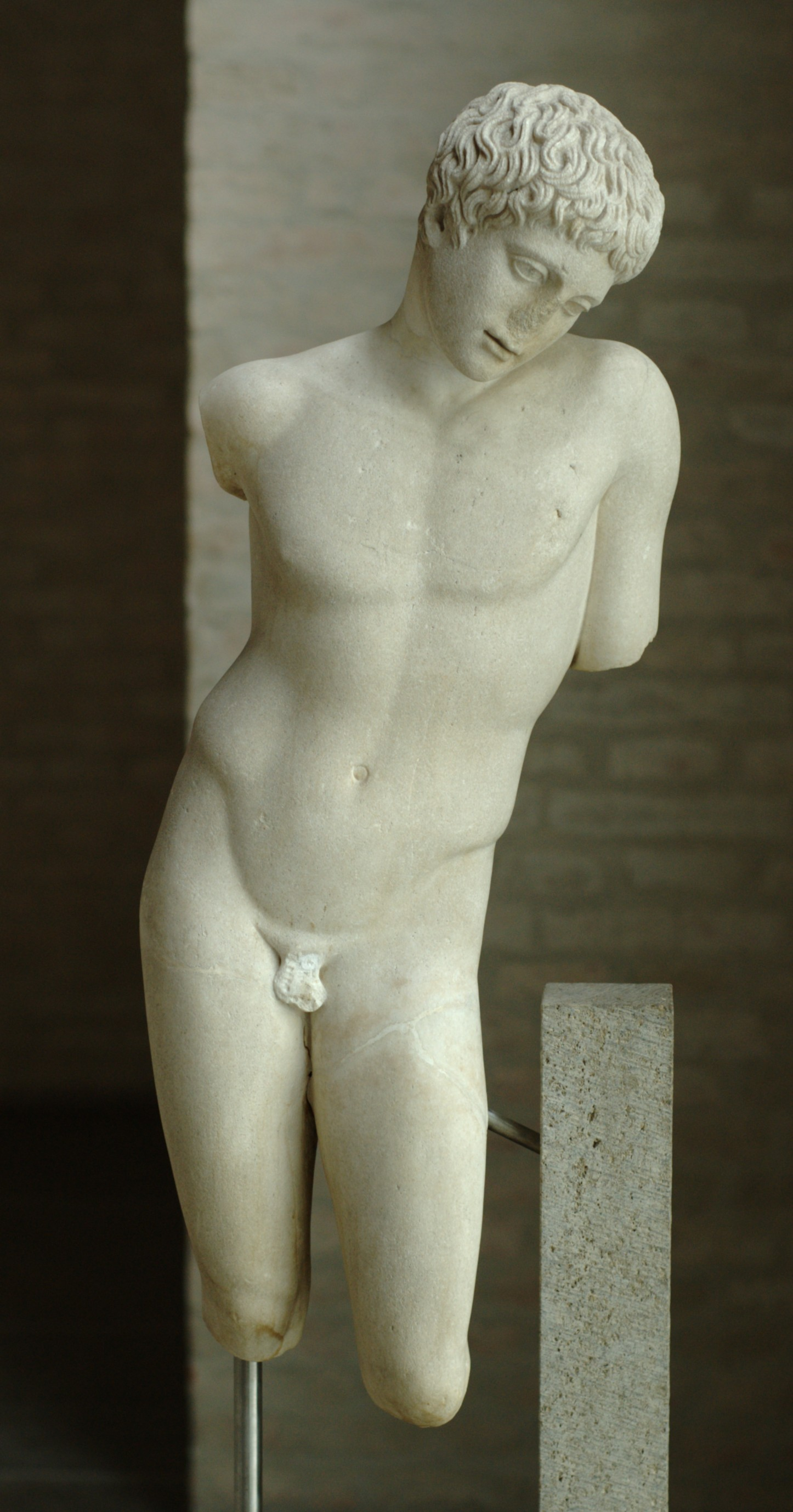
L'"Efebo vittorioso" del tipo "Narciso appoggiato ad un pilastro", originale alto 80 cm. della scuola di Policleto conservato alla Gliptoteca (Monaco di Baviera).

### Grecia
In Grecia sono stati sviluppati i principali eventi artistici che hanno segnato l'evoluzione dell'arte all'interno della Civiltà occidentale. Dopo le prime culture indicate col nome di arte minoico-micenea, la storia artistica greca si è sviluppata in tre periodi: arte greca arcaica, classica ed arte ellenistica.
Caratterizzata dal naturalismo e dall'uso razionale nella misura e nelle proporzioni e da un senso estetico ispirato essenzialmente dal mondo naturale, l'arte greca è stata il punto di partenza della produzione artistica nel continente europeo.
Il punto più alto raggiunto dall'arte greca si è verificato durante la cosiddetta età di Pericle, in cui l'arte conobbe un grande periodo di splendore, creando un nuovo stile interpretativo della realtà; gli artisti si rifacevano al mondo naturale secondo proporzioni e regole (κανών-canone (arte), da cui deriva l'appellativo di "canonico") che hanno permesso la cattura, per così dire, di quella realtà da parte dello spettatore, ricorrendo se necessario anche alla tecnica artistica dello scorcio.
Un concetto di bellezza basata essenzialmente sull'imitazione idealizzata di ciò che appare in natura, di ciò ch'è spontaneo, ma con l'aggiunta di una visione soggettiva che doveva riflettere l'armonia interna e reciproca di corpo ed anima, giungendo al punto di equiparare la bellezza con la bontà (καλοκαγαθία, kalokagathia); perseguire questo era l'obiettivo e scopo più alto dell'arte greca in generale.
La Grecia è stato il primo luogo in cui la forma del corpo umano è stata rappresentata in una maniera estremamente naturalistica, molto lontano quindi dallo stile ieratico e dalla schematicità delle culture precedenti. La cultura dell'antica Grecia era essenzialmente umanistica, pertanto l'uomo è risultato essere fin dall'inizio il principale oggetto di studio e nella filosofia e nell'arte, riverberandosi anche nella religione dell'antica Grecia con la sua mitologia classica.

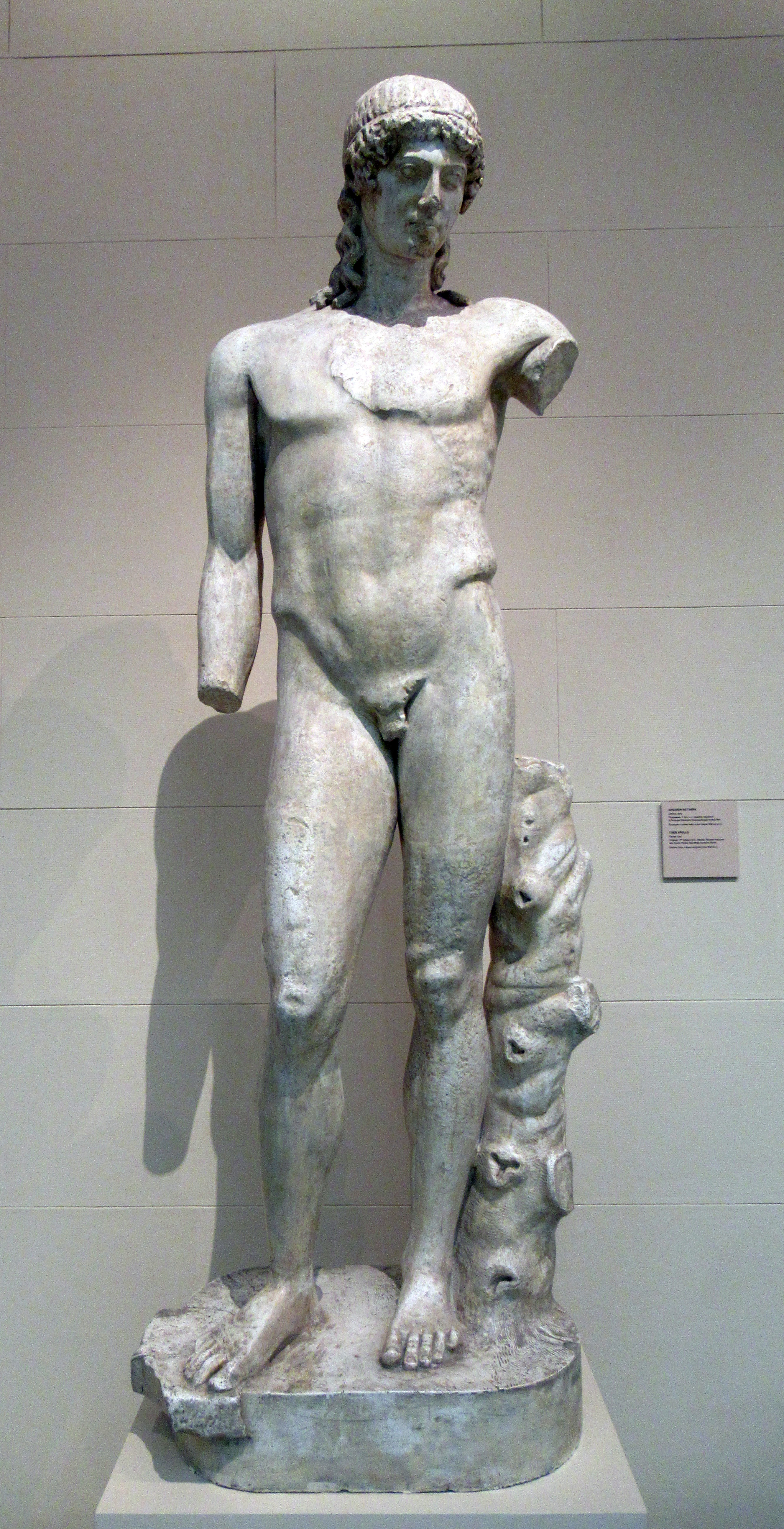
Copia del tipo "Apollo Tiberino", solitamente attribuito a Fidia.

Per i Greci il massimo ideale possibile di bellezza era il corpo umano maschile nella sua nudità, simboleggiante giovinezza e virilità ad un tempo, come accadeva per gli atleti che gareggiavano nudi durante i Giochi olimpici antichi. Il nudo artistico greco era perfettamente naturalistico ed al tempo stesso idealizzato (vedi il nudo eroico); naturalista in quanto la rappresentazione delle varie parti del corpo era fedele, ma anche idealizzato in termini di ricerca delle proporzioni più armoniose ed equilibrate, scartando quindi quel tipo di rappresentazione che poteva essere anche più "vera" se questa però arrivava a mostrare le imperfezioni dell'organismo o le conseguenze inevitabili del decadimento dovuto all'età e al trascorrere del tempo.
Da una composizione più schematica vigente durante l'età più arcaica (dal protogeometrico all'arte geometrica), lo studio del corpo si è andato approfondendo ed evolvendo verso una descrizione sempre più dettagliata dell'apparato scheletrico e della muscolatura, nonché in direzione dell'idea di movimento, utilizzando le diverse posizioni e torsioni che può realizzare il corpo umano, rendendolo in tal modo più "reale" (vedi linguaggio del corpo). È stata inoltre perfezionata la descrizione figurativa del volto, l'espressione e la mimica facciale, con la rappresentazione degli stati d'animo.
I Greci hanno sempre attribuito una grande importanza al corpo nudo, di cui erano particolarmente orgogliosi, non soltanto perché costituiva un riflesso di buona salute fisica, ma anche in quanto era destinatario e "recipiente" atto a manifestare le virtù interiori; ciò ha prodotto una notevole componente di progresso sociale generale, a differenza ed in contrasto con le inibizioni presenti all'interno dei popoli chiamati barbari.
Per i Greci il nudo era anche espressione d'integrità morale, assumeva quindi funzione di esempio e modello a cui ispirarsi; pensavano inoltre non vi fosse nulla di correlato all'essere umano nel suo insieme che avrebbe potuto esser evitato o isolato dalla sua forma complessiva. Il corpo e lo spirito erano pertanto, nel pensiero greco, essenzialmente legati, sino al punto da venir considerati indissolubilmente uniti, in un modo tale che anche la religiosità ebbe a materializzarsi in divinità del tutto antropomorfe e parzialmente o totalmente nude.
Correlando elementi in apparenza contrastanti, nella maniera in cui una cosa astratta come la matematica poteva giungere a fornire un piacere sensoriale attraverso le proporzioni, ecco che un corpo materiale diventava simbolo d'un qualcosa d'etereo ed immortale. Il nudo conteneva allora in sé una componente d'insegnamento per così dire morale che esulava dal semplice sensualismo; per i Greci non risultava affatto osceno né tanto meno decadente come invece sembrò successivamente, almeno in parte, ai Romani.
Questa interrelazione tra corpo e spirito è insita intrinsecamente nell'arte greca, tanto che gli artisti delle epoche successive che si son trovati ad imitare il nudo greco (come nel caso del neoclassicismo e dell'art pompier), spogliato di questa componente originaria hanno creato opere senza vita, concentrandosi totalmente sulla perfezione fisica ma deprivata questa del tutto di un senso di antica "virtù".
Nel nudo greco maschile è essenziale la percezione di energia e forza vitale (le quali, trascritte su pietra scaturiscono e si propagano poi quasi per emanazione nell'osservatore); ciò viene realizzato nelle due massime tipologie di nudo virile, quelle cioè costituite dall'eroe e dall'atleta. Durante i Giochi panatenaici era consuetudine donare al vincitore delle varie gare un vaso di ceramica, la cosiddetta "anfora panatenea", che era ricolma di olio di oliva all'interno e piena di raffigurazioni della disciplina atletica corrispondente all'esterno: questo è un ottimo esempio della rappresentazione del nudo artistico in movimento, con scene di grande dinamismo.

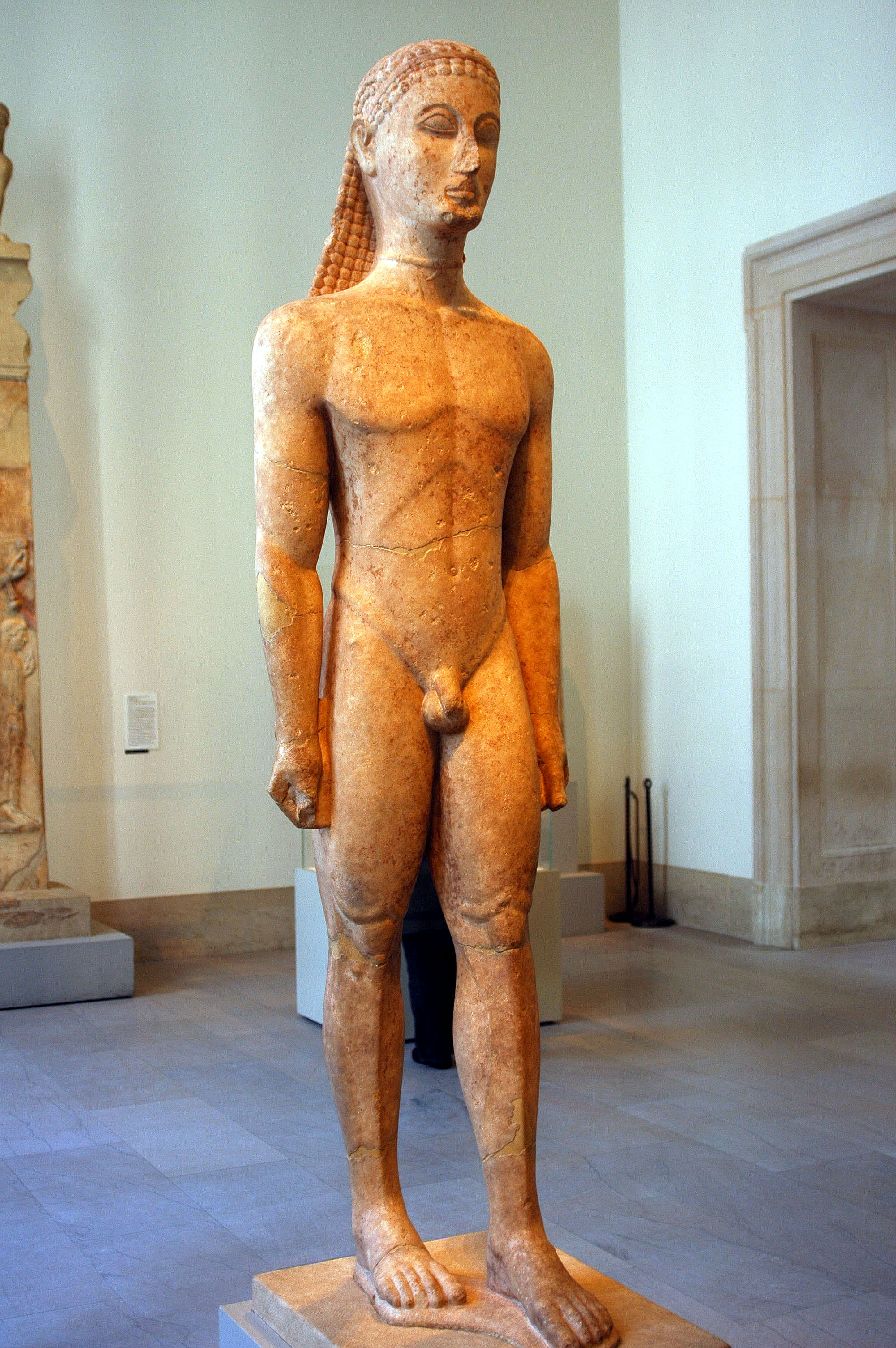
Statua in marmo di un kouros (giovane), ca. 590-580.

#### I Kouros
Il primo esponente di nudo maschile scultoreo è costituito da un gruppo di figure che rappresentano, oltre agli atleti umani, molte divinità ed eroi mitologici: chiamato kouros (kouroi al plurale) esso appartiene al periodo della Grecia arcaica (VII-V secolo a.C.); sua variante femminile è la kore (korai al plurale), che però è sempre realizzata vestita. Sebbene queste figure denotino inizialmente una certa influenza egizia, gli scultori ellenici si misero presto a seguire un proprio cammino originale, cercando il modo migliore per riuscire a rappresentare il corpo umano al fine di trasmettere il proprio ideale di bellezza.
Il kouros si caratterizza per la sua postura decisamente ieratica dove predomina la visuale frontale, con i piedi poggiati fissi sul pavimento e la gamba sinistra leggermente messa in avanti; le braccia stanno vicine al corpo lungo i fianchi e le mani sono serrate, la testa è di forma cubica con i capelli solitamente lunghi e le caratteristiche basilari del viso rimangono del tutto simili in ognuno di essi: mettono infine in evidenza il caratteristico sorriso appena accennato riconosciuto con l'epiteto di "sorriso arcaico".
I primi esempi risalgono come detto al VII secolo e provengono da alcune isole dell'Egeo come Delo, Nasso e Samo; molto spesso compaiono nelle tombe e all'interno di vari altri luoghi di culto. Solo più tardi la loro influenza si è estesa anche nelle zone continentali dell'Attica e del Peloponneso, ove accrebbe sempre più i propri caratteri naturalistici, con un'accresciuta descrizione fisica e un maggior interesse per la modellazione.
Alcuni tra gli esempi di opere che sono sopravvissute sono: il Kouros del Sunio (del 600 a.C.), la coppia statuaria costituita da Keobis e Biton (600 - 590 a.C.), il Moscoforo (570 a.C.), il Cavaliere Rampin (550 a.C.), il Kouros di Tenea (550 a.C.), il Kouros di Kroisos (540 a.C.), il "Kouros di Anafi" o Apollo Strangford (530 a.C.) ed il Kouros di Aristodikos (500 a.C.).

#### Scultura classica
Nel prosieguo dei decenni e dei secoli il nudo ha avuto un'evoluzione lenta ma costante, andando dalle forme ancora alquanto rigide e geometriche del kouros fino a giungere alle linee più morbide e naturalistiche del periodo classico (chiamato stile severo e sviluppatosi tra il 490-450 a.C.). Uno degli esempi principali di questo passaggio è dato dal cosiddetto Apollo del Pireo.
Il fattore preponderante di quest'innovazione è stato un modo nuovo di concepire la scultura, passando quindi dall'idealizzazione più astratta ad una certa forma di imitazione; un tal cambiamento è diventato poi sempre più evidente nei primi decenni del V secolo con opere come l'Apollo di Piombino (490 circa), l'Efebo di Crizio (480 circa) o il cosiddetto Gruppo dei Tirannicidi raffigurante Armodio e Aristogitone (rispettivamente eromenos ed erastès) ad opera di Crizio in collaborazione con Nesiote (477 a.C.), ma anche dall'Apollo Choiseul-Gouffier. In tutte queste sculture si nota molto bene il culto espresso nei confronti della perfezione fisica, che si esprime soprattutto nel mondo sportivo dell'atletica leggera (vedi nudità atletica) la quale combina il vigore fisico con la virtù morale ed il senso più fortemente religioso.
Il nuovo stile classico apportò una nuova naturalezza, non solamente formale, ma anche vitale nel suo fornire l'idea di movimento alla figura umana; questo si verifica in particolare con l'introduzione del contrapposto, invenzione solitamente attribuita al succitato Crizio, dove le varie parti del corpo si contrappongono ma armonicamente; fornendo così ognuna delle parti un po' del ritmo e dell'equilibrio che assume la figura presa nella sua interezza. Con tali premesse emersero una dopo l'altra le figure di spicco della scultura classica greca: Mirone, Fidia, Policleto, Prassitele, Skopas e Lisippo con le loro rispettive botteghe e scuole.
Mirone ha realizzato col Discobolo (450 a.C. ) un magnifico esempio di figura in movimento, producendo per la prima volta un effetto dinamico coordinato appositamente per la totalità della figura; precedentemente il senso del movimento era visualizzato solo da una parte, senza cioè quella visione globale che fornisce una sua coerenza interna all'azione dinamica. Un caso esemplare di ciò è dato dal Cronide di Capo Artemisio (presumibilmente il dio Poseidone), statua in bronzo di origine attica del 470 a.C. all'incirca, in cui il tronco è statico e non segue ancora il movimento delle braccia.

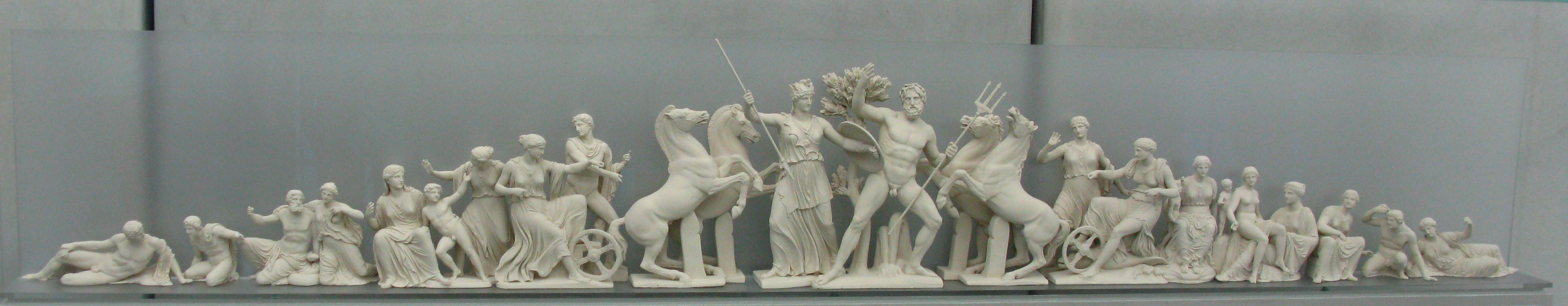
Ricostituzione moderna di come doveva essere il frontone occidentale del Partenone a cui aveva lavorato Fidia. Museo dell'Acropoli ad Atene.

Fidia si è particolarmente dedicato alle sculture che ritraggono i maggiori Dèi greci (gli Olimpi), tanto da essere chiamato "il creatore degli Dèi", con una predilezione particolare nei confronti del giovane Apollo; il suo stile è un misto di naturalismo (arte) (novità moderna dell'epoca) con alcune vestigia più arcaiche, come ad esempio la frontalità ieratica. Una tale unione di tipi ha potuto donare alle sue figure un alone di maestà, con un'equilibrata armonia tra la forza vigorosa e la grazia più gentile: una perfetta sintesi di forma ideale. Tutto questo si nota bene nel cosiddetto Apollo di Kassel (450 a.C. circa); tuttavia egli ha anche eseguito opere di personaggi reali del suo tempo, facendone una trattazione più umana e meno idealizzata rispetto alle immagini divine, come nell'immagine che ritrae il poeta lirico greco Anacreonte (450 a.C.).
L'Ermes Ludovisi è invece una scultura di epoca ellenistica del dio Ermes nella sua forma di psicopompo (guida delle anime nell'oltretomba); la copia romana risalente al 250 circa è con tutta probabilità stata tratta da un originale in bronzo risalente al V secolo a.C., tradizionalmente attribuito al giovane Fidia (all'incirca attorno al 440 a.C.) o, in alternativa, allo scultore Mirone. I Bronzi di Riace sono due statue bronzee databili al V secolo e pervenute in eccezionale stato di conservazione, rarissimo esempio di scultura originale greca..
Il lavoro di Policleto ha un significato speciale nella standardizzazione di un canone di proporzioni geometriche (conosciuto come canone di Policleto) su cui si basano le sue figure, congiunto ad una ricerca di equilibrio interno al senso del movimento, come si vede nelle sue due opere più importanti: il Doriforo (440 a.C.) e il Diadumeno (430 a.C.): delle sue opere ci sono pervenute solo copie di epoca romana. Una delle testimonianze maggiori della scuola policletiana è l'Apollo di Mantova il quale, con le sue varianti, è tra le prime forme di statuaria del tipo Apollo citaredo, in cui il dio solare raffigurato in piedi tiene la cetra nel suo braccio sinistro in atto di suonare.
Un altro importante contributo dato da Policleto è stato lo studio anatomico (la diarthrosis o "articolazione delle varie parti del corpo"), in particolare del fisico sottoposto ad uno sforzo ginnico: la perfezione dei suoi torsi ha portato ad essere copiato nella cosiddetta "corazza estetica francese" (cuirasse esthétique) ed ha servito da modello per il disegno e la progettazione delle armature.

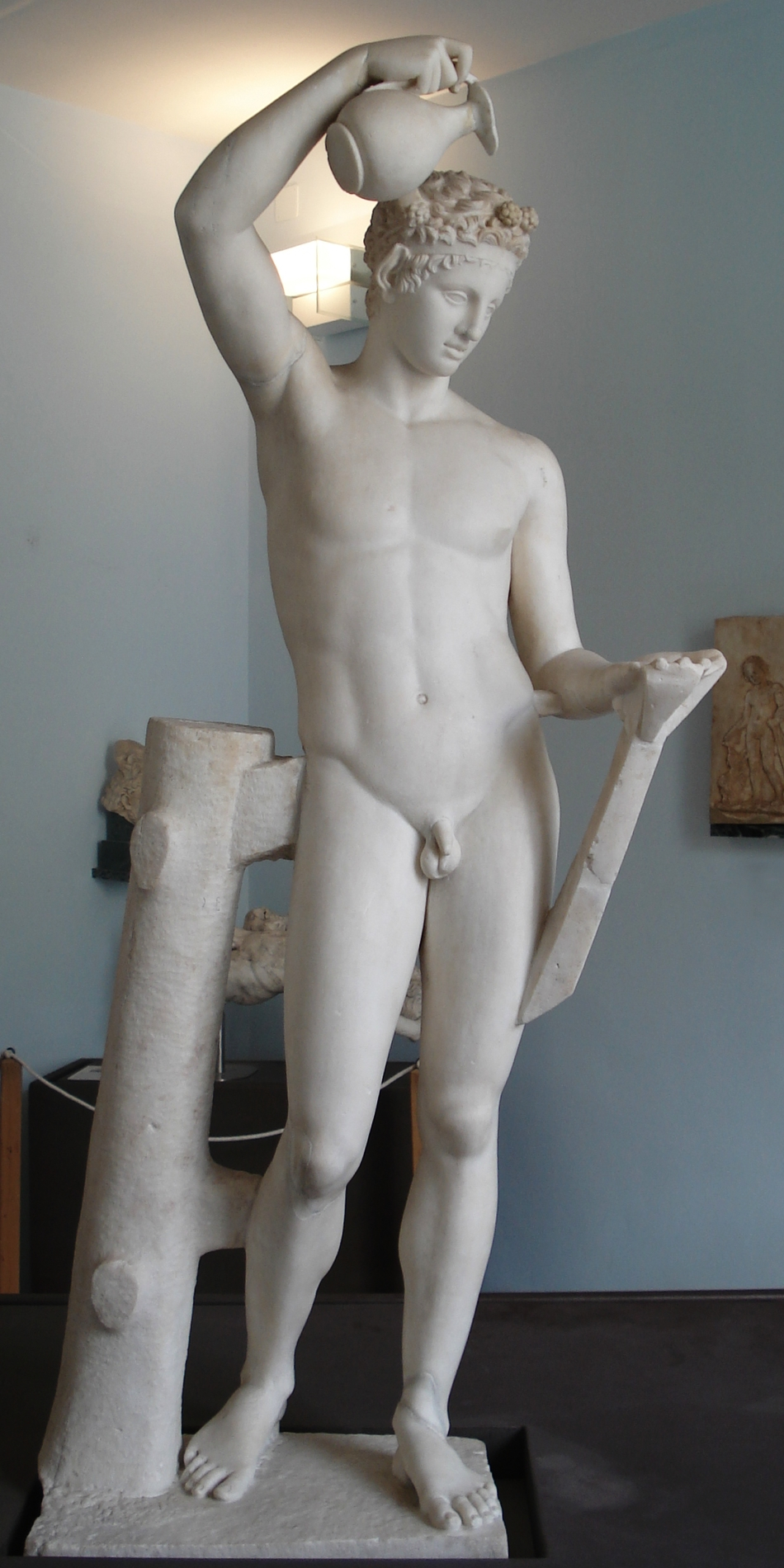
Copia di epoca romana del "Satiro coppiere" di Prassitele.

Prassitele ha progettato invece figure decisamente più umanizzate, l'Apollo sauroctono (360 a.C.), il Satiro coppiere (365 a.C.), Hermes con Dioniso bambino (340 a.C.) ed il tipo di Satiro in riposo, aventi tutte movimenti assai aggraziati e con la presenza di una notevole sensualità latente; coniugando in tal modo la potenza e forza fisica con una qual certa aria di dolcezza da effeminato, con un disegno aggraziato, fluido e per certi versi delicato. A queste si aggiunge poi anche il tipo di Apollo Licio che alla sua scuola viene ricondotto, a cui pare ispirato direttamente il successivo Dioniso Ludovisi del II secolo e di fattura romana.
Successivamente la scultura greca ha in parte perduto la connessione tra fisico e ideale, per avventurarsi in direzione di figure più snelle e muscolari, che hanno rappresentato il dominio dell'azione sopra l'espressione morale; questo fatto si intravede in opere come l'Efebo di Anticitera (340 a.C.), il cosiddetto "atleta con strigile" di Efeso e l'Efebo di Maratona.
Tra gli artisti che si sono maggiormente distinti in questo periodo troviamo Skopas, autore del grande fregio del mausoleo di Alicarnasso (considerata una delle sette meraviglie del mondo antico) e pieno di figure in movimento tratte dalla Amazzonomachia (350 a.C. circa); si trova qui l'uso caratteristico del panneggio, specialmente quello che avvolge le figure dei capi greci, il quale assieme al resto del corpo nudo giungono a dare la massima illusione di movimento..
Ha lavorato presso il Mausoleo anche Leocare, autore del famoso Apollo del Belvedere (330-300 a.C.), considerato dal neoclassicismo come la migliore tra le sculture antiche e che ha ispirato innumerevoli artisti moderni, come Albrecht Dürer per la figura di Adamo nel suo Adamo ed Eva (dall'incisione del 1504 al dipinto di tre anni successivo), Gian Lorenzo Bernini con il suo Apollo e Dafne (1622-25), fino ad Antonio Canova col suo Perseo trionfante (1801) e all'"Orfeo" datato 1838 di Thomas Crawford.
Nel Mausoleo è stata anche introdotta quella che viene definita "diagonale eroica", ossia quella particolare postura in cui l'azione passa attraverso il corpo dai piedi direttamente alle mani seguendo una pronunciata torsione diagonale; ciò si sarebbe applicato con regolarità in futuro come nel Gladiatore Borghese di Agasias (figlio di Dositeo) di Efeso (I secolo a.C.) o nella Fontana dei Dioscuri al centro della piazza del Quirinale, fino agli Ercole e Lica e Teseo sul Minotauro (entrambi del Canova)..

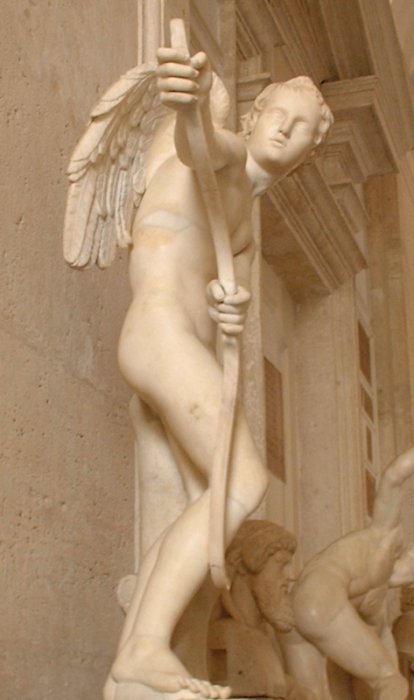
"Amor che incorda l'arco", copia romana dal tipo originale greco Eros con l'arco di Lisippo.

Lisippo, forse l'ultimo grande nome dell'antica scultura greca, ha introdotto un nuovo canone di proporzione, con una testa più piccola ed un corpo più snello e dalle gambe lunghe; questo si nota nella sua opera maggiore, l'Apoxyómenos (325 a.C.), ma anche nella "statua di Agias" (337 a.C.), nel suo Eros con l'arco (o Eros che tende l'arco, 335 a.C.), nel tipo di "Eracle in riposo" conosciuta attraverso la versione dell'Ercole Farnese (320 a.C.); direttamente alla sua scuola appartiene anche l'Atleta di Fano.
Ha introdotto inoltre una nuova concezione della figura umana, meno idealista e più concentrata sulla quotidianità, ma anche aneddotica, con le immagini di atleti mentre si puliscono con lo strigile, col suo Hermes in riposo (330-320 a.C.) e l'Efebo orante conservato a Berlino. Lo scultore è stato poi anche il ritrattista ufficiale di Alessandro Magno, di cui ha prodotto diverse immagini alcune delle quali sono dei nudi, come l'"Alessandro con la lancia" (330 a.C.) al museo del Louvre (e a cui pare ci si sia ispirati per la realizzazione del cosiddetto Principe ellenistico.

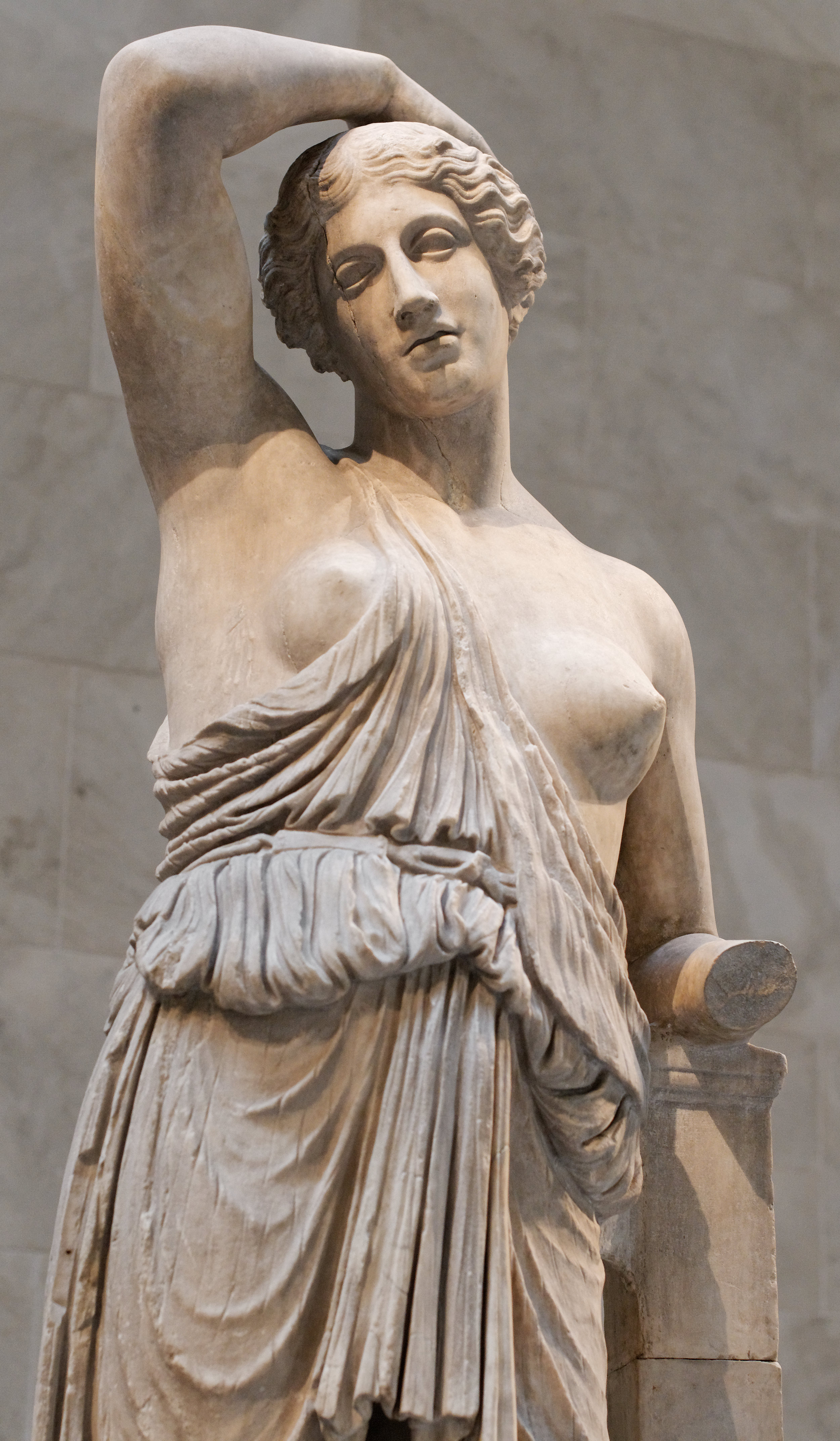
Dettaglio di Amazzone ferita, copia romana del periodo imperiale tratta da un originale greco in bronzo di ca. 450-425 a.C. attribuito a Fidia.

#### Nudo femminile
Il nudo femminile è meno frequente, soprattutto nei tempi più arcaici, e davanti alla felice nudità del kouros contrasta notevolmente la figura pesantemente abbigliate della kore. Così come l'arte occidentale ha considerato per gran parte della propria storia il nudo femminile essere un tema maggiormente gradevole e "più nella norma" rispetto a quello maschile nell'antica Grecia, anche a causa di certi aspetti religiosi e morali, vigeva la severissima proibizione di mostrare troppo apertamente la forma del corpo umano femminile in tutta la sua nudità; ciò si può constatare nel processo svoltosi a carico di Frine, una delle più uniche che rare modelle dal vivo di Prassitele.
Socialmente le donne in Grecia sono sempre rimaste relegate alla vita domestica, nella loro qualità di "padrone della casa" ed esattamente in antitesi rispetto all'atletica nudità maschile (vedi anche nudità atletica) esse dovevano rimanere sempre coperte dalla testa ai piedi. Solamente a Sparta era concesso loro di partecipare a tutte le competizione atletiche alla stessa maniera degli uomini, indossando una corta tunica che ne disegnava il corpo lasciando oltretutto scoperte le cosce; fatto questo che sarebbe risultato di enorme scandalo se compiuto in qualsiasi altra città greca.
Le prime tracce di nudo artistico femminile risalgono al VI secolo a.C., in scene di vita quotidiana dipinte sui vasi di ceramica; nel V secolo apparvero le prime forme scultoree, con la Venere esquilina con tutta probabilità raffigurante una sacerdotessa della Dea egizia Iside. La statua presenta un'anatomia ancora alquanto grezza e ben poco elaborata, robusta e di bassa statura, senza alcuna sofisticazione ma pur contenendo già una proporzione matematica interna.
La posteriore evoluzione del nudo femminile risultò abbastanza inaffidabile rimanendo ad un livello di produzione sporadico, con appena qualche piccola figurina di nudo completo o parziale, soprattutto utilizzando la tecnica del "drappeggio umido", ossia con abiti leggeri attaccati al corpo; questo si può vedere nell'Afrodite del trono Ludovisi, nella Nike di Peonio (425 a.C. circa, attribuita allo scultore Peonio di Mende) ed infine nella "Venere genitrice" (ossia l'Afrodite tipo Louvre-Napoli) conservata in quella parte del museo nazionale romano che si trova sul lotto che occupavano le terme di Diocleziano.
Risalente agli anni intorno al 400 a.C. vi è una figura in bronzo di ragazza (a Monaco di Baviera, di autore anonimo e scolpita usando la tecnica del classico contrapposto, donando così all'immagine una particolare sinuosità nell'arco dell'anca; la maggior parte della critica considera questo il modello quasi archetipo della rappresentazione della figura femminile in ambito di arte greca.
Il principale scultore di epoca classica ad interessarsi attivamente d nudo femminile è stato Prassitele, autore della famosa Afrodite cnidia (350 a.C.) rappresentata al momento di entrare in bagno e con il vestito di cui si è appena liberata ancora tra le mani: è, questa, un'immagine che unisce la sensualità con il misticismo, il piacere fisico con l'evocazione spirituale e ciò significa pertanto una realizzazione materiale dell'ideale greco della bellezza al femminile. Egli è stato poi l'autore anche di un'altra immagine molto conosciuta della stessa Dea, con le gambe avvolte negli abiti ma con i seni nudi, sopravvissute in una serie di copie chiamate nel loro insieme Venere di Arles; ma è famoso soprattutto per la copia sopravvissuta di epoca romana (ed il cui creatore rimane anonimo) della Venere di Milo.
La successiva evoluzione delle tipologie femminili realizzate nude è esemplificata nella "Venere pudica" la quale si copre con le mani il pube e il seno e che si vede nella Venere capitolina o nella Venere Callipigia (dalle belle natiche) presentata mentre si alza il peplo per mostrare i fianchi e i glutei, anch'essa sopravvissuta solamente attraverso una copia romana conservata al museo archeologico nazionale di Napoli.
Una tipologia ove si dispiegò un po' di più il nudo femminile fu quella in cui si raffiguravano le rituali orge dionisiache, i misteri dionisiaci del dio greco Dioniso e i baccanali romani poi; insieme a gruppi di satiri e sileni apparivano assieme a loro anche orde di menadi sfrenate e nereidi in posizioni sensuali e selvagge, le cui scene sono state ampiamente rappresentate nei sarcofagi funerari: questa è stata una tematica frequente ad esempio nel laboratorio di Skopas, autore di una varietà di figure relazionate al culto dionisiaco, una fra tutte la Menade danzante (330 a.C.).
Ma in particolare sono state le sue figure di Nereidi ad acquisire velocemente grande popolarità finendo con l'influenzare l'arte prodotta successivamente in tutta l'area del bacino del Mediterraneo. Come simbolo dell'anima liberata, la loro rappresentazione è diventata un motivo decorativo comune in varie tecniche artistiche, dalla pittura e dalla scultura ai gioielli e ai cammei; ma anche in bicchieri e tazze di ceramica, cofanetti, sarcogafi ecc.
Durante il tardo impero romano trovò ampia diffusione, essendo stata ritrovata dall'isola d'Irlanda all'Arabia e provenienti direttamente dal subcontinente indiano, varie forme di Gandharva e Apsaras; ancora durante il medioevo la loro tipologia fu identificata con i personaggi di Adamo ed Eva.

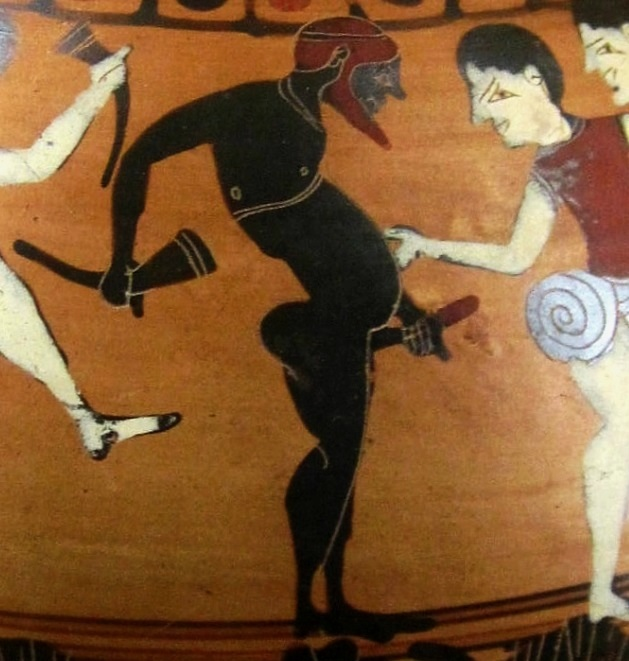
Processione rituale orgiastica Komos - particolare su argilla (IV secolo a.C.).

#### Pittura

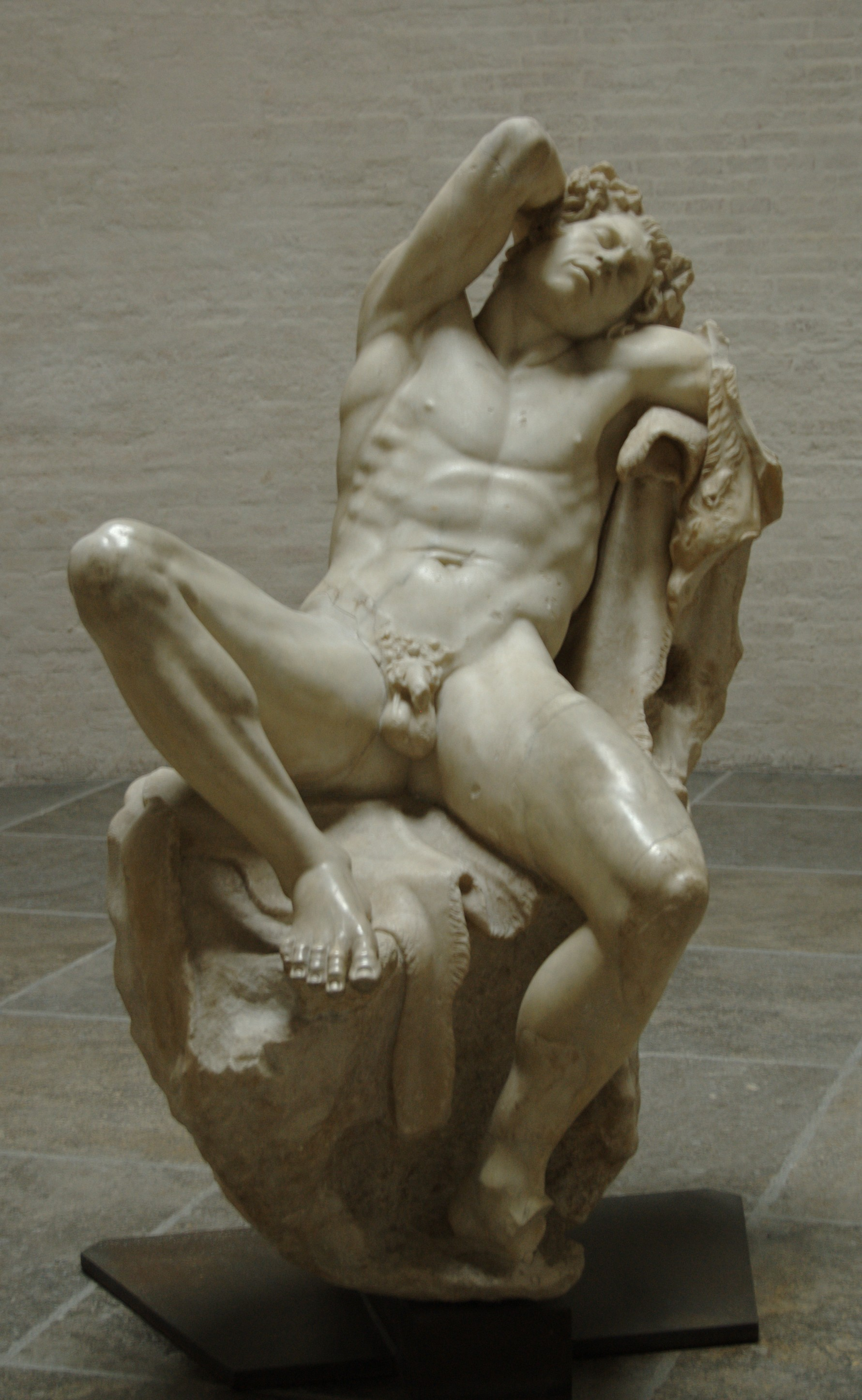
Il Fauno Barberini (200 a.C.).

L'antica pittura greca è pervenuta sino a noi esclusivamente attraverso la ceramica greca; ed anche qui il nudo è molto ben rappresentato, in ambito di competizioni sportive ma soprattutto di corteggiamento pederastico e di erotismo in generale.

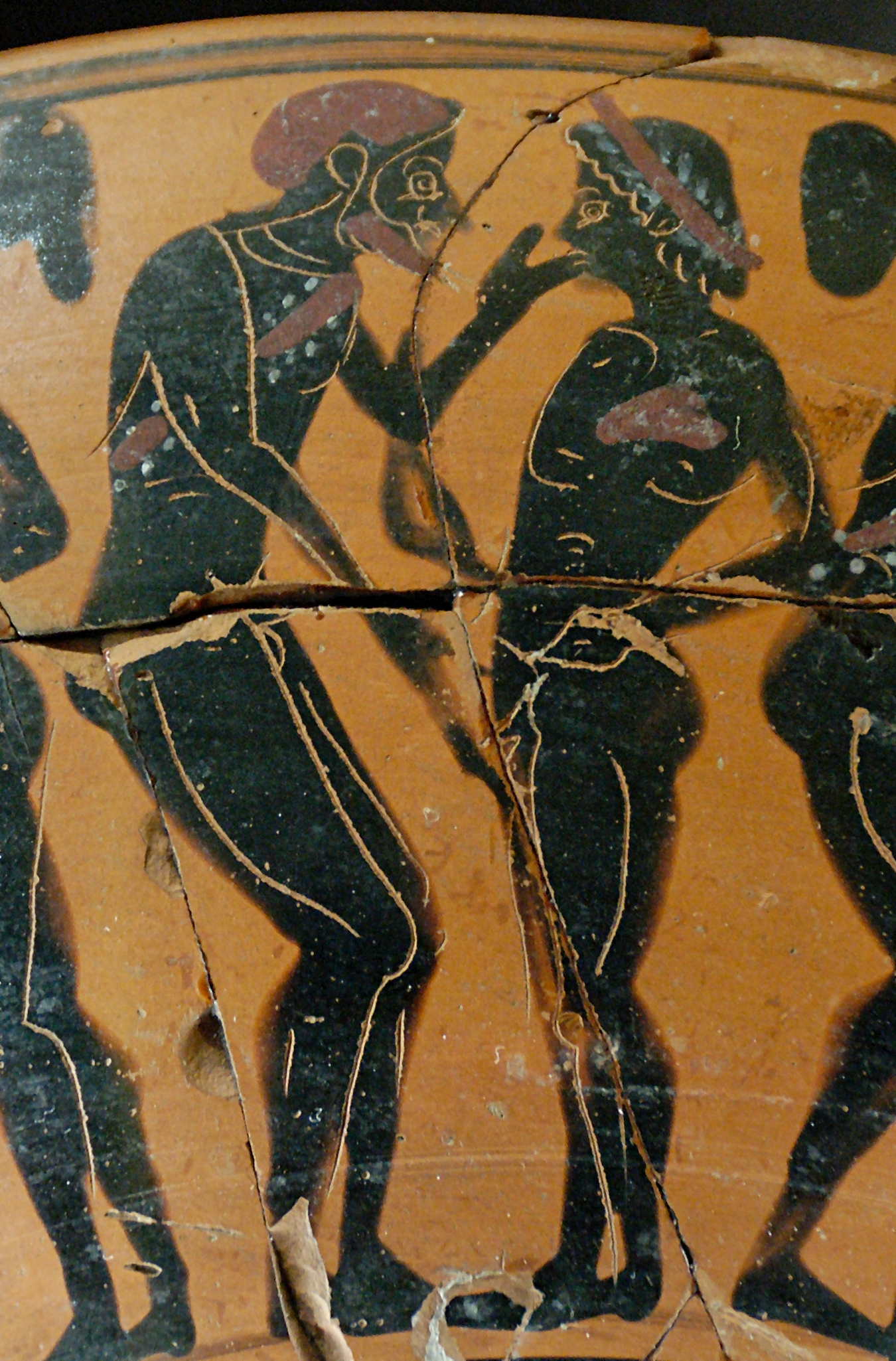
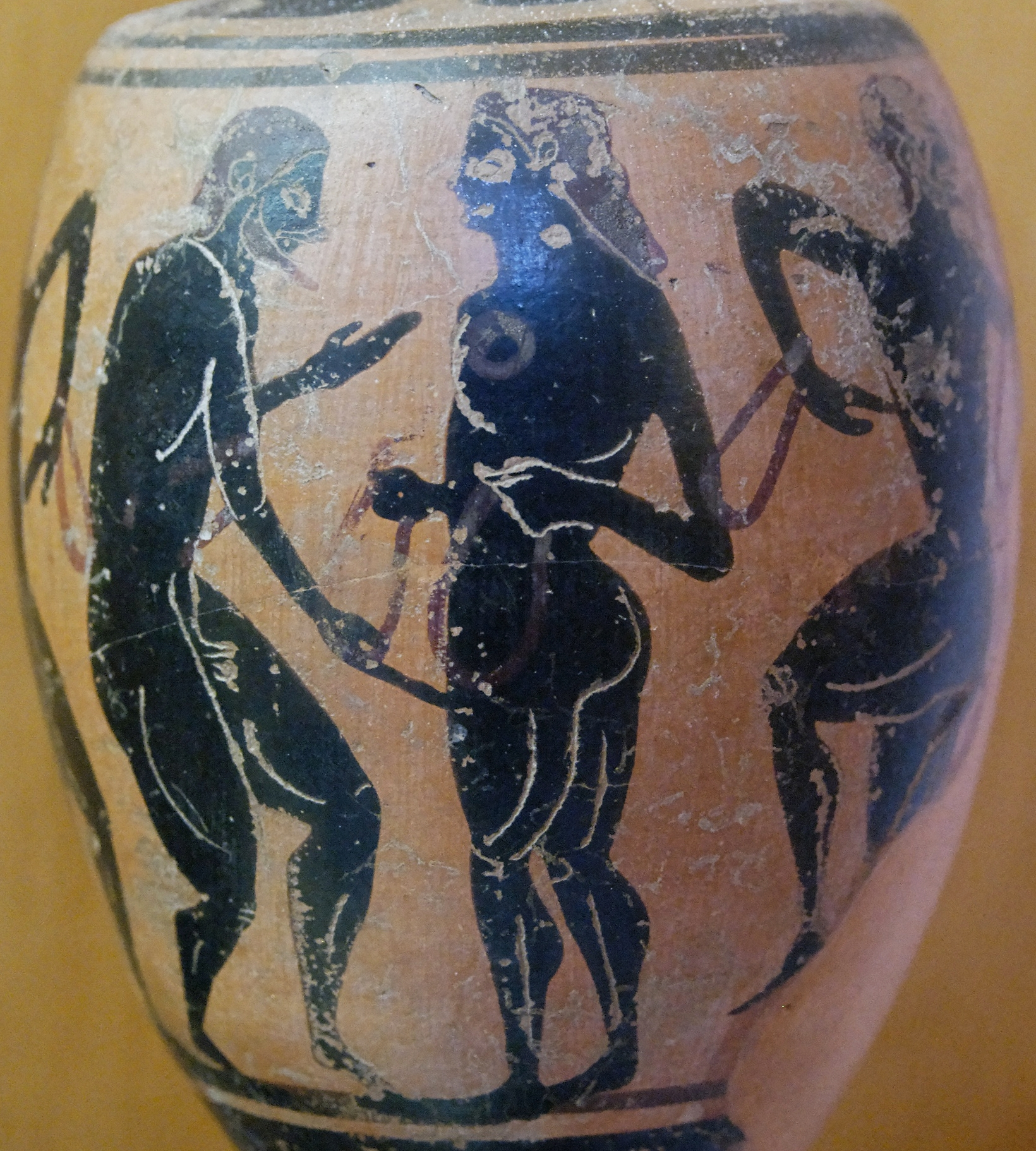
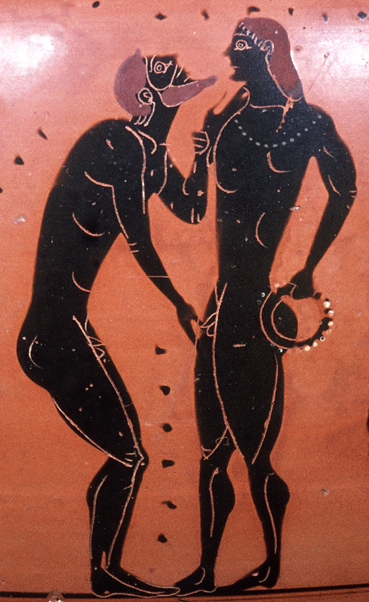
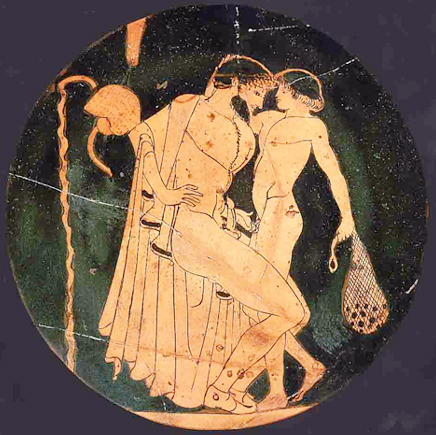

### Ellenismo
Il periodo dell'arte ellenistica comincia subito dopo la morte di Alessandro Magno, quando la cultura greca si diffonde a macchia d'olio in tutto il Medio Oriente; le figure acquistano un movimento più dinamico e torsionale (il che denota sentimenti esacerbati e complessi) ed espressioni più che mai tragiche, rompendo così in un colpo solo con l'equilibrio sereno del periodo classico.
Di fronte all'energia vitale e trionfante degli eroi e degli atleti precedenti si fa strada quella concezione detta di "pathos": un'espressione contorta e sconvolta dalla sconfitta, un'atmosfera pesante che dà un senso di dramma e sofferenza, con i corpi malconci e deformi, malati o mutilati. Se eroi ed atleti sono stati i vincitori e trionfatori davanti alla vita, ora l'uomo risulta invece essere schiacciato e quasi annientato dal destino; subisce del tutto passivamente e senza alcuna possibilità di salvezza l'ira degli Dèi: la potenza divina prevale completamente sul materiale, lo spirito annichilisce di fatto il corpo.
Questo, che può essere ben compreso nei miti che parlano dell'uccisione dei figli di Niobe, nell'agonia di Marsia, nella morte di grandi uomini come Ettore e Meleagro od infine il crudelissimo destino che attende Laocoonte; tutti episodi abbastanza comuni nell'arte di questi secoli.
Uno dei primi centri di scultura ellenistica era la città di Pergamo in Asia Minore, le cui botteghe di scultori provenienti praticamente da tutto il mondo greco, hanno stabilito uno stile che, partendo da una chiara influenza della scuola di Lisippo ha impresso un fortissimo senso drammatico alle proprie immagini; in primo luogo attraverso una violenta torsione del corpo, mostrata in una modalità tale da rendere di forte effetto ed impatto tragico il dolore e la sofferenza espressi dai personaggi ritratti.

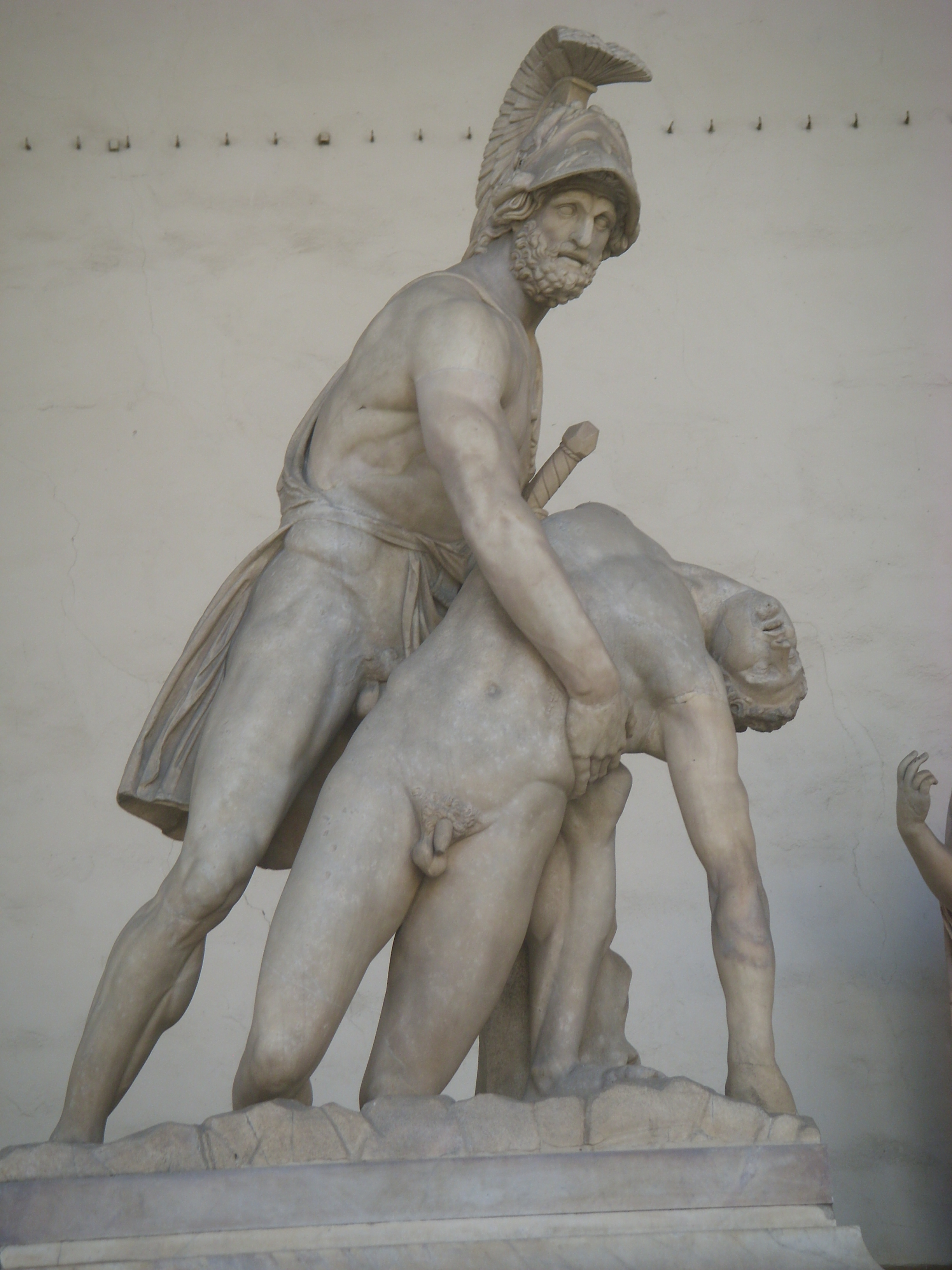
Menelao che sorregge il corpo di Patroclo (il cosiddetto "Gruppo di Pasquino"). Marmo, copia romana di età flavia da un originale ellenistico del III sec. a.C.; collocato sotto la Loggia dei Lanzi in Piazza della Signoria a Firenze sin dal 1741.

Esempi di ciò si vedono nel Galata morente (230 a.C.), nel Galata suicida, in "Menelao che sorregge il corpo di Patroclo" (230-200 a.C. circa) o il Marsia legato nudo alla corteccia d'albero.
Il capolavoro della scuola di Pergamo è però sicuramente rappresentato dal Gruppo del Laocoonte proveniente dalla bottega di Agesandro e con la collaborazione del figlio Atenodoro di Rodi e di Polidoro di Rodi, forse la migliore espressione di pathos nell'intera storia della scultura, dove il movimento eterogeneo e la valorizzazione della torsione data dai personaggi intrecciati al serpente, l'eccesso emotivo, i muscoli perfettamente disegnati sul torso e le cosce della figura centrale, assieme alla drammaticità espressiva dei volti; tutto contribuisce a dare un senso generale di tragedia latente, il che riesce a provocare nello spettatore una sensazione di terrore, disperazione e finanche misericordia nei confronti di quelle figure sofferenti. Secondo Plinio il Vecchio il "Laocoonte" è la migliore fra tutte le opere sia di pittura che di scultura.
Anche il Toro Farnese di Apollonio di Tralles appartiene al periodo ellenistico, copia di un precedente lavoro intitolato "La tortura di Dirce" (130 a.C.): si tratta di un gruppo dinamico dal grande effetto espressivo dove, sopra una base paesaggistica vengono raffigurati animali molto realistici, i giovani in un atteggiamento un po' rigido e la figura di Dirce, con una torsione complessa a spirale di notevole effetto scenografico.
Un'altra famosa opera dello stesso periodo è Afrodite accovacciata di Doidalsa di Bitinia, talmente apprezzata durante l'antichità che ne vennero prodotte innumerevoli copie per decorare i palazzi, i giardini privati e gli edifici pubblici. Ve ne sono diversi esemplari sparso per i musei di tutto il mondo, ma ne sono state fatte anche diverse copie in epoca moderna (principalmente durante il Rinascimento) ad opera del Giambologna, di Antoine Coysevox e Jean-Baptiste Carpeaux, oltre che nel disegno e nell'incisione con Marcantonio Raimondi e Martin Heemskerck. Infine Peter Paul Rubens è stato ispirato da questa figura per molti dei suoi lavori.
Altrettanto importante è risultato essere l'Ermafrodito dormiente di Policle, con diverse copie di epoca romana in quanto il bronzo originale è andato perduto, di cui uno dei più famosi è quello fatto restaurare nei primi decenni del XVII secolo dal Gian Lorenzo Bernini con l'aggiunta di un letto di pietra ove posarlo sdraiato. Ne esistono diversi esemplari, alcuni realizzati anche in tempi moderni, come ad esempio quello commissionato dall'imperatore Filippo IV di Spagna e che ora si trova al museo del Prado il quale ha con tutta probabilità influenzato la Venere Rokeby di Velázquez.

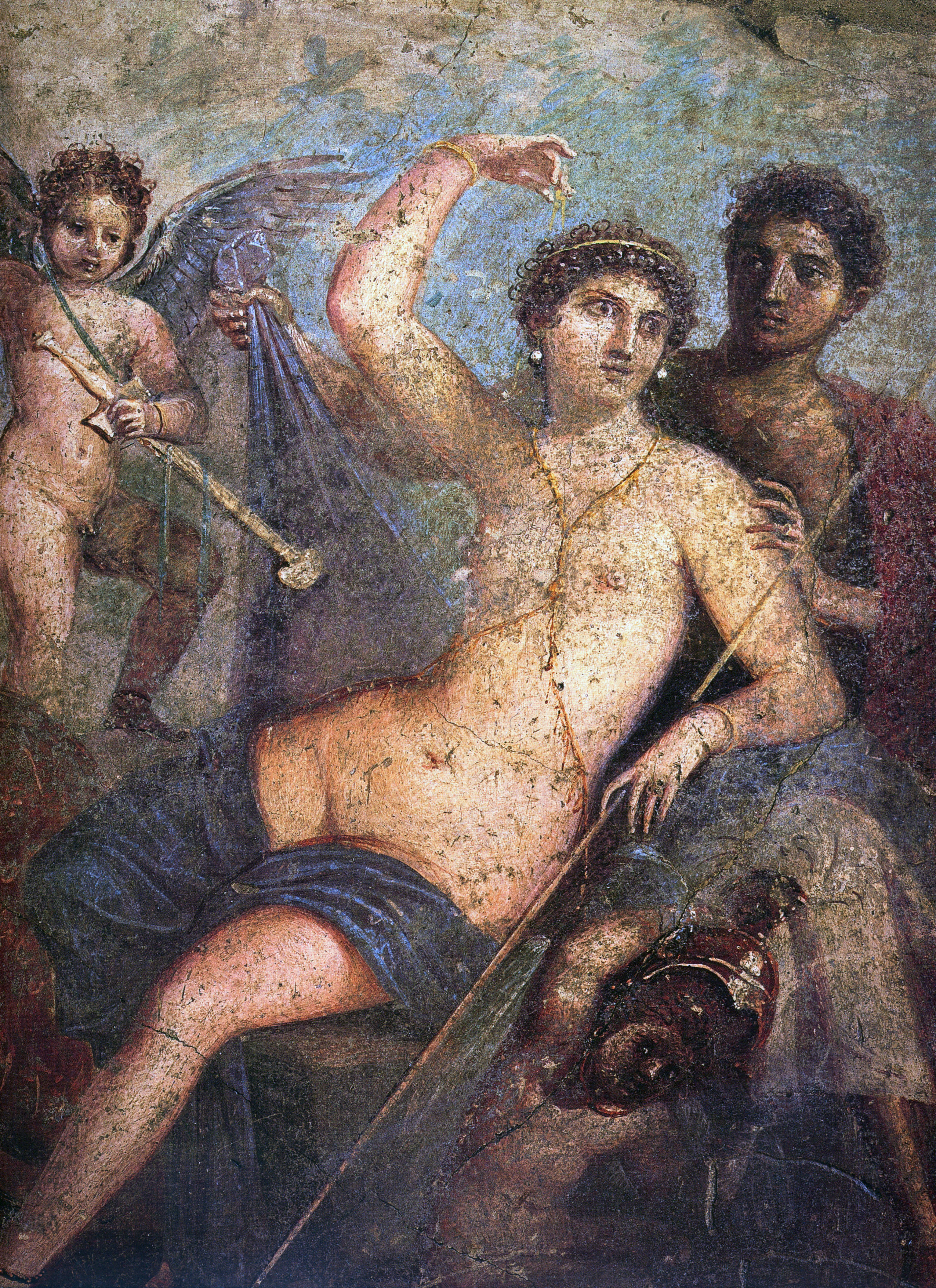
Museo archeologico nazionale di Napoli. Da Pompei antica, Casa delle Nozze di Ercole (o Casa di Marte e Venere). Marte solleva il manto azzurro di Venere, per ammirarne la nudità caratterizzata solo da una catena d'oro disposta ad X sul petto. Caratteristica è la rappresentazione dei due sessi che prevede una carnagione bruna per l'uomo e chiara e delicata per la donna. Due amorini giocano con le armi di Marte.

### Roma
Con un chiaro precedente nell'arte etrusca, la cultura romana è stata fortemente influenzata dalla grecità. Con la progressiva espansione dell'impero romano, l'arte classica greco-romana raggiunse quasi ogni angolo d'Europa, dell'Africa del Nord e del Medio Oriente, ponendo le basi evolutive per il futuro sviluppo delle arti in queste aree.
Mentre i romani erano molto avanzati in ingegneria ed architettura romana, furono invero poco innovativi nel campo delle belle arti; la stragrande maggioranza delle statue pervenuteci risultano difatti essere copie romane di opere originali greche, o sono in ogni caso fortemente ispirate da esse. Molti degli artisti di quella parte del mondo che si rifaceva all'influenza culturale dell'ellenismo si trasferirono prima o poi a Roma per lavorare, mantenendo così vivo lo spirito dell'arte greca.
Gli storici latini disprezzavano quelle opere che erano state prodotte dopo il periodo classico greco, sostenendo anche che in seguito quest'età dell'oro in campo artistico si era bruscamente interrotta. Le prime produzioni originali erano opera di scultori greci installatisi stabilmente nella capitale, tra cui Apollonio di Atene (l'autore del Torso del Belvedere, 50 a.C.), Cleomene di Atene (autore della Venere de' Medici del I secolo a.C.) e Prassitele (a cui viene attribuito lo Spinario).
Ad un allievo di quest'ultimo, un certo Stefano, viene invece attribuito l'"atleta di Villa Albani" (50 a.C.), scultura che trovò un enorme riscontro, corroborato dal fatto che ne siano state eseguite decine di copie (e di cui almeno 18 giunte fino a noi). Ulteriore conferma fu l'ideazione della variante assemblandovi un'altra immagine, venendo così a creare un gruppo a volte identificato come "Mercurio e Vulcano", altre come "Oreste e Pilade"; una di queste copie viene chiamata Gruppo di sant'Ildefonso (10 a.C.): in questo caso le due immagini ricordano una il Doriforo di Policleto e l'altra l'Apollo sauroctono di Prassitele.
Altre opere anonime che mantengono un forte rapporto di derivazione stilistica con l'arte ellenistica sono il Pugile in riposo del 100-50 a.C. all'incirca e il cosiddetto Principe ellenistico sempre dello stesso periodo. Per quel che riguarda l'effettiva produzione romana, pur mantenendo visibilissima l'influenza greca, sono caratteristiche le statue dedicate agli imperatori romani deificati come eroi greci nudi; queste, pur mantenendo un certo idealismo in fondo, mostrano un ulteriore studio del "naturale", soprattutto per quanto concerne il volto dei diversi ritratti.
Alcune di queste produzioni contengono indubbiamente in sé un timbro stilistico distinto rispetto allo stile della scultura greca; ciò si percepisce molto bene nella "Venere di Cirene" la quale mostra un maggior naturalismo anatomico rispetto alla statuaria greca, pur mantenendo tutta l'eleganza e la sensualità caratteristici del nudo femminile ellenico. Un'altra testimonianza di copia marmorea romana d'un originale greco in bronzo è dato dal cosiddetto Apollo Choiseul-Gouffier, forse il dio solare Apollo o un atleta vittorioso (ad esempio un pugile dei giochi olimpici antichi).

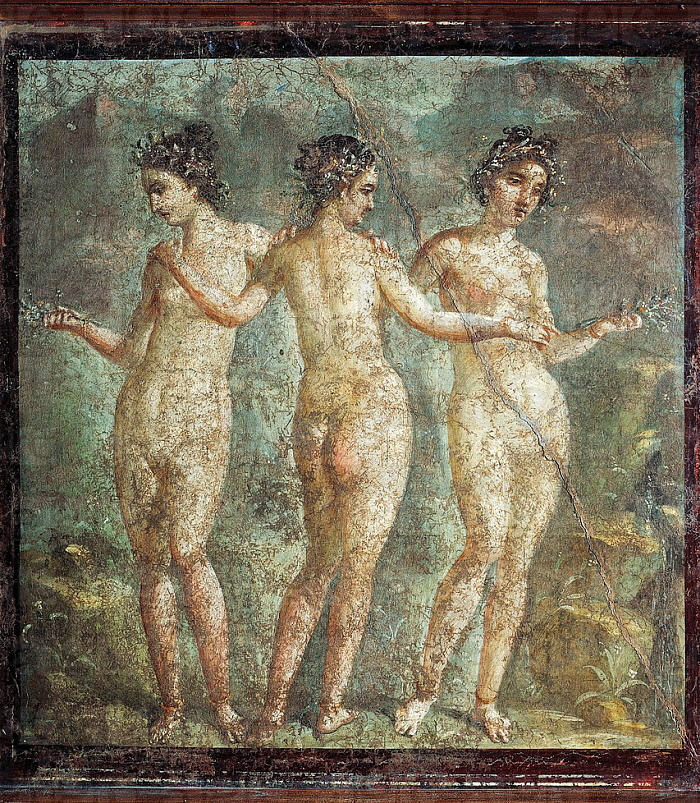
Affresco pompeiano raffigurante le tre Grazie (mitologia).

Una delle novità tematiche più originali è stata invece quella costituita dalle "tre Grazie", di cui vi sono diverse copie tutte databili al I secolo; si tratta di un gruppo proveniente dal tema iconografico delle divinità della bellezza che accompagnano Afrodite e che di solito vengono considerate come sorelle (Eufrosine, Talia e Aglaia): esse danzano in circolo tenendosi per mano e vengono rappresentate due di fronte ed una di dietro. Questo argomento ha poi avuto moltissimo successo per tutto il Rinascimento ed il Barocco.

L'"Apoteosi di Antonino e Faustina" che si trova alla base della colonna di Antonino Pio.

In epoca imperiale venne a smorzarsi l'interesse per il nudo, parallelamente al concetto idealizzato di scultura, divenendo invece sempre più importante il realismo e la descrizione minuziosa anche dei dettagli più sgradevoli e considerati "brutti"; uno stile questo che ha avuto la sua massima cristallizzazione nel ritratto. Nonostante ciò pezzi scultorei di grande fattura e bellezza vengono prodotte, come le statue i Marte e Mercurio che decorano Villa Adriana (125 d.C.) o l'"Apoteosi di Antonino e Faustina" che si trova alla basa della colonna di Antonino Pio (161 d.C.) o anche gli originali "Dioscuri di Monte Cavallo" (nome antico del colle del Quirinale delle Terme di Costantino (330 d.C.) e visibili come fontana dei Dioscuri in Piazza del Quirinale.

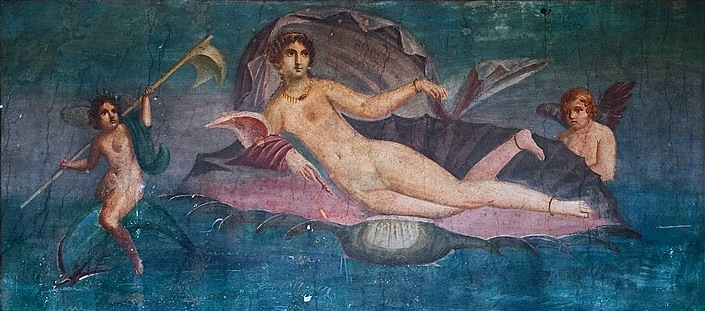
Murale di Pompei (Casa di Venere), della "Venere Anadiomene" (I secolo). Copia di un originale greco, un ritratto che si crede essere di Campaspe, una delle concubine di Alessandro Magno.

Per quanto riguarda la pittura ne abbiamo diversi campioni provenienti in gran parte grazie alla conduzione degli scavi archeologici di Pompei ed Ercolano; nonostante il suo carattere eminentemente decorativo essa offre un'ampia varietà stilistica e ricchezza tematica, con una iconografia che va dalla mitologia alle scene di tutti i giorni attraverso immagini di feste, danze e spettacoli circensi.

#### Ars erotica
Nella pittura murale, affreschi e mosaici rinvenuti a Pompei antica abbonda il nudo artistico, con una chiara tendenza all'erotismo anche assai spinto, mostrato apertamente come un aspetto del tutto naturale dell'esistenza.
Tra le tante immagini che decorano le pareti (soprattutto del lupanare cittadino, ma anche delle terme) e dove è presente in gran quantità la nudità si possono ricordare: "Le tre Grazie", "La Venere Anadiomene", "Invocazione a Priapo", "Cassandra violentata da Aiace", "Il bacio del Fauno", "La baccante sorpresa da un satiro", "Lo stupro della ninfa Iftima", "Ercole che riconosce Telefo in Arcadia", "Il Centauro Chirone che istruisce il giovane Achille", "Perseo che libera Andromeda" e molte altre.

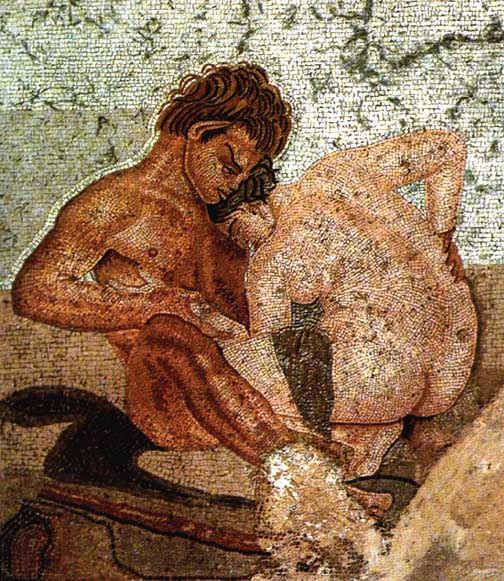
Mosaico a piastrelle raffigurante un Satiro in compagnia di una Ninfa, nella Casa del Fauno
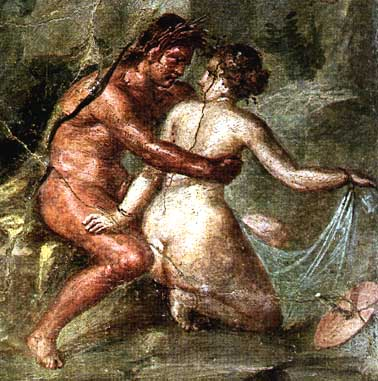
Pittura murale rinvenuta nella "Casa degli Epigrammi", di epoca neroniana.
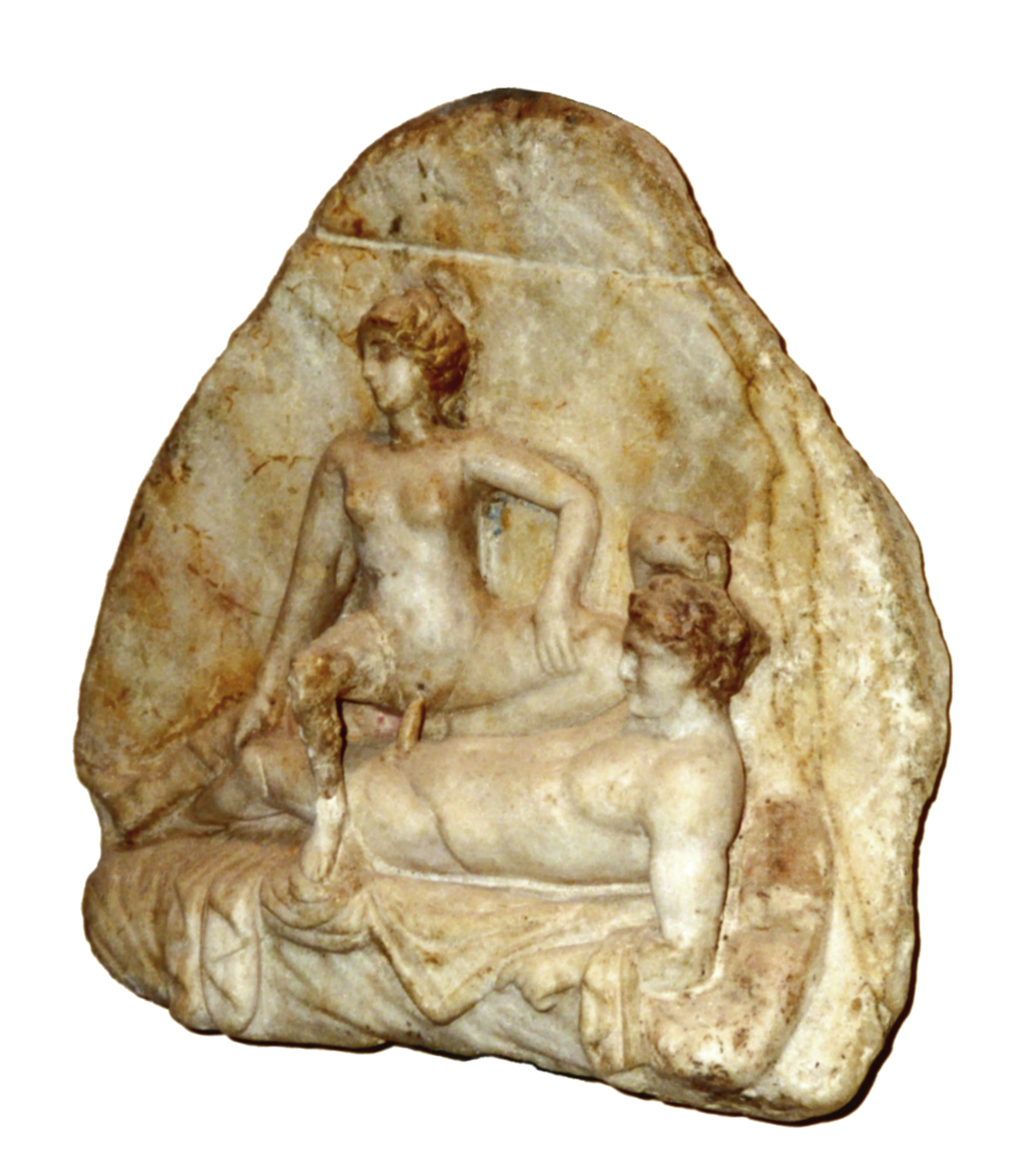
Rilievo marmoreo con scena di accoppiamento (da una caupona pompeiana).
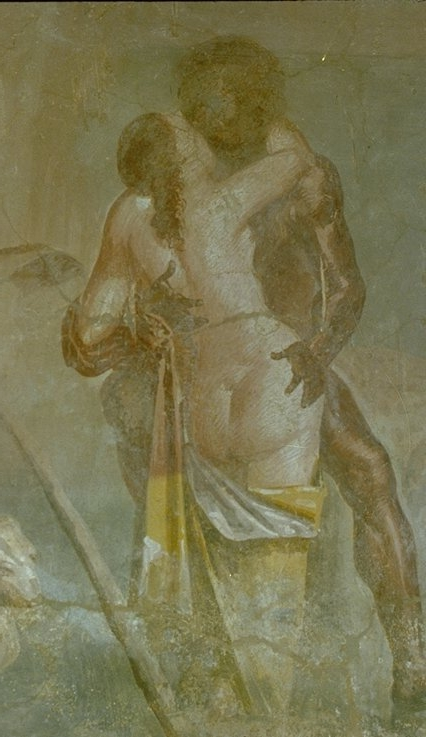
Affresco da una camera da letto di Pompei.
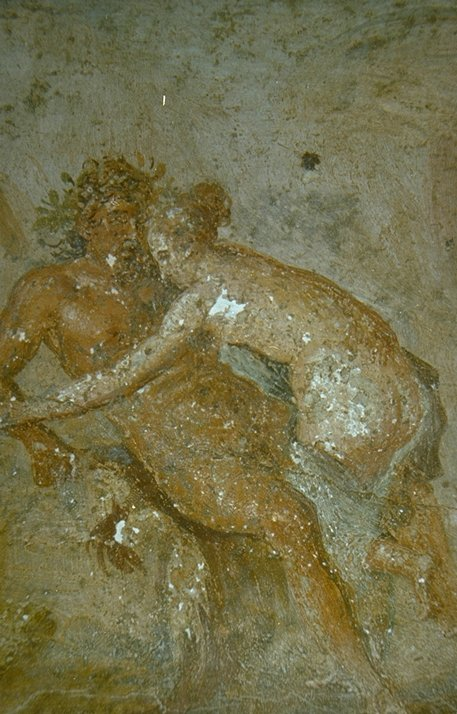
Affresco erotico
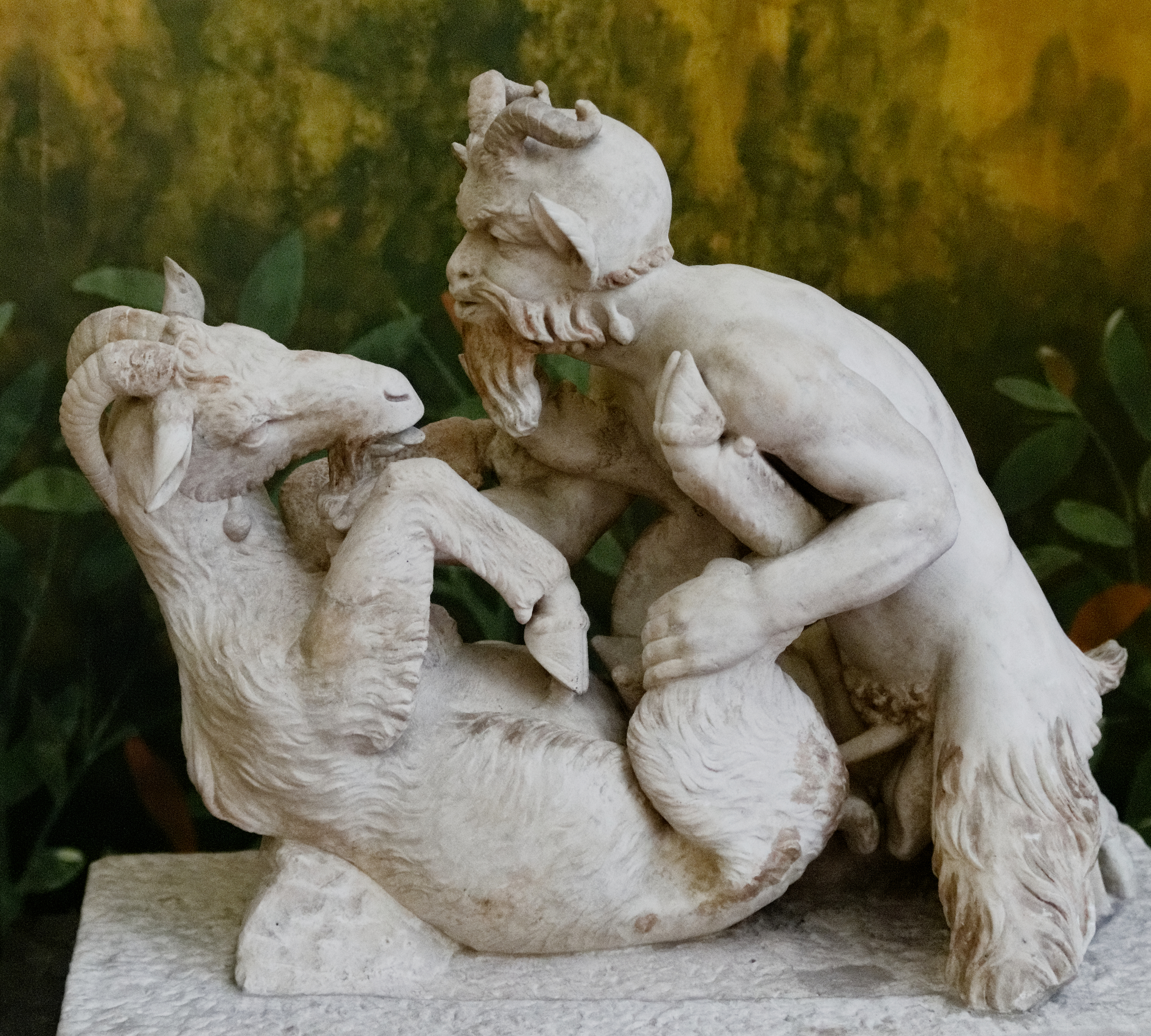
Pan che si accoppia con la capra, in marmo di Carrara. Dal peristilio rettangolare della Villa dei Papiri di Ercolano (scoperta nel 1752).
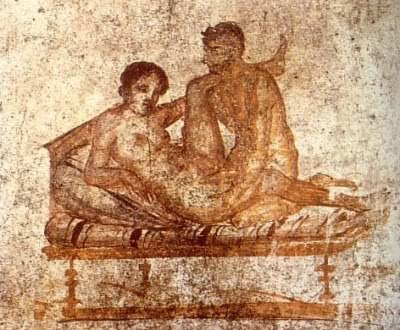
Scena erotica murale raffigurante un rapporto sessuale di tipo eterosessuale.
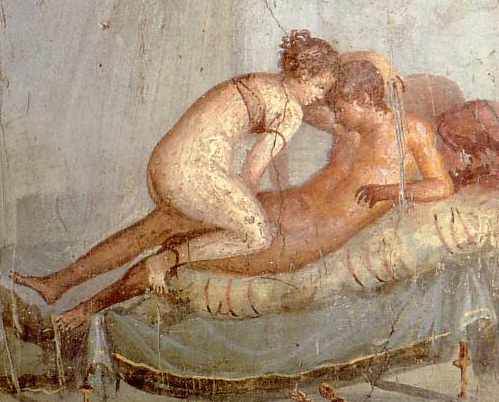
Posizione con donna sopra proveniente dalla Casa del Centenario; la donna indossa una sorta di reggiseno.

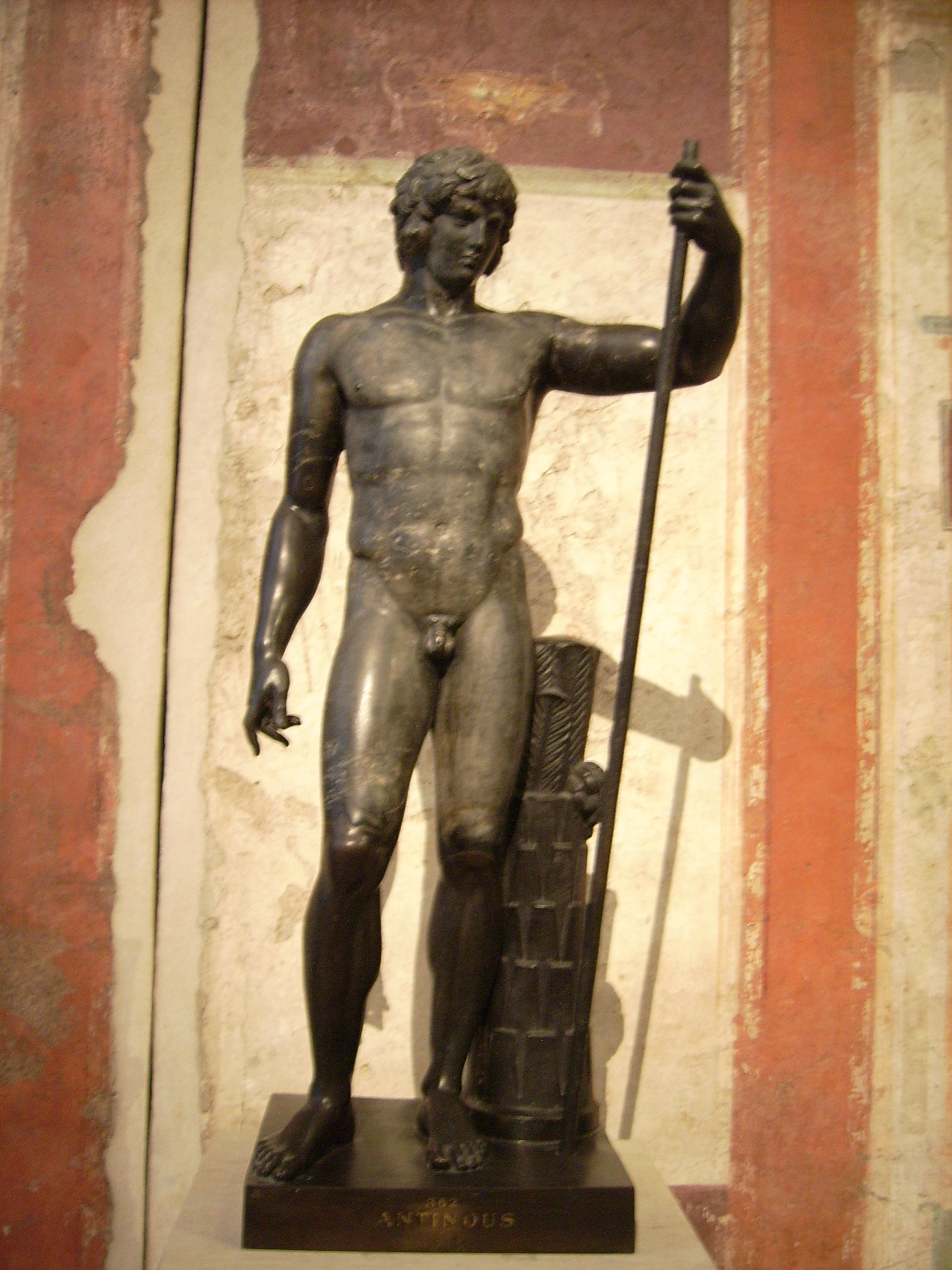
Antinoo come Dioniso.

#### Antinoo
Un caso a parte è quello riguardante Antinoo, il bel ragazzo di Bitinia amatissimo dall'imperatore romano del II secolo Publio Elio Traiano Adriano; a seguito della morte del giovane avvenuta in circostanze rimaste oscure, caduto e annegato nel Nilo, Adriano volle portarlo in apoteosi; questo riempiendo l'impero, soprattutto le province orientali, di statue e busti che lo raffigurano.
Si calcola che in totale possano essere state più di duemila, di cui qualche centinaio giunte fino a noi; la particolare originalità della fattura e della postura hanno creato il cosiddetto "tipo Antinoo", con capelli ricci che scendono sul collo, un volto generalmente malinconico con occhi spesso abbassati e la testa leggermente girata a sinistra. Tra questi innumerevoli sono i nudi eroici dell'adolescente morto prematuramente in veste di una qualche divinità.
Alcuni esempi sono il busto denominato Antinoo Mondragone e l'Antinoo Capitolino, felice commistione dell'arte adrianea tra il favorito dell'imperatore e il dio Ermes, ma anche quello chiamato Ermes Pio-Clementino ma che era stato per molto conosciuto come "Antinoo Belvedere".

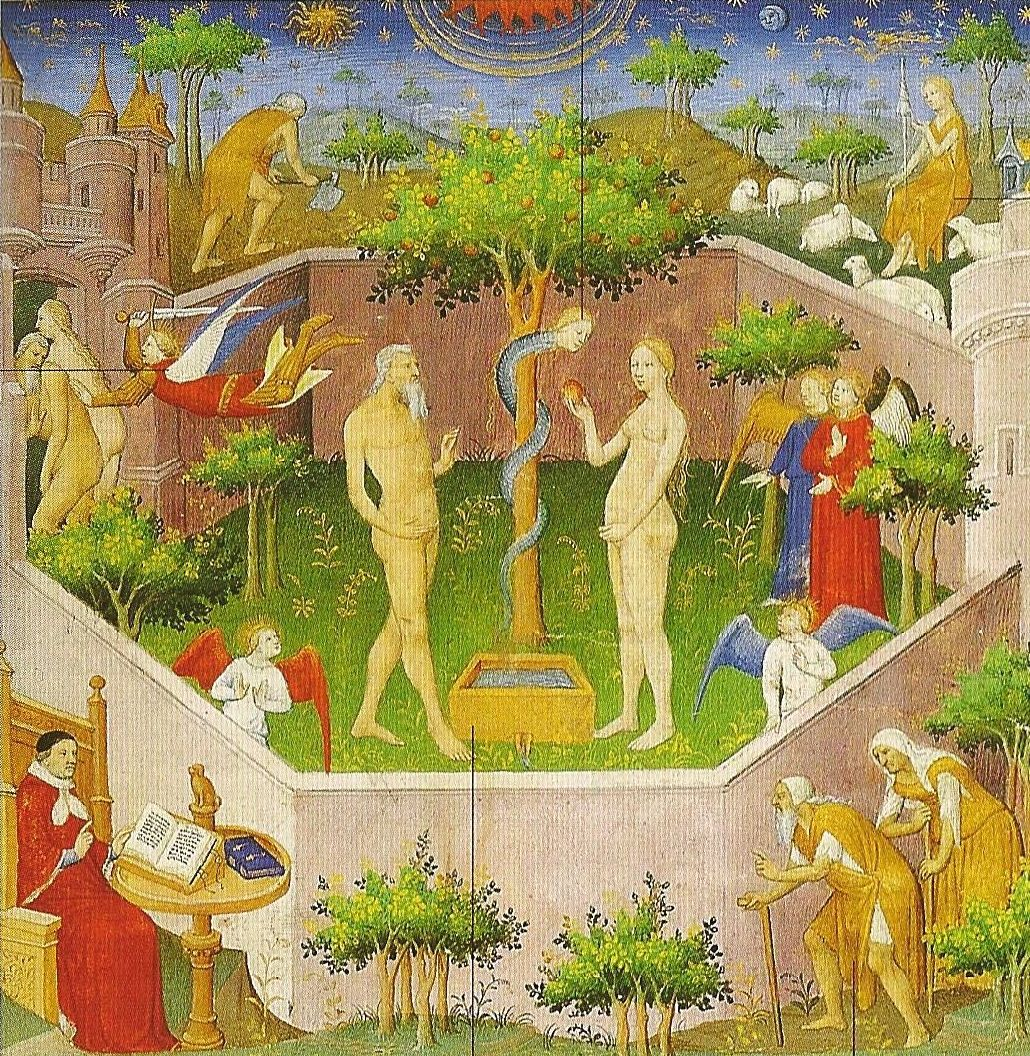
Il giardino dell'Eden (1415), di Maestro di Boucicaut.

## Medioevo
La caduta dell'Impero romano d'Occidente inaugura nel continente europeo quell'epoca della storia conosciuto come Medioevo (o "Età di Mezzo"), palcoscenico di declino politico e sociale, come la progressiva frammentazione dell'impero romano d'Occidente in piccoli staterelli in perenne lotta tra loro ed il dominio sociale della nuova aristocrazia militare, coinvolta nella feudalizzazione di tutti i territori in precedenza amministrati dalla burocrazia imperiale.
L'arte classica è stata reinterpretata dalle nuove culture dominanti provenienti dal popoli germanici, mentre la nuova religione venutasi con forza ad affermarsi in tutta Europa, il cristianesimo, ha finito col permeare la maggior parte della produzione artistica di questo periodo: diverse fasi si sono succedute, dall'arte paleocristiana, attraverso l'arte romanica e l'arte gotica, compresa l'arte bizantina e quella delle popolazioni germaniche.
La teologia morale in questo periodo distingue quattro tipi o forme di nudità: naturalis (concernente lo status naturale dell'uomo), temporale o transitoria (solitamente correlata alla condizione sociale di povertà), virtualis (come simbolo di virtù ed innocenza) ed infine criminalis (legata alla lussuria e al senso di vanità). Un altro elemento frequente nel nudo dell'arte medioevale, soprattutto nella rappresentazione della "rivelazione o apocalisse dei beati", era quello concernente la raffigurazione dei morti, in qualità di spogliamento da tutto ciò che è terreno.
La teologia cristiana ha suddiviso l'essere umano in corpo deperibile ed anima immortale, essendo quest'ultima l'unica a venire considerata come un qualcosa di prezioso che andava preservato. Con la scomparsa delle religioni pagane la maggior parte dei contenuti iconografici relativi al nudo si limitava ai pochi passaggi delle Sacre Scritture che lo giustificavano. Nei pochi casi di rappresentazione del nudo le figure sono angolose e deformate, distorte quasi, lungi dall'armonioso equilibrio delle immagini classiche.
Oltre ad essere circoscritto in senso eminentemente teologico le forme nude in molti casi sono deliberatamente brutte e quasi deformi, segno del disprezzo percepito nei confronti del corpo, considerato niente più che come un'appendice dell'anima. Nelle rarissime rappresentazioni di nudo femminile le figure, generalmente raffiguranti Eva, hanno il ventre alquanto rigonfio, spalle strette e gambe dritte; in cambio vi era una personalizzazione del volto, cosa questa che non si era verificata durante l'antichità.
La figura umana è stata sottoposta ad un procedimento di stilizzazione in cui si perde la descrizione naturalistica per enfatizzare invece il carattere trascendente ed il carattere simbolico del cristianesimo, parallelamente alla perdita di prospettiva e geometrizzazione dello spazio, risultante ciò in un tipo di rappresentazione dove conta molto di più il contenuto simbolico, il messaggio insito nell'immagine, piuttosto che la descrizione della realtà. La religione cristiana, influenzata dalla concezione platonica la quale intende il corpo nient'altro che una prigione dell'anima, ha perduto l'interesse per lo studio delle forme anatomiche naturalistiche, concentrandosi invece nella rappresentazione dell'essere umano esclusivamente attraverso l'espressività.

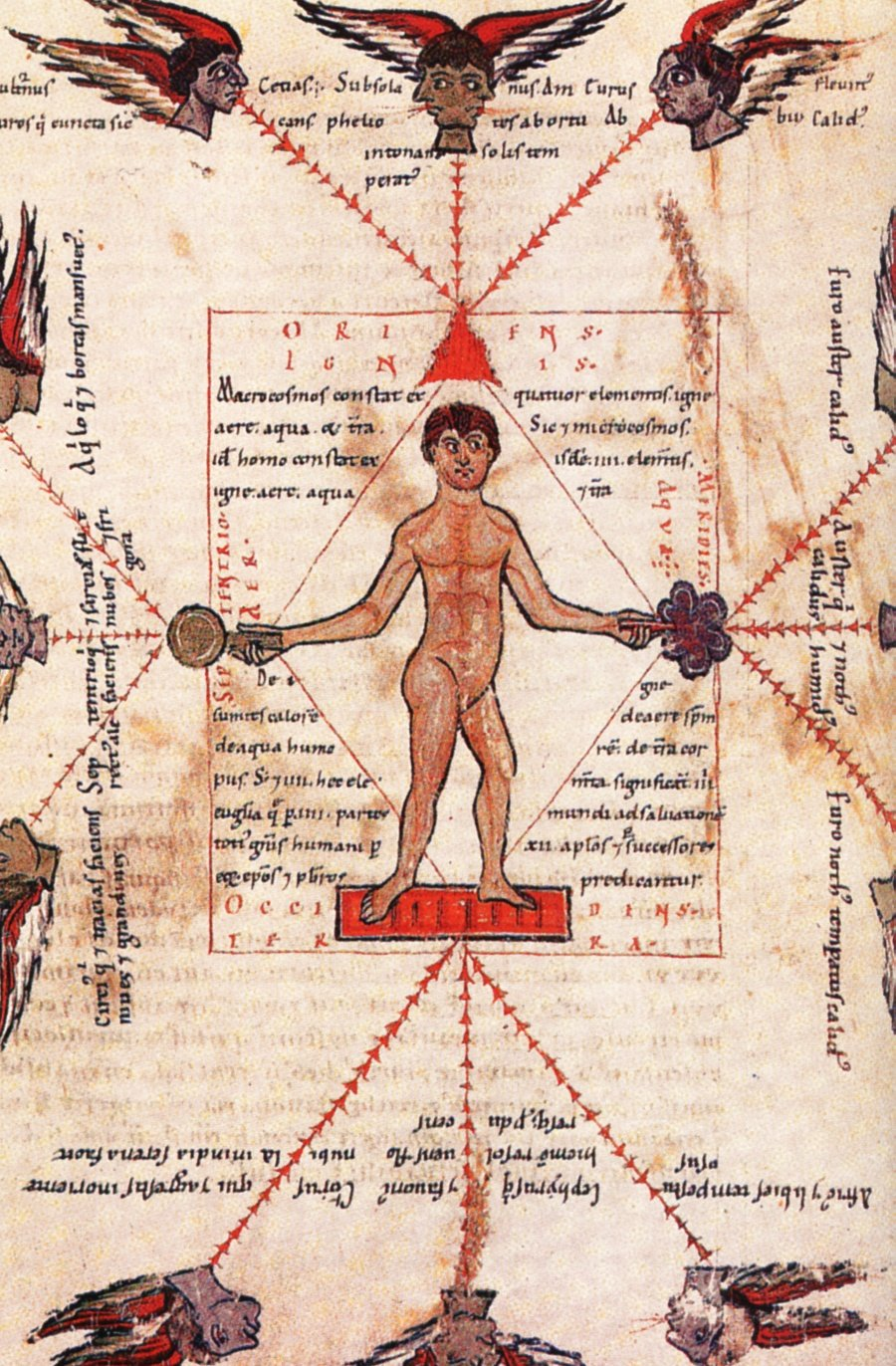
"Rappresentazione dell'homo quadrato", miniatura da un manoscritto astronomico del XII secolo.

Anche se durante il medioevo lo studio delle proporzioni del corpo umano è andato perduto, esso è stato invero oggetto di una simbologia cosmologica di applicazione matematica ed estetica. il cosiddetto "homo quadrato". La cultura medioevale considerava il mondo come un grande essere vivente, quindi come un uomo cosmico, mentre l'essere umano è stato concepito come un piccolo mondo, un microcosmo all'interno del macrocosmo della Creato. Questa teoria, correlata alla simbologia del numero quattro inerente al mondo naturale, a sua volta veniva applicata anche all'arte: vi sono difatti quattro punti cardinali e quattro stagioni, quattro fasi lunari e quattro venti principali. Quattro è il numero umano per eccellenza, teoria risalente a Marco Vitruvio Pollione con la sua concezione dell'uomo come quadrato ideale, corrispondente alla larghezza delle braccia al suo apice.
Nei suoi primi tempi il cristianesimo, ancora sotto una forte influenza ebraica, aveva impedito non solamente il nudo, ma qualsivoglia immagine della figura umana, in quanto comprendeva una violazione del secondo comandamento; non solo, ma ha anche condannato gli idoli pagani (nella loro raffigurazione scultorea) come dimora dei demoni. Il fatto che la quasi totalità delle divinità pagane furono rappresentate, sia nella pittura che soprattutto nella scultura, in forma umana ed in molte occasioni nudi, ha contribuito ad identificare il nudo con l'idolatria, collegandolo molto presto anche direttamente col diavolo.
Tuttavia la fine del paganesimo e l'assimilazione della filosofia neoplatonica alla morale cristiana ha fatto accettare la forma corporea esclusivamente nella sua qualità di ricettacolo dello spirito e la nudità come uno stato degradato dell'essere umano, ma accettabile nella sua naturalità. Eppure, nel suo complesso l'arte medioevale ha completamente smarrito il concetto di bellezza fisica insita nell'arte classica e quando veniva rappresentato - nei passaggi biblici che lo richiedevano, come quello riguardante Adamo ed Eva - i corpi erano deformati, ridotti all'essenzialità delle linee e con gli attributi sessuali minimizzati, pochissimo attraenti ed esenti del tutto da qualità estetiche.
Il periodo gotico fu un timido tentativo di riprendere la raffigurazione umana, maggiormente elaborata e partendo da una base di ritorno, per così dire, al naturalismo, ma pur sempre sottoposta ad una certa convenzione che ha mantenuto la rigidità delle forme e la struttura geometrica che collegava il corpo più per l'aspetto simbolico dell'immagine che per la visione estetica e sempre basandosi sulle possibilità ammesse dall'iconografia cristiana.
Le poche rappresentazioni esistenti di nudo artistico nell'arte medioevale sono limitate a passi biblici che le giustificano, come già accennato, rendendole in certo qual modo "indispensabili"; Adamo ed Eva nel paradiso terrestre o subito dopo la cacciata, il martirio e la crocifissione di Gesù Cristo. L'immagine di Gesù sulla croce ha avuto due principali trascrizioni iconografiche: quella di "Cristo spogliato" e denominata "di Antiochia", e quella del redentore con una veste o tunica denominata "di Gerusalemme".
Tuttavia, nonostante il carattere fortemente puritano e contrario al nudo del cristianesimo primitivo, fu propriamente la visione nuda quella che trionfò e si accetto come versione canonica del soggetto, tanto più a partire dall'epoca dei carolingi. La sofferenza di Cristo vissuta sulla croce è sempre stata un argomento di forte impatto drammatico, quindi in un certo senso legato al pathos dell'arte ellenistica, con immagini in cui il nudo è un veicolo per un'intensificazione dell'espressione di sofferenza; di modo che l'anatomia è mostrata deformata, destrutturata, sottoposta all'espressione emozionale data dal dolore fisico.
Una delle posizioni più tipiche di Gesù, con la caduta della testa da un lato e il corpo piegato ed inclinato dall'altro per compensare la postura generale, è evidente per la prima volta nel libro delle ore appartenuto a Carlo il Calvo e nella "Croce Gero" (X secolo) della cattedrale di Colonia; più tardi incluse alcuni piccoli cambiamenti, col corpo incurvato e le ginocchia piegate, così come appare nelle croci dipinte da Cimabue. Nell'Europa del Nord, tuttavia, un quadro ancora più intensamente drammatico del tema della Crocifissione, in cui l'ansia arriva a toccare reali livelli di parossismo, la troveremo nell'altare di Issenheim di Matthias Grünewald.

### Arte paleocristiana
L'arte paleocristiana ha trasformato numerosi motivi classici in scene cristiane; in tal modo l'antico "Ermes Moschophoros" divenne l'immagine di Gesù come buon pastore ed Orfeo è diventato il "Cristo benefattore". Dal repertorio biblico, oltre quello inerente alla vicenda dei primi uomini, era solito rappresentare nudo il profeta Daniele in mezzo ai leoni (presente nel Libro di Daniele), immagine conservata in una pittura murale nella catacomba dei Giordani a Roma e risalente al IV secolo e in un sarcofago nella basilica di San Giovanni in Laterano.

### Romanico
Nell'arte romanica le poche raffigurazioni di nudo sono solitamente limitate ai passaggi del libro della Genesi riguardanti i progenitori; queste erano generalmente le linee basilari in cui si circoscriveva la nudità, ed in cui la figura della donna si distingueva appena da quella dell'uomo grazie ai seni, ridotte a due protuberanze informi. Erano figure rozze ed assai schematiche, preferibilmente mostrate in un atteggiamento di vergogna, mentre si coprivano le parti intime.

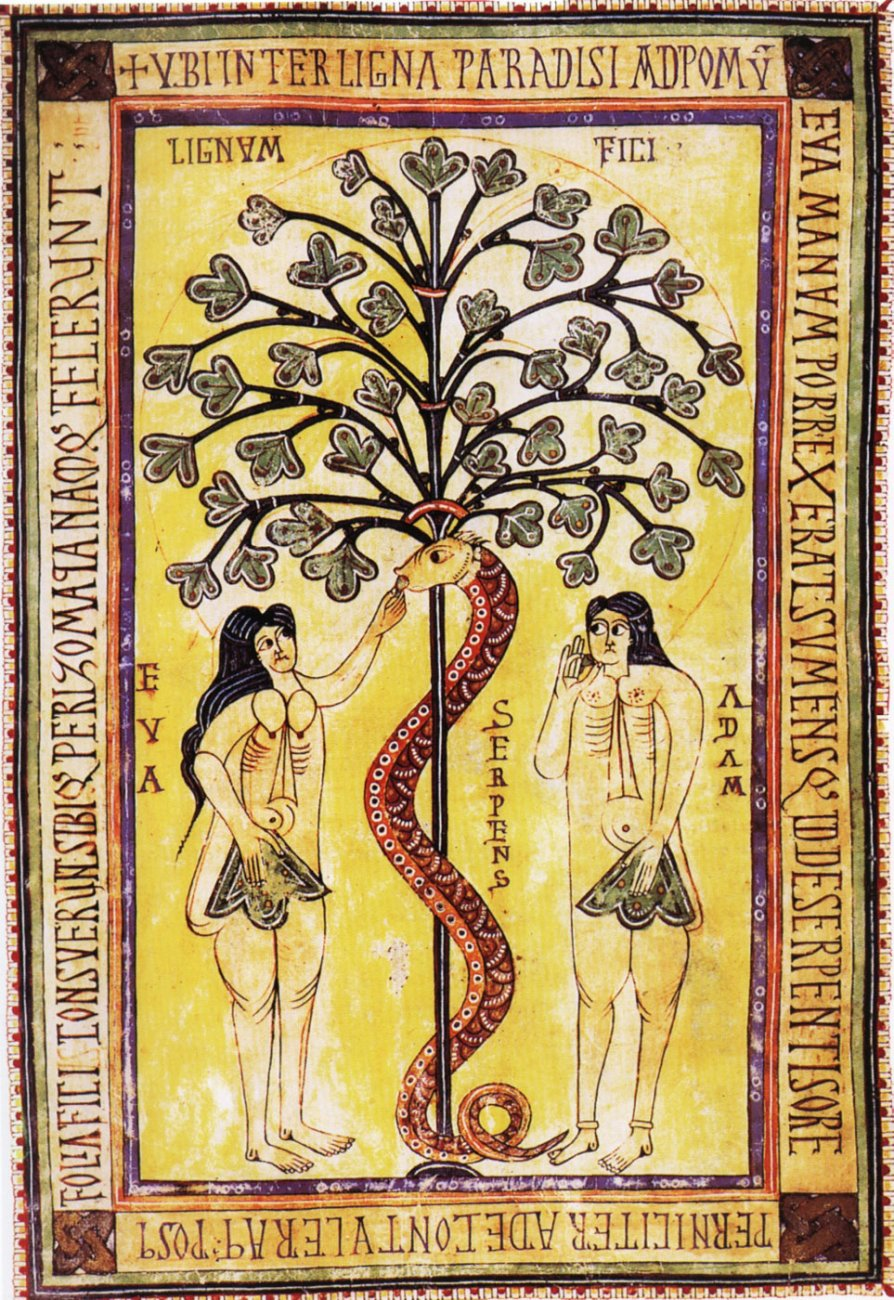
"Adamo ed Eva e l'Albero del bene e del male" (994), miniatura al "Codex Emilianense" alla Biblioteca reale di San Lorenzo dell'Escorial.

Questo viene mostrato ad esempio nei rilievi della "Creazione, Caduta e Espulsione dall'Eden" nelle porte bronzee della cattedrale di Hildesheim (1010 circa), nell'"Adamo ed Eva" presente nella facciata del duomo di Modena opera di Wiligelmo (1050 circa) o la "Creazione di Adamo" e "Adamo ed Eva nel Giardino" opera del Maestro di Maderuelo (al museo del Prado). In altri casi la nudità totale o parziale è presentata in alcune scene di martirio cristiano dei santi come per i Sabino/Savino e Cipriano nell'Abbazia di Saint-Savin-sur-Gartempe a Saint- Savin (nel Poitou). Gli stessi temi iconografici, magari trattati con maggiore libertà, vengono presentati nella miniatura illustrata, come "Adamo ed Eva" del Codex virgiliano (al monastero dell'Escorial) o il "Battesimo di Cristo" dell'evangelario di Vyšehrad (1085, all'università di Praga).

### Gotico
Nell'arte gotica la rappresentazione della nudità fa il suo apprendistato innanzitutto in ambiente tedesco all'inizio del XIII secolo. Le prime figure a grandezza naturale e indipendenti raffigurano un nudo di Adamo ed Eva nel duomo di Bamberga (1235 circa), che ancora appaiono come due colonne dalle forme rigide e ieratiche, ma trattati con una cert'aria di nobiltà. In quest'epoca viene un po' ampliato il repertorio iconografico, in particolare con l'aggiunta del "Giudizio" tratto dai capitoli 24-25 del vangelo di San Matteo; fino ad allora la maggior parte delle scene di storia biblica rappresentati nei bassorilievi delle cattedrali terminava con la Rivelazione o Apocalisse.
La scena della finale resurrezione delle carni contemplava che i corpi fossero nudi; alla maniera in cui le anime rinate dovevano rappresentare come parametri di bellezza perfetta, gli artisti ricominciarono timidamente a volgersi in cerca d'ispirazione alle opere dell'arte classica greco-romana: ciò emerge in diversi trattati, come lo "Speculum" di Vincenzo di Beauvais, che contengono le istruzioni per gli artisti inerenti allo studio degli antichi trattati classici. Si iniziò così un nuovo studio del naturale.

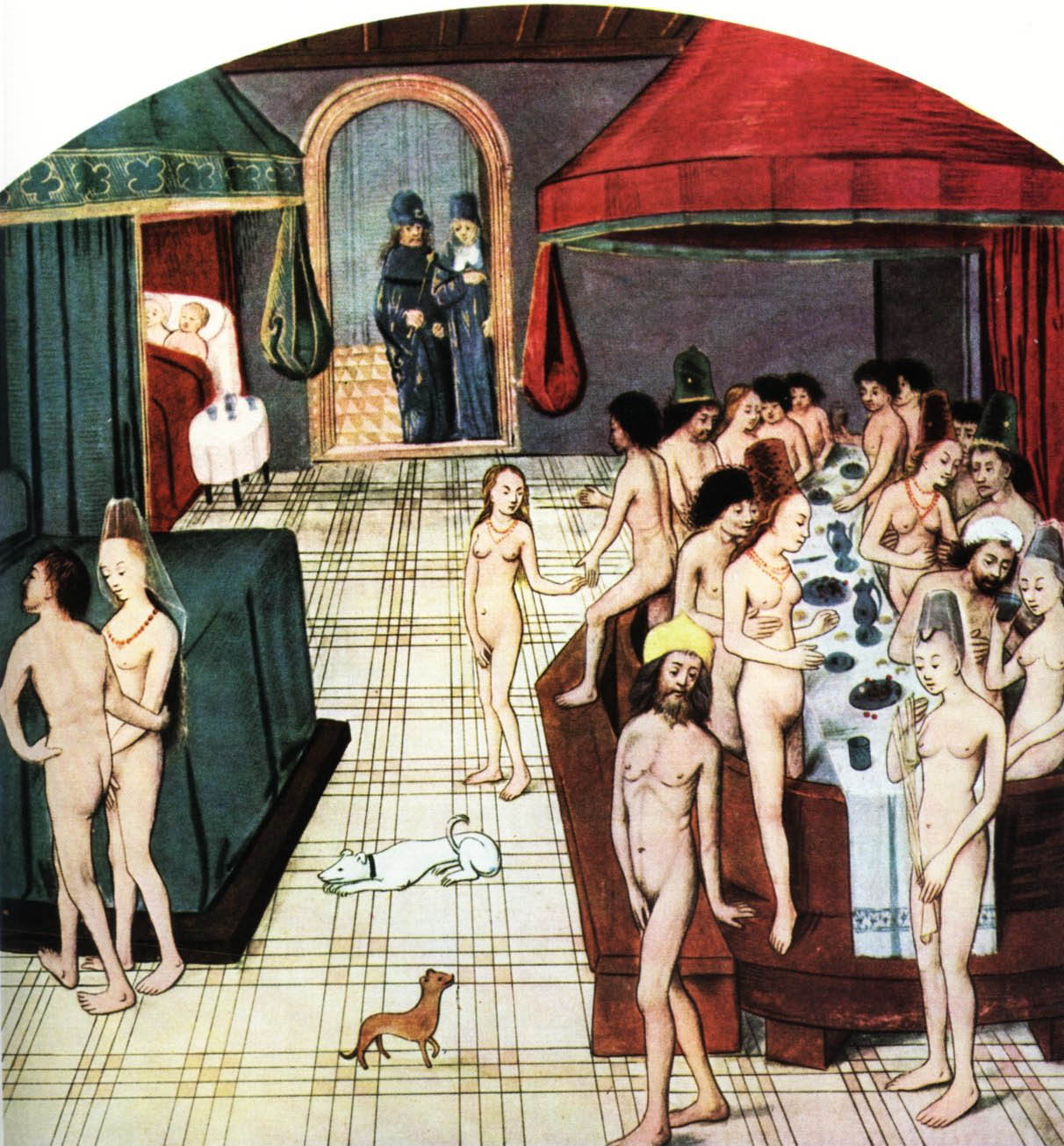
Scena in uno stabilimento balneare, miniatura del XV secolo.

Vi sono prove che alcuni artisti si recassero ai locali bagni pubblici per studiare il corpo umano in una maniera più dettagliata, come si vede ad esempio nel "Giudizio finale" della Cattedrale di Bourges, con figure più naturalistiche e figure che ricordano quelle ritratte negli antichi sarcofagi. In quest'opera la donna posizionata verso il centro ha forme decisamente più femminili e la sua posizione in contrapposto le dà una qual certa aria da scuola di Policleto; anche se le forme sono alquanto stilizzate e leggermente sensuali, con piccoli seni separati, ventre piatto e fianchi piccoli.
Un poco alla volta il nudo gotico stava guadagnando in naturalezza ed accuratezza anatomica, mentre il repertorio tematico è stato ampliato e l'uso della figura nuda si è diffusa pian piano in tutte le aree di evoluzione dell'arte, non solo quindi nella scultura e miniatura, ma anche nella pala d'altare, nella vetrata, sino alle botteghe di produzione di corallo, oreficeria ecc. Alcuni nuovi temi rappresentati erano quelli di San Girolamo e di altri esponenti dell'ascetismo cristiano, spogliato di tutto ciò che era materiale sottolineandone così l'allontanamento dai beni della terra; o figure femminili come quella di Maria Maddalena e Maria Egiziaca (con una confusione tra le due a volte). A volte viene rappresentato in forma umana nuda anche il serpente che tentò Eva in Paradiso o il drago che viene sconfitto da San Giorgio.
Un maggior indice di sensualità viene immessa in alcune figure dell'Antico Testamento, come Betsabea, Susanna, Giuditta, Dalila e Salome nel Nuovo Testamento. A volte anche alla Vergine Maria sarà consentito di mostrare un seno nudo sotto la scena dell'allattamento del bambino Gesù, come nella Madonna del Latte (1450, detto anche "Madonna degli angeli rossi" o "Vergine col Bambino") di Jean Fouquet ed appartenente al Dittico di Melun.
Nei primi anni del XIV secolo con l'esecuzione della facciata del duomo di Orvieto su progetto di Lorenzo Maitani, vengono implementati tutta una serie di nudi che sembrano dimostrare un particolare interesse dell'artista al soggetto, in quanto ha scelto proprio tutti quelle tematiche che lo contemplano: La Creazione, La Caduta dell'uomo e il Giudizio Universale. La sua "Eva che sorge dal fianco di Adamo" è sicuramente ispirato dagli antichi sarcofagi ritraenti le nereidi, mostra per la prima volta un certo idealismo ed una concezione del corpo come ricettacolo dell'anima e, proprio in quanto tale, meritevole d'attenzione e considerazione. Il "Giudizio" invece pare in stile più nordico, con scene che ricordano i sarcofagi di battaglie o le antiche scene dei Galli moribondi.
Durante il XV secolo il nudo artistico era già più diffuso, inquadrato nella corrente della moda di quel tempo, al momento detto gotico internazionale ed emerso tra Francia, Borgogna e Paesi Bassi nel 1400. Uno dei suoi primi esempi fu il codice miniato Très riches heures du Duc de Berry dei fratelli Limbourg (1416), ove una scena del "Peccato" e Cacciata dal Paradiso" mostra l'evoluzione del personaggio di Eva dalla naturalezza della vita trascorsa nel giardino di Eden alla vergogna del peccato commesso e dell'espulsione da esso, in cui prende forma di Venere pudica ricoperta con una foglia di fico.
La sua forma allungata, fatta quasi a bulbo, con seni piccoli e stomaco rigonfio divenne il prototipo del nudo femminile gotico e che sarebbe durato per oltre due secoli. Questo può essere visto in figure come quelle di Eva nel Polittico di Gand di Jan van Eyck, nell'Adamo ed Eva di Hugo van der Goes e di Rogier van der Weyden, oltre che in altre figure femminili come la "Vanità" di Hans Memling o la "Giuditta" di Conrad Meit, dove l'attitudine tutta medioevale di ricollegare il nudo a qualcosa andava un poco alla volta cedendo il passo verso delle immagini maggiormente sensuali, più provocanti e carnalmente umane.

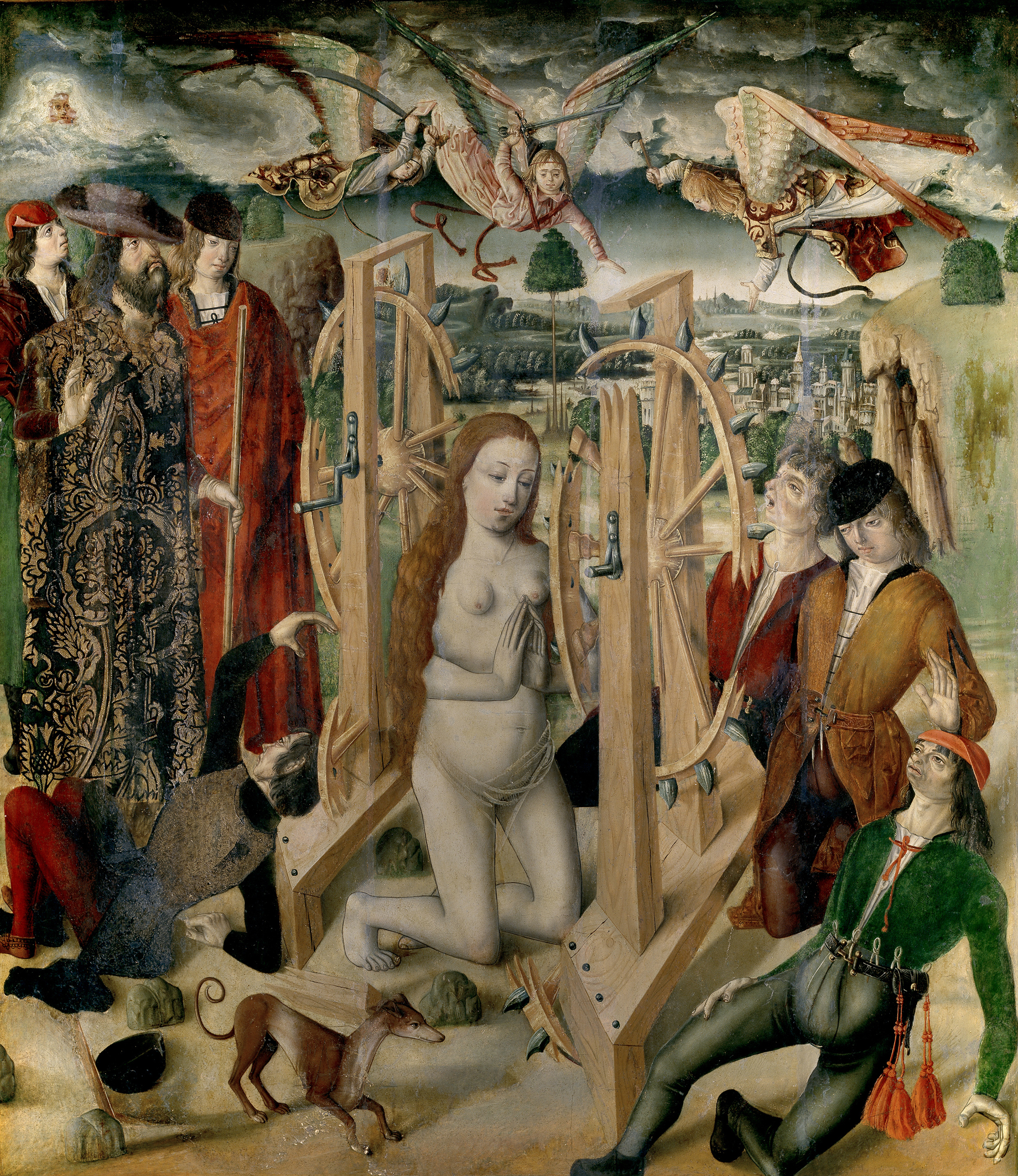
"Martirio di Santa Caterina" di Fernando Gallego.

In Spagna vi furono alcuni primi timidi tentativi di immettere il nudo all'interno di contenuti più seri, al di là della spiccia sensualità, come nella "Discesa di Cristo al Limbo" di Bartolomé Bermejo, il "Martirio di Santa Caterina" (seconda metà del XV secolo) di Fernando Gallego, la figura di Santa Tecla nella pala d'altare della Cattedrale di Tarragona opera dello scultore catalano conosciuto col nome di padre Joan (1429), infine nel "Martirio di San Cucufate" (1504-07) di Ayne Bru.
Il nudo più o meno naturalistico cominciò ad apparire timidamente anche nell'Italia prerinascimentale, di solito sotto forma di allegoria; un esempio è l'immagine della Fortitudo nel battistero di Pisa e progettata da Nicola Pisano, che evoca un po' uno degli atleti di Policleto, o la figura della Temperanza sul pulpito del duomo di Pisa (1300-10) di Giovanni Pisano nella forma di Venere pudica o modesta con le braccia che coprono le sue parti intime.
Il nudo si vede infine anche nel lavoro di Giotto, in particolare nell'affresco del Giudizio universale dentro la cappella degli Scrovegni a Padova.

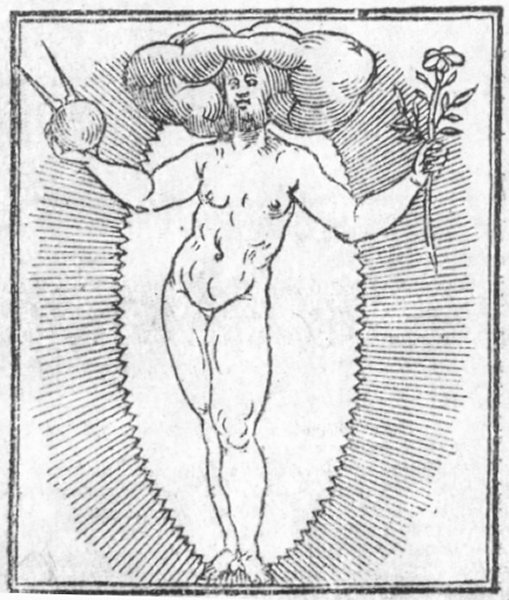
Allegoria della Bellezza, di Cesare Ripa. La bellezza è una donna nuda con la testa nascosta nelle nuvole (simbolo del concetto soggettivo di bellezza); nella mano destra tiene un globo e una bussola (la bellezza come misura e proporzione), e nella sinistra un giglio (come bellezza allettante dell'anima, come il profumo di un fiore.

## Età moderna
L'arte dell'età moderna (da non confondere con la Modern Art, che viene spesso usato come sinonimo di arte contemporanea) si sviluppa tra il XV e il XVIII secolo; la storia moderna porta con sé cambiamenti radicali a livello politico ed economico, ma anche in ambito sociale e più generalmente culturale i quali saranno tutti forieri di progresso ed innovazione (inimmaginabili solo pochissimo tempo prima).
Il consolidamento degli stati centralizzati, la Nazione, ha portato alla creazione dell'assolutismo; nuove entusiasmanti esplorazioni del mondo, in particolare con la scoperta dell'America, ha aperto un'era di espansione territoriale e commerciale e piantato i semi di quello che sarà il colonialismo. L'invenzione della stampa ad opera di Johannes Gutenberg ha portato ad una sempre maggiore diffusione della cultura, che viene così ad aprirsi ad ogni tipo di pubblico, non più solamente quello ad accesso limitato dei monasteri e delle università.
La religione comincia a perdere la preponderanza che aveva sempre mantenuto nei secoli precedenti; a ciò ha contribuito anche la rapida diffusione in tutta l'Europa del Nord del protestantesimo, causato dalla ribellione all'autorità papale avviata dal monaco agostiniano Martin Lutero nel 1517.
Infine l'umanesimo emerge come nuova tendenza culturale, instillando a passo veloce una concezione più scientifica dell'uomo e dell'universo tutto.

### Rinascimento

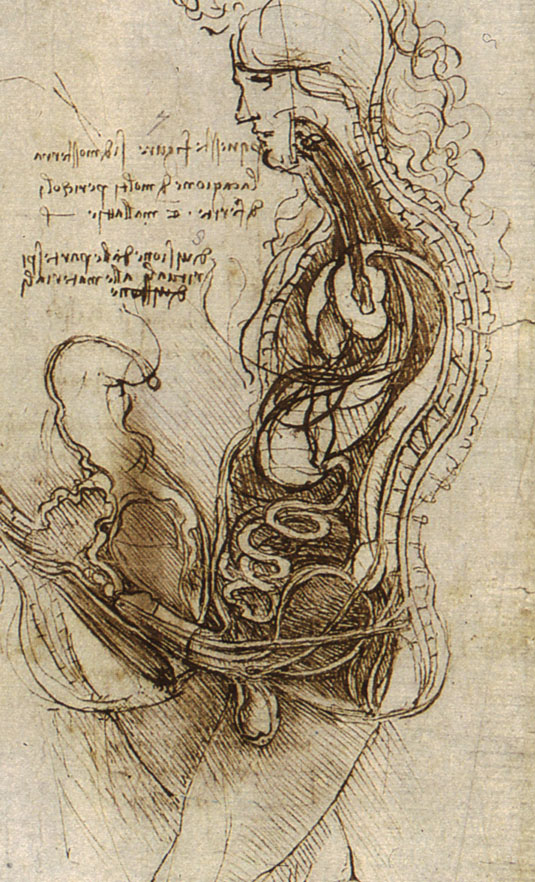
Studio anatomico dell'atto del coito (1492 circa). Leonardo da Vinci.

Emerge inizialmente nella penisola italiana verso la seconda metà del XV secolo (vedi Rinascimento italiano), ma per diffondersi presto poi anche in tutto il resto d'Europa con l'inizio del XVI secolo. I grandi artisti di questo periodo s'ispirarono all'arte e alla cultura classica dell'antica Grecia e dell'antica Roma ed è per questo motivo che si è parlato di "rinascita", dopo i lunghi secoli del medioevo in cui aveva predominato incontrastata la visione teologica della chiesa cattolica.
Il nuovo stile si vuole ispirare preminentemente alla Natura e all'essere umano; emergono velocemente anche nuovi modelli di rappresentazione, come ad esempio l'uso della prospettiva. Senza per questo abbandonare i temi religiosi, si volle però maggiormente concentrarsi e dar rilevanza all'ambiente naturale ed al contesto umano. Appaiono le tematiche che si rifanno alla mitologia classica o ad avvenimenti storici, il genere paesaggista e quello della natura morta, che hanno influenzato anche la rivitalizzazione del nudo artistico. La bellezza ha cessato un po' alla volta d'esser considerata come concetto simbolico, come accadde per tutto il medioevo, per diventare più una componente razionale e misurata dell'immagine umana, basata sull'armonicità (sia scultorea sia cromatica) e sulla proporzione.
L'arte rinascimentale, parallelamente all'antropocentrismo della filosofia richiamantesi all'umanesimo, ha rimesso gli esseri umani al centro della propria visione del mondo; essa si basa anche sullo studio dell'anatomia, per poter meglio articolare la raffigurazione dell'essere umano nella sua essenzialità corporea.
Nel 1543 Andrea Vesalio pubblica il De humani corporis fabrica, uno studio anatomico del corpo fisico a base di dissezioni, dove accanto al testo assumono grande rilievo tutta una serie di tavole illustrative attribuite a Johannes Stephan van Calcar; queste hanno costituito la base "fotografica" per molti altri artisti i quali fondavano la propria tecnica e stile sul realismo oggettivo. Va ulteriormente fatto notare che le illustrazioni del libro sono state espressamente progettate con criteri artistici, mostrando scheletri o parti di corpo o anche figure umane complete in pose o atteggiamenti gesticolanti e quasi teatrali.
I modelli di nudo rinascimentale s'ispirano come detto alla classicità greco-romana, ma con una funzione differente da quella che veniva richiesta nei tempi antichi; se il nudo maschile ellenico esemplificava la concezione ideale di eroe (vedi nudo eroico), nell'Italia rinascimentale il nudo artistico assume invece una sua qualifica più acutamente estetica; maggiormente vincolato al nuovo modo d'intendere la realtà del mondo, lontano dai precetti religiosi e pertanto non più dominato dal sacro, bensì eminentemente profano.
Oltre ad aver installato l'uomo al centro dell'universo, il rinascimento comincia poi a sottolineare con particolare insistenza anche il nudo femminile, il tutto grazie al mecenatismo dei nobili e dei ricchi mercanti che desiderano in tal modo ostentare la propria posizione privilegiata all'interno della società. Si è forgiata così una prima secolarizzazione del nudo che, rispetto ai precedenti temi d'impostazione religiosa, si dimostra esser decisamente più libero e volto al bello di per sé; a volte con intenti alquanto forzati di giustificare un tale tipo di rappresentazione totalmente al di fuori della sfera religiosa.

La Nascita di Venere di Sandro Botticelli.

Un esempio in tal senso sono le due grandi opere "pagane" di Sandro Botticelli, la Primavera e la Nascita di Venere, rappresentando il concetto caro al neoplatonismo e che Marsilio Ficino ha estrapolato dal "mito di Venere"; l'ideale della donna virtuosa la quale, nonostante la condizione di nudità presente subito dopo la sua nascita, ha come prima reazione "adulta" quella di coprirsi le parti intime, venendo in tal maniera a proseguire l'antica idealizzazione di Venere pudica.
L'arte rinascimentale ha fatto riguadagnare al nudo classico la sua qualifica di esemplificazione della bellezza ideale, sia fisica che morale. Il nudo è stato allora la scusa perfetta per qualsiasi tipo di composizione, da quella maggiormente naturalistica alla più simbolica; simbolismo espresso attraverso molteplici allegorie e personificazioni. Allo stesso modo il nudo era presente tanto nelle "arti maggiori" (vedi belle arti) così come in molte tra le arti applicate o minori in oggettistica che andava dai candelabri ai coltelli alle maniglie per le porte.

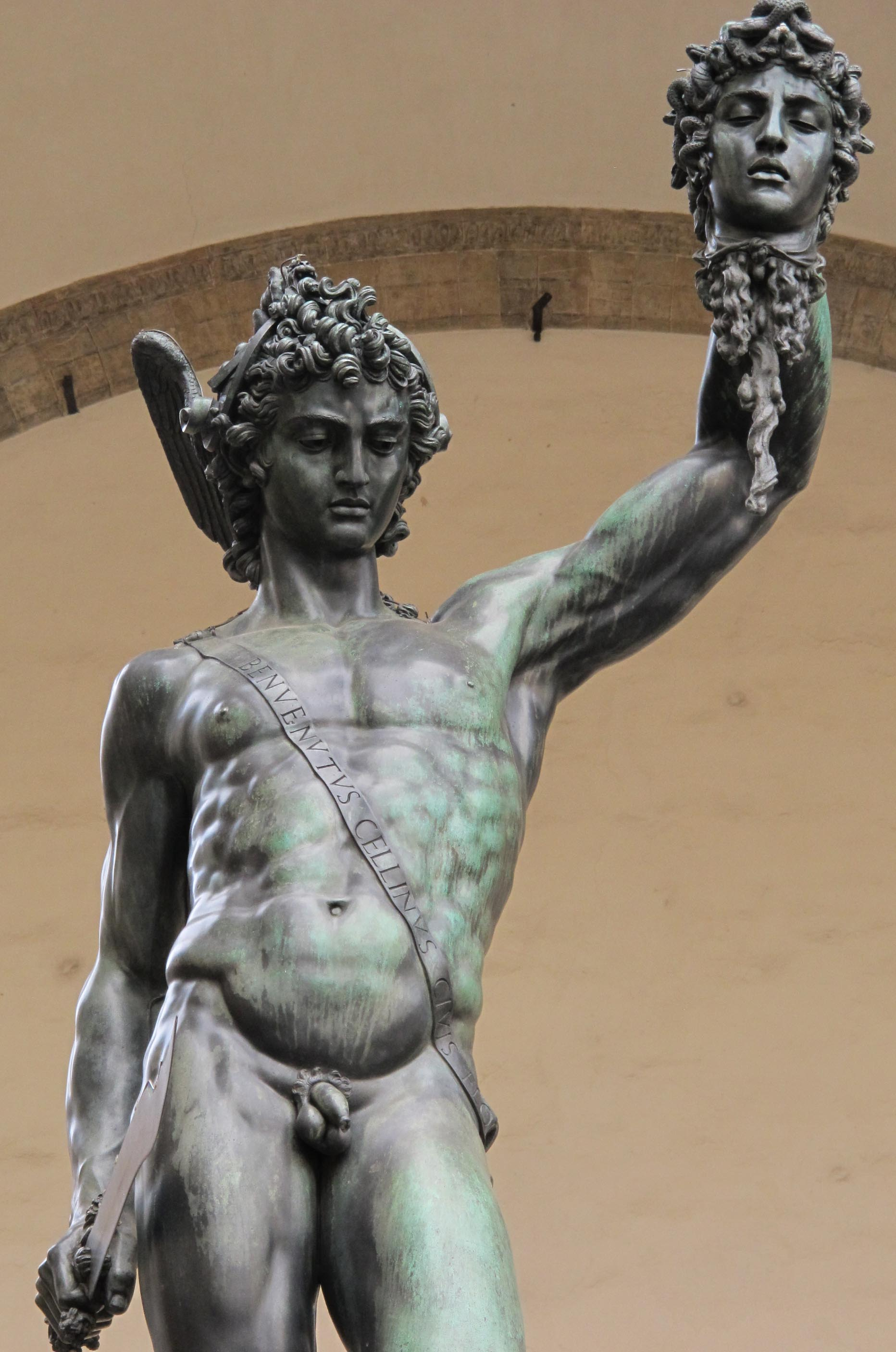
Dettaglio del Perseo con la testa di Medusa di Benvenuto Cellini.

Una tal sovrabbondanza di rappresentazioni di nudo venne spiegata da Benvenuto Cellini; egli sostiene difatti che il corpo umano è senza alcun ombra di dubbio la forma più perfetta esistente in natura, quindi non ci si deve affatto sorprendere che venga spesso e volentieri raffigurato. D'altra parte, a livello specificamente iconografico, anche se si iniziò a produrre un numero sempre crescente di opere a tema mitologico, la maggior parte della produzione artistica è rimasta in ogni caso di fatto a fortissima impronta religiosa; ma una tale commistione o sovrapposizione di caratteri produsse anche una curiosa simbiosi tra le figure mitiche del nudo classico e i personaggi biblici-cristiani maggiormente giustificati ad apparire nudi.
Possiamo notare questo fatto con la figura del giovane Isacco nel Sacrificio di Isacco di Lorenzo Ghiberti il quale presenta la classica tipologia relativa alla punizione dei figli di Niobe; oppure con la figura del Cristo disteso nella Deposizione di Cristo del Donatello, che ricorda il Meleagro classico; o ancora con la Cacciata dei progenitori dall'Eden (1425-1428) di Masaccio in cui l'immagine di Eva si rifà a quella della Venere pudica.
Nel corso del XV secolo in Italia sussistono ancora alcune forme ereditate direttamente dall'arte gotica, ma queste sono state lentamente "tradotte" nel naturalismo e nella precisione caratteristica della nuova epoca. Questo si vede particolarmente nel lavoro di artisti come il succitato Masaccio; ma anche in Masolino da Panicale (Tentazione di Adamo ed Eva, 1426-1427); Antonello da Messina (San Sebastiano 1476, Cristo in pietà e un angelo 1476-1479); Andrea Mantegna (Crocifissione 1458, l'incisione di Baccanale con un tino 1470 circa, Cristo morto 1475-1490 all'incirca, Parnaso 1497, il disegno di "Venere, Marte e Diana" non datato, il suo triplice San Sebastiano - San Sebastiano (Mantegna Parigi) 1459; San Sebastiano (Mantegna Venezia) 1480; San Sebastiano (Mantegna Vienna) 1490 - eccetera).

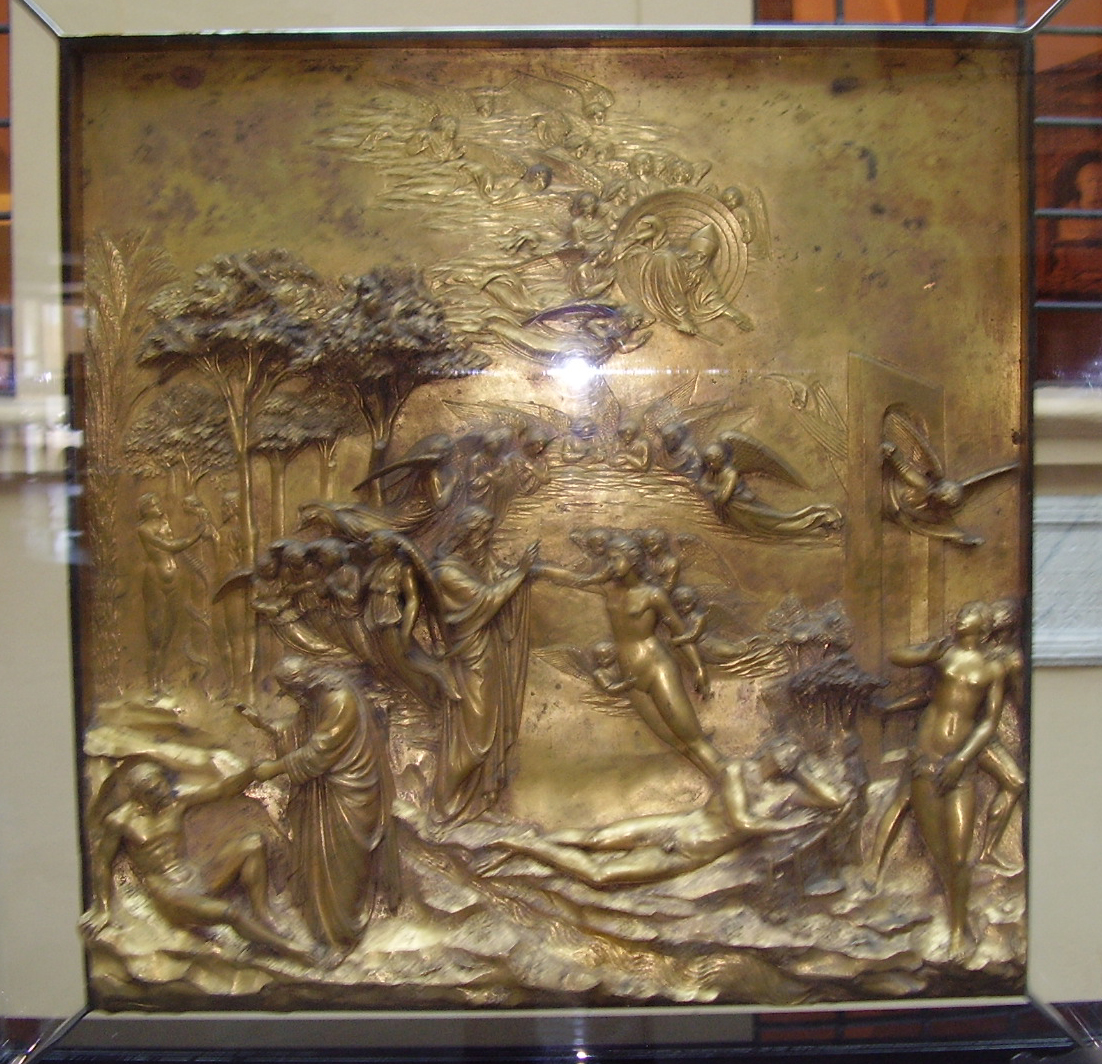
Formella raffigurante la Creazione, il Peccato originale e la Cacciata.

Lo stesso è accaduto anche nel campo scultoreo col già citato scultore e orefice Lorenzo Ghiberti, autore della Porta del Paradiso nel Battistero di Firenze (1425-1452), con le sue scene di "Creazione di Adamo ed Eva", "Peccato originale" e "Cacciata dal Paradiso".

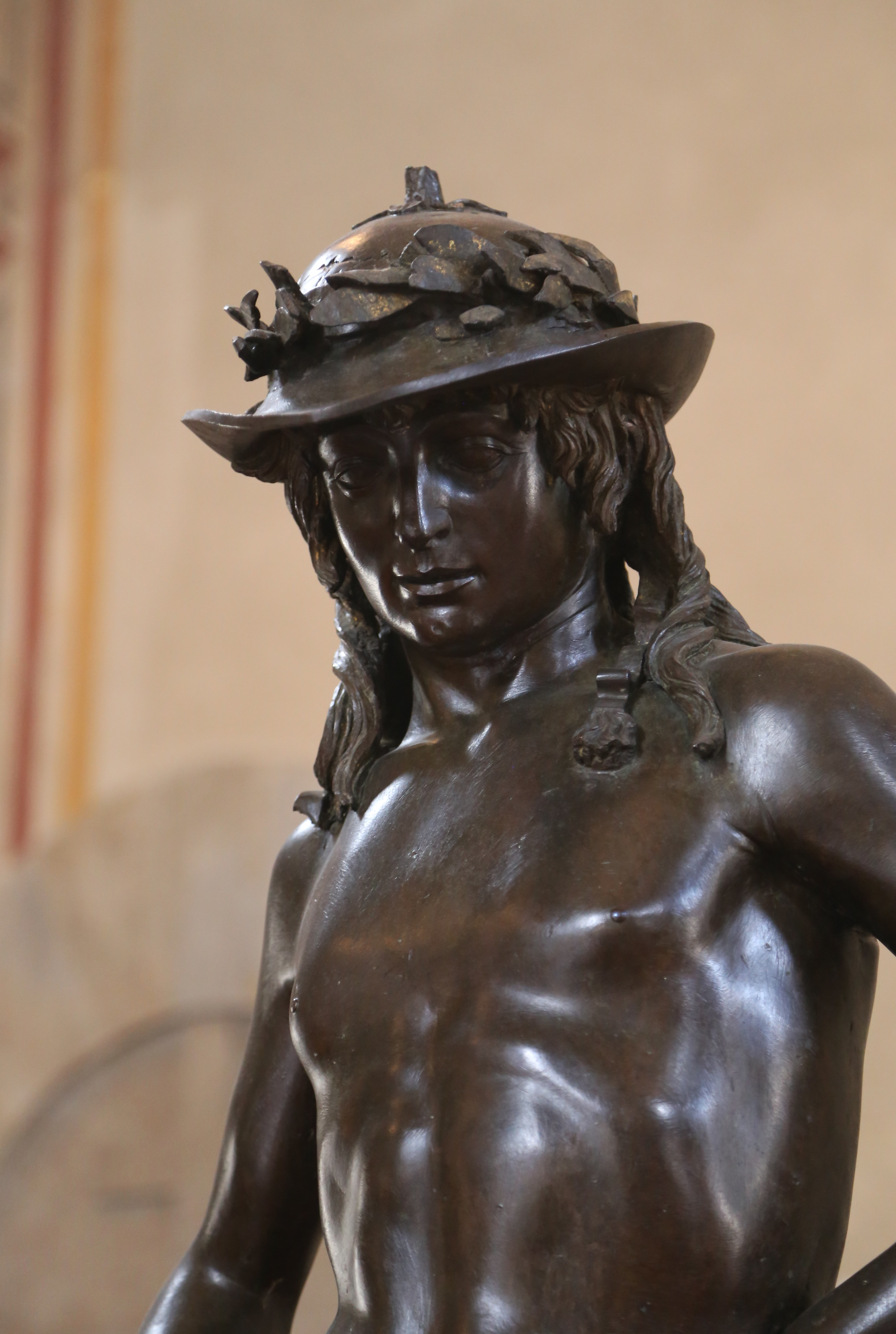
Primo piano del David (Donatello).

Una delle prime opere a rompere con gran impeto i legami esistenti con l'immediato passato e a presumere un ritorno ai canoni classici è stato il David (1440) di Donatello, un lavoro di notevole originalità ed assai in anticipo sui tempi, che per i successivi cinquant'anni non ebbe altra realizzazione con cui la si potesse obiettivamente confrontare; si tratta comunque del primo nudo maschile scultoreo dopo più di mille anni.
Tuttavia il modello in bronzo di Donatello non era così atletico come le opere di nudo eroico d'origine greca, presentando piuttosto forme subito abbastanza gracili, aggraziate e slanciate simili a quelle di un ragazzino nel pieno dell'adolescenza. Allo stesso modo, invece della serenità data dalla sublime Bellezza divina d'Apollo si percepisce altresì la sensualità di quella proveniente da Dioniso; tanto più che la testa del gigante Golia appena abbattuto ai piedi del giovinetto destinato a diventare il primo re di Israele, ricorda quella di un Satiro utilizzato per decorare la base delle statue del Dio del vino portatore d'ebbrezza. L'artista ha poi anche deviato alquanto dalla proporzioni classiche, soprattutto nelle misure del tronco, alzandone la linea centrale corporea fin sopra la vita.
Ma fu proprio a seguito di Donatello che il nudo artistico acquisì ulteriore slancio, soprattutto a Firenze con Antonio del Pollaiolo e del già citato Botticelli, e in Umbria con l'opera Luca Signorelli, quest'ultimo interessato oltremodo alla rappresentazione del movimento, dell'energia e della sentimento estatico da dare, per così dire, all'insieme delle proprie rappresentazioni. Nei suoi tre dipinti eseguiti sul tema delle Dodici fatiche di Ercole il pittore reinserisce la "diagonale eroica" della scultura greca, mostrando un grande virtuosismo nella rappresentazione del nudo in azione; secondo quanto ne dirà Giorgio Vasari il suo trattamento del nudo è "più moderno di tutti quanti gli insegnanti che lo hanno preceduto".
Il Pollaiolo ha condotto studi dettagliati di anatomia, con l'ammissione da parte del Vasari d'aver dissezionato alcuni cadaveri, specialmente nei riguardi della muscolatura umana; ed è tramite tali approfondimenti che si è lasciato alle spalle pure il classicismo greco-romano il quale, anche se si basava sul naturalismo delle forme, queste sono sempre state idealizzate, ben lontano quindi dal realismo anatomico introdotto proprio dal Pollaiolo. Ciò è ben dimostrato dai suoi due Ercole e Anteo (Antonio del Pollaiolo Uffizi) e Ercole e Anteo (Antonio del Pollaiolo Bargello) conservati rispettivamente alla galleria degli Uffizi e al museo del Bargello, in cui la tensione fisica del semidio Ercole mentre schiaccia il corpo del gigante Anteo denota il dettaglio dello studio anatomico effettuato dall'autore.
Con la stretta collaborazione del fratello Piero del Pollaiolo ebbe a realizzare inoltre anche un Martirio di san Sebastiano (1475) che mostra ancora una volta i notevoli studi di anatomia, mostrati in particolare nello sforzo affrontato dall'arciere col berretto rosso di tendere l'arco; però questo San Sebastiano viene invero interamente attribuito a Piero.
Luca Signorelli è stato un altro importante esponente del nudo dinamico d'impostazione anatomica, soprattutto per le sue spalle taglienti, larghe e forti, che denotano un'ampia energia contenuta; ma anche nella semplificazione di alcune parti del corpo con volumi contrastanti, i glutei, il petto e lo stomaco riferiti alle rispettive ombre ad esempio: fatto questo che fornisce alle sue figure una plasticità densa ed una certa qualità tattile. Nel suo ciclo di affreschi intitolato "Storie degli ultimi giorni" posti nella Cappella di San Brizio presente all'interno del Duomo di Orvieto (1499-1505) vengono presentate figure notevolmente muscolose dai contorni marcati con una tensione dinamica latente, soprattutto nei personaggi dei beati (o eletti) e degli infelici (o dannati).
I nudi in tensione dinamica del Pollaiolo e del Signorelli hanno iniziato una moda, detta delle "battaglie di uomini nudi" e che durò all'incirca dal 1480 al 1505, senza particolari motivi etico-narrativi che ne giustificassero una tal rappresentazione, ma molto più semplicemente per la loro resa estetica e che a Firenze venne denominato "bel corpo Ignudo"; alcuni esempi sono indicati nella "Battaglia tra romani e barbari" di Bertoldo di Giovanni (1480), ma anche nei "combattenti" di Raffaello Sanzio o nella Battaglia dei centauri (1492) e la Battaglia di Cascina (1504) di Michelangelo Buonarroti.
Sandro Botticelli, che ha realizzato vari esempi di nudo ma intellettualizzandolo, così da renderlo altamente simbolico, in relazione al neoplatonismo fiorentino, è stato a sua volta il principale responsabile del recupero del nudo femminile dopo il lungo periodo di moralismo medioevale. Marsilio Ficino, uno dei principali teorici dell'Accademia neoplatonica, ha ridato alla figura di Venere l'esemplarità di massimo modello di virtù ed esaltazione mistica; aiutato in ciò dall'opposizione interpretativa che già si trova nel Simposio di Platone, cioè della "Venere celeste" (Venus Coelestis) in contrapposizione con quella mondana (Venus Naturalis). Le due differenti Veneri simboleggiano ciò che si trovano ad avere in sé le donne, divise come sono da una parte divina e da una terrena.
Questo simbolismo è stato ben trattato da Botticelli in due tra le sue opere maggiori, ossia la Primavera (1481-82) e la Nascita di Venere (1484); per la sua concezione egli è stato ispirato dai pochi resti classici che aveva a portata di mano, qualche sarcofago gioielli, rilievi, ceramiche e disegni, creando in tal modo un archetipo di bellezza che sarebbe stato identificato propriamente come l'ideale classico della bellezza durante il rinascimento.

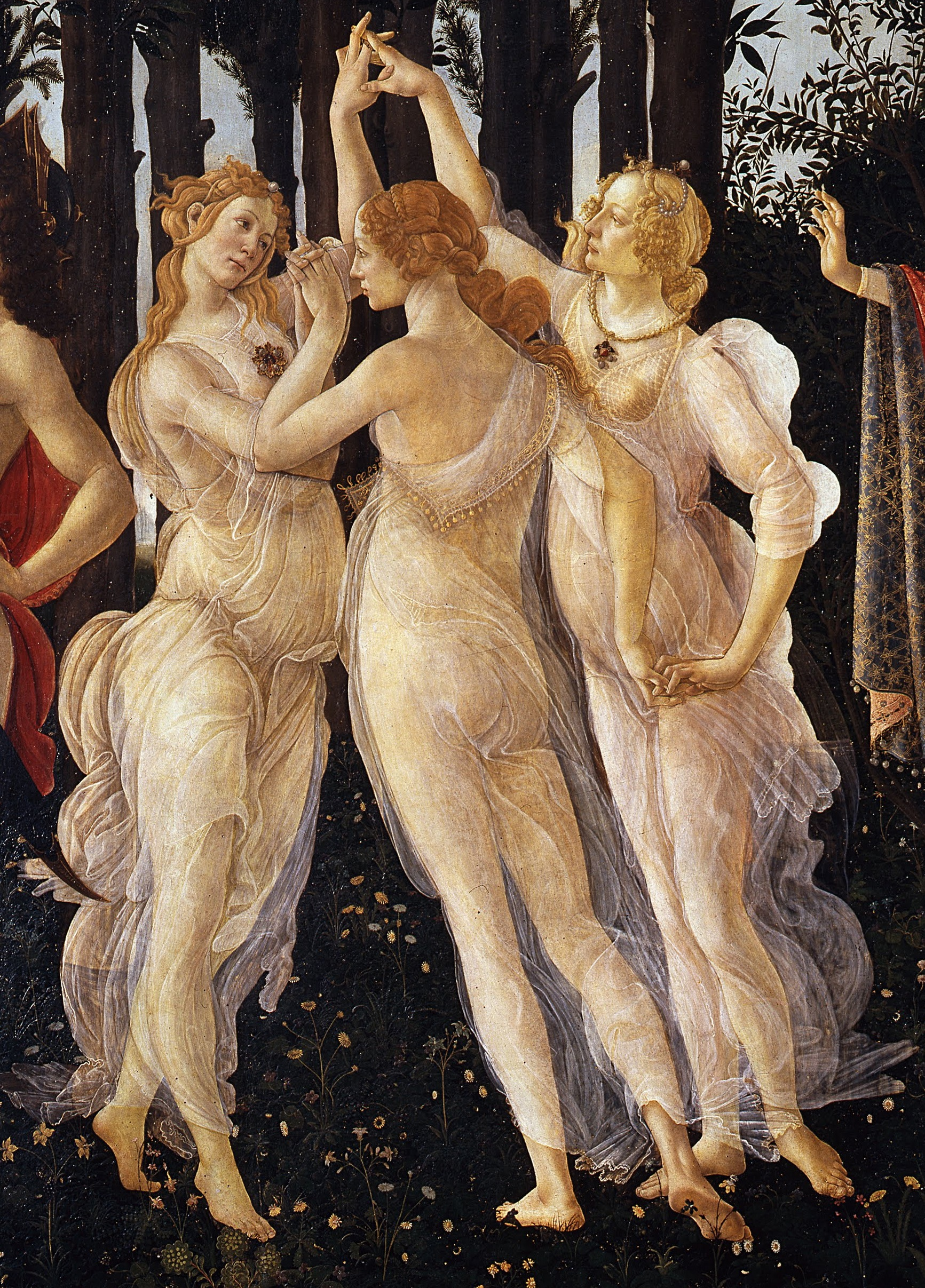
"Le tre grazie", dettaglio dalla Primavera (Botticelli).

Nella "Primavera" ha recuperato il genere del drappeggio muliebre, con un sottile tessuto semitrasparente che svela i contorni del corpo, con un senso di classicità che eguaglia quelli poi rinvenuti a Pompei ed Ercolano durante gli scavi effettuati qualche secolo dopo, o gli stucchi di Prima Porta e Villa Adriana. Tuttavia Botticelli ha lasciato la natura volumetrica classica del nudo, con fragili ed esili figure rispondenti più al concetto moderno di corpo umano, mentre i volti sono maggiormente personali ed umanizzati rispetto ai prototipi ideali del mondo classico greco-romano.
Nella "Nascita di Venere", dipinta a seguito del suo soggiorno avvenuto a Roma, ove ebbe modo di completare i propri affreschi all'interno della Cappella Sistina (le Prove di Mosè, la Punizione dei ribelli ecc), ha mostrato un classicismo ancora più puro, grazie al contatto ravvicinato che ebbe con le antichità romane presenti allora nella città dei papi. Qui la sua Venere è interamente spogliata e tutti gli indumenti atti a fare da copertura moralistica risultano mancanti; abbandona quindi in tal modo definitivamente l'arte medioevale per entrare pienamente nella modernità.
Lo stesso tema iconografico rimanda anche ad alcuni versi delle Stanze per la giostra del poeta Agnolo Poliziano (dedicate a Giuliano de' Medici), ispirato a sua volta da un passaggio di Omero; secondo Plinio il Vecchio era già stato dipinto da Apelle nella sua Venere Anadiomene. Come modello vivente è stata utilizzata la bella aristocratica Simonetta Vespucci la cui immagine, nonostante il classicismo della composizione, è più rispondente ai criteri dell'arte gotica, non tanto in termini di proporzioni ma bensì di ritmo e struttura. Soprattutto la curvatura del corpo rende la sua immagine complessiva non distribuita uniformemente ma con parte del peso che scende maggiormente verso destra ed il contorno ondoso del moto dei lunghissimi capelli dà la sensazione di star fluttuando nell'aria.

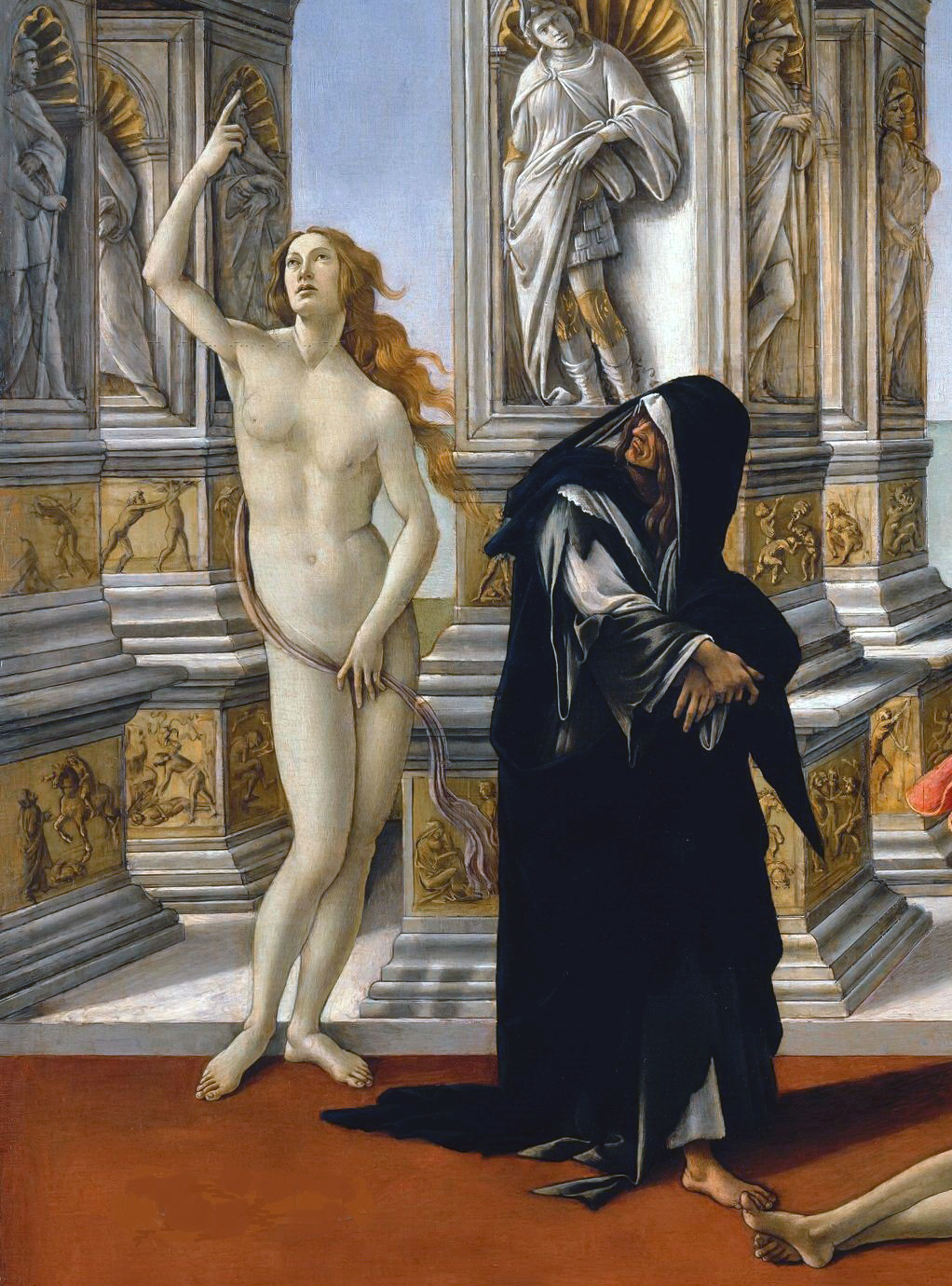
Allegoria della Verità, particolare dalla Calunnia di Apelle (1490-95), di Sandro Botticelli. Conservato alla Galleria degli Uffizi a Firenze.

Il tipo iconografico è come detto quello della "Venere pudica" la quale si copre le parti intime con le mani, schema e sequenza parzialmente ripetuto nell'allegoria della Verità della Calunnia di Apelle (1490-95) il quale mantiene una componente complessivamente classica. Altre opere di Botticelli in cui riappaiono in pittura, dopo secoli, dei nudi vi sono: San Sebastiano (1474); la serie sulla Storia di Nastagio degli Onesti (1482-83, dalla narrazione di Giovanni Boccaccio fattane nel Decameron); Venere e Marte (1483); Compianto sul Cristo morto con i santi Girolamo, Paolo e Pietro (1490-92); Compianto sul Cristo morto (1492-95).
Piero di Cosimo, che ha anch'egli immortalato la prorompente giovane donna nel Ritratto di Simonetta Vespucci come Cleopatra (1480) è stato lungo tutto il corso della sua carriera un artista originale pieno di fantasia, con opere ispirate per lo più alla mitologia ed un'aria un po' da eccentrico ma dotato di grande sensibilità e tenerezza ove le raffigurazioni, assieme ad un'ampia varietà di animali, sono felicemente incorporate in vastissimi paesaggi. Alcuni esempi sono:Vulcano ed Eolo maestri dell'umanità (1490), Venere, Marte e Amore (1490), Disavventure di Sileno (1500), Morte di Procri (1500), Scoperta del miele (1505-1510), Battaglia tra Lapiti e Centauri (1515), ed infine nei due "miti di Prometeo" (entrambi del 1515 circa).
Un classicismo più sereno si intraprende intanto nell'Italia centrale, con la Morte di Adamo (1452-66) di Piero della Francesca le cui figure nude mantengono la gravità della scuola scultorea di Fidia e Policleto, o con Apollo e Marsia (1495) del Perugino con un'atmosfera chiaramente proveniente da Prassitele. Questo classicismo culminò nel Parnaso (1511) di Raffaello Sanzio da Urbino, indubbiamente ispirato all'Apollo del Belvedere rinvenuto nel 1479; la sua imitazione non solo fece acquisire un senso di maggiore sveltezza alle anatomie, ma anche ritmo, grazia ed un'armonia generalizzata: tutte caratteristiche che incombono nei santi, poeti e filosofi delle Stanze di Raffaello. Tuttavia anch'egli non ricreò uno stile di figura classica, bensì reinterpretò il tutto secondo il proprio sentimento grafico, una concezione dolce ed armoniosa dell'ideale estetico più intimo dell'artista.
D'altra parte proprio Raffaello, la cui opera presenta una visione per lo più sinottica della bellezza ideale, è stato anche in grado di estrarre la perfezione più idealistica dal più sensuale dei temi iconici; quello delle Tre Grazie (1505) in cui mette a punto alcune modalità molto semplici di figura, non eteree come la gracile Venere botticelliana, ma d'un classicismo il quale piuttosto che ricopiare l'antichità pare essere invece alquanto innato nell'autore, un classicismo ingenuo ma emanante una freschezza e vitalismo.
Nel suo Adamo ed Eva (1508), commissionato per gli appartamenti papali, Raffaello ha disegnato la forma del corpo umano femminile di Eva, la "prima donna", influenzato dalla Leda col cigno di Leonardo da Vinci, dandole una volumetria un po' nodosa e contorta. Più tardi col lavoro eseguito alla Farnesina, la villa di Agostino Chigi, va sottolineato il Trionfo di Galatea (1511), ispirato ai dipinti rinvenuti alla Domus Aurea fatta costruire dall'imperatore romano del I secolo Nerone e che per la sua realizzazione l'artista ammise d'aver usato diverse parti di varie modelle in quanto nessuna gli pareva essere di per sé sufficientemente perfetta (la stessa cosa secondo la leggenda accadde anche ad Apelle). Raffaello fu inoltre il primo ad usare esclusivamente modelli reali di donne per i propri dipinti, diversamente da come si faceva solitamente fino ad allora, utilizzando cioè adolescenti maschi in abiti femminili e con seni posticci.

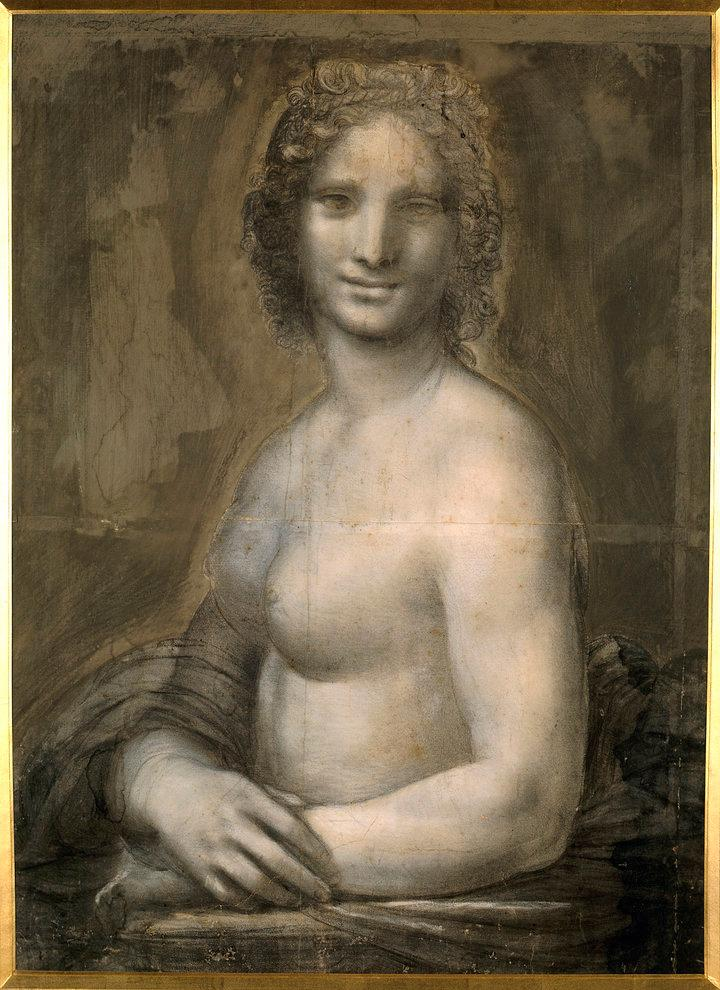
"Studio di nudo per la Gioconda" (1503 circa), scuola dei leonardeschi. Conservata al Museo Condé a Chantilly.

Leonardo da Vinci invece si allontanò dai canoni classici, con figure naturalistiche progettate a seguito degli approfonditi studi anatomici. In principio era stato ispirato dalle forme energiche del Pollaiolo ma, successivamente, approfondendo ulteriormente la riflessione sull'anatomia ha donato alle proprie figure un realismo quasi sonoro ove l'interesse più eminentemente scientifico pare incombere; al contempo esse denotano una certa attitudine eroica, di dignità morale e finanche umana, il che dona loro un'intensa vitalità serena.
Tuttavia, nonostante quest'interesse per l'anatomia che si riflette nelle centinaia di disegni lasciati - e sparsi tra musei e collezioni private sotto la titolatura generica di Codici di Leonardo da Vinci - nei suoi quadri realizzò qua e là appena qualche accenno di raffigurazioni di nudo, come ad esempio nel Bacco (1510-15, su un precedente "San Giovanni Battista") e nella perduta "Leda ed il cigno", eseguita quest'ultima in almeno tre versioni tra il 1504 e il 1506 e che è la rivendicazione della donna nuda come simbolo di vita creativa e non come ideale irraggiungibile sovraterreno.
Per Leonardo lo studio anatomico in campo pittorico è servito per lo più a riconoscere le proporzioni esatte della figura umana da raffigurare poi vestita, oltre che come interesse scientifico fine a se stesso; alla sua bottega vengono attribuite varie copie o riproposizioni della Gioconda, però senza vestiti; potrebbero quindi anche essere intesi effettivamente come studi di nudo.

(Bernard Berenson, "I pittori italiani del Rinascimento" (1954))

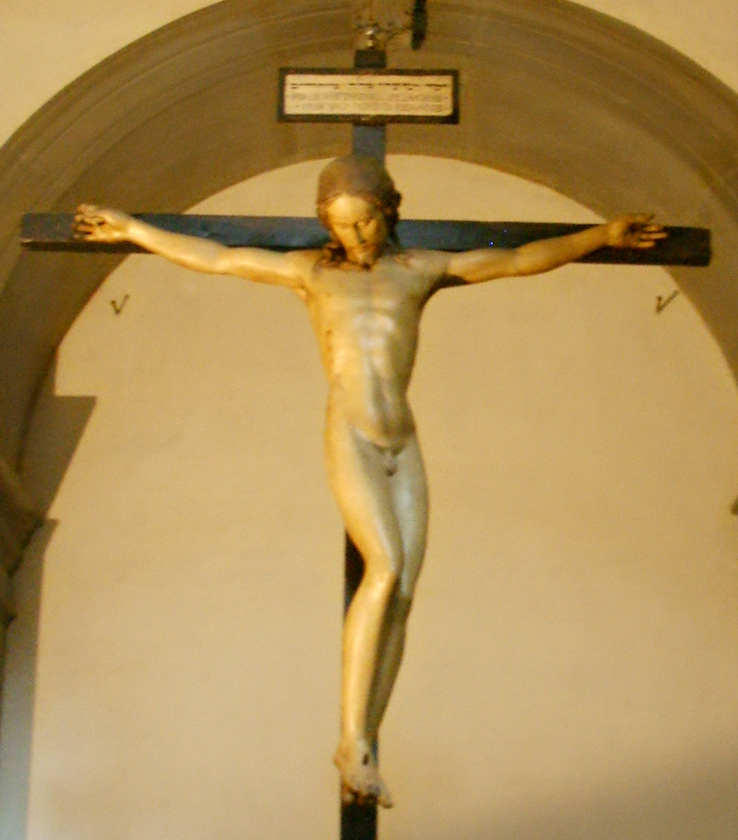
Il Crocifisso di Santo Spirito, realizzato da un diciassettenne Michelangelo Buonarroti dando alle forme corporee una parvenza adolescenziale.

Il culmine del nudo artistico rinascimentale si è però realizzato con il lavoro di Michelangelo Buonarroti, per il quale il corpo umano nudo aveva carattere divino; l'artista gli diede una dignità senza pari ed ineguagliata da qualsiasi altro suo contemporaneo. A causa della propria fede nel neoplatonismo idealizzò in una maniera estrema le forti emozioni che provava nei confronti della bellezza maschile, per cui la sensualità delle sue figure nude si trasforma diventando espressione trascendentale d'un qualcosa di più alto ed intangibile, sfuggente e sublime, puro ed infinito.
Le immagini che ha prodotto sono l'attimo predominante dominante e struggente di una grande passione, circolarità vitale ed intensa energia spirituale in un'unica potenza. Anche le opere religiose perdono in gran parte il pathos costituito dalla sofferenza insita nel Cristo crocifisso, per mostrare invece il Salvatore circonfuso d'una serenità spirituale che genera più compassione per la sua bellezza che per il dolore provato, come si può vede vedere ad esempio nella Pietà (1498-99).
Fin dai primi disegni di nudo l'artista riesce a mostrare nella sua interezza la vivacità delle articolazioni nervose, lontano quindi dai contorni più morbidi e classici, con una ricca modellazione della proporzione e del disegno geometrico. L'anatomia è nodosa e stretta, dinamica, dove lo spessore del tronco si distacca dal resto mettendo in rilievo muscoli marcati e contorni solidi, esagerando gli effetti di torsione e di scorcio delle figure, come accade nel Bacco (1496-97), che è una delle sue prime sculture importanti.
Il David (1501-04) conserva ancora tutta l'aria di un classicismo apollineo, molto equilibrato ma interpretato personalmente, dove il busto può sembrare una statua greca, mentre la leggera sproporzione della testa e delle membra denotano la tensione latente, inoltre l'espressione di sfida del volto si allontana alquanto dall'ethos classico.
Lo stesso accade in generale con la drammaticità dell'espressione dei suoi Prigioni, soprattutto lo Schiavo morente e lo Schiavo ribelle (1513), figure che ricordano la Niobe dell'arte ellenistica e che dimostrano l'influenza data dal Gruppo del Laocoonte; Michelangelo fu uno dei primi a vedere la scultura, rinvenuta nel 1506 nei pressi della Basilica di San Pietro in Vincoli. Allo stesso modo le opere dedicate alle tombe dei Medici, l'Aurora (1524-27, per la tomba di Lorenzo de' Medici duca di Urbino) e il Crepuscolo (1524-31; ma anche il Giorno e la Notte) le quali ricordano certe opere greche: il Torso del Belvedere e la "Arianna dormiente" conservata ai Musei Vaticani.

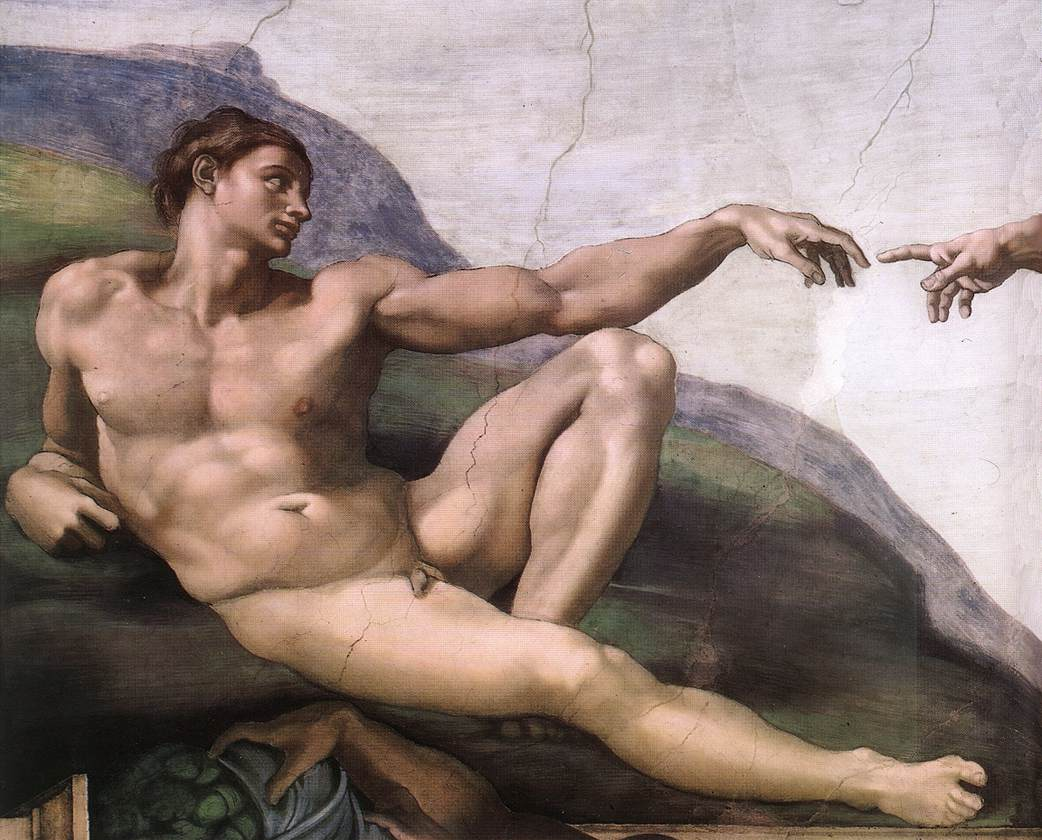
L'Adamo di Michelangelo.

Nel frattempo il suo ideale di anatomia vigorosa e vivace, ma piena d'intensità emotiva, si è riflesso anche in pittura nella Creazione di Adamo (1511 circa) sulla Volta della Cappella Sistina, con la figura del primo uomo che ricorda quella di Dioniso presente nel frontone del Partenone, seppur con una carica di vitalità molto lontana da quella dell'armoniosa scultura di Fidia.
Allo stesso modo le figure di atleti (di solito chiamati molto semplicemente ignudi) posti sul soffitto della Cappella Sistina mantengono l'equilibrio dato dalla congiunzione tra l'energia atletica con la trascendenza della propria missione sacra, dovendo essi rappresentare le anime dei profeti biblici; esercitando in tal modo armoniosamente il loro ruolo di mediazione tra modo fisico e mondo spirituale, tanto più che l'intensità della bellezza fisica diviene ora un riflesso della perfezione divina. In altre scene, come quella del Diluvio universale (1509), vengono mostrate figure vigorose in cui la potenza fisica trasluce la forza spirituale. La Creazione di Eva presenta altresì una rotondeggiante ma forte figura femminile, con contorni assai marcati.

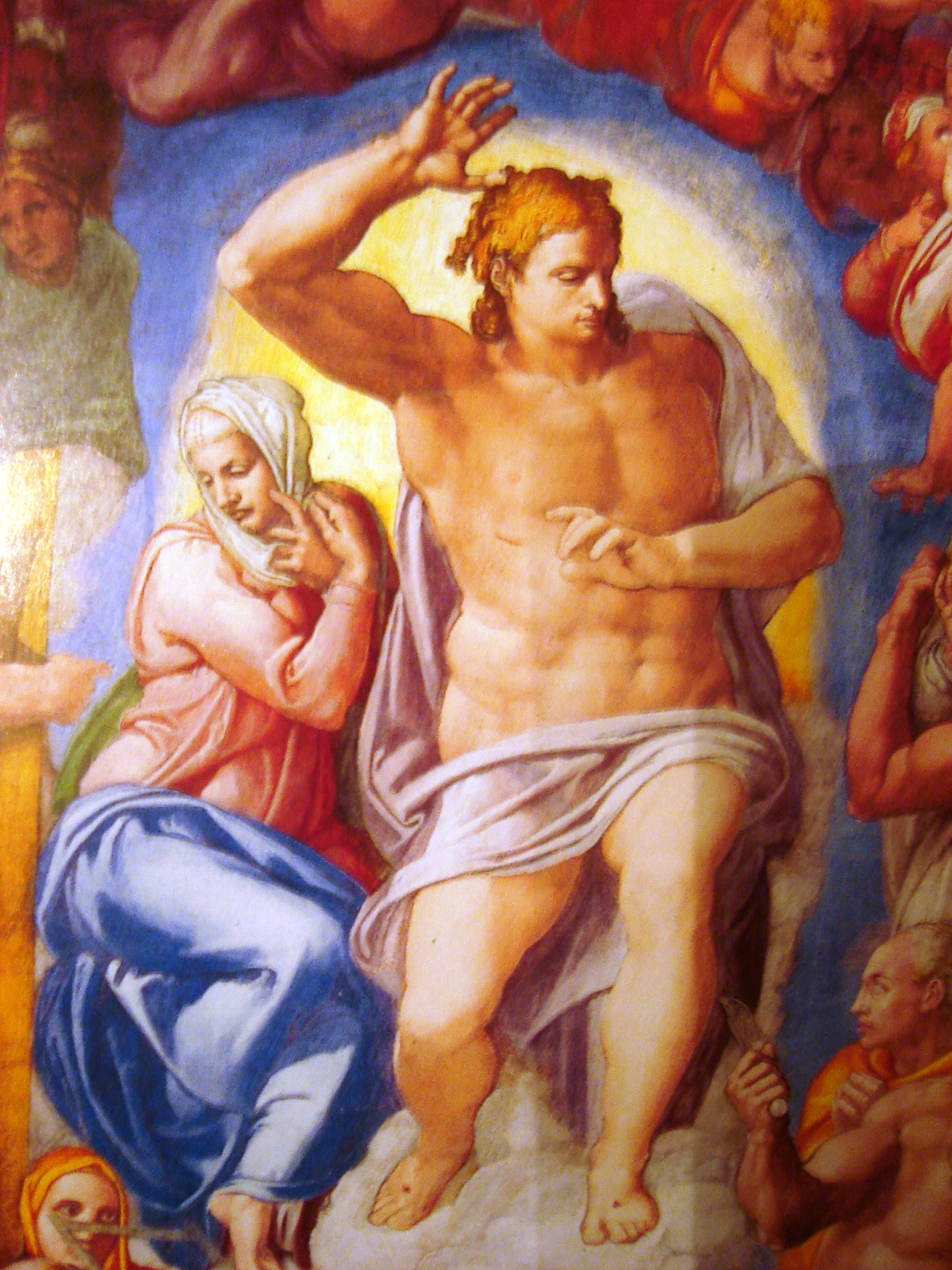
Il Cristo (con accanto Maria) del Giudizio michelangiolesco.

D'altra parte il Cristo del Giudizio universale mantiene la solennità di un Apollo interpretato qual "sol justitiae" ma con una fermezza nell'esecuzione, soprattutto nel torso quasi quadrato, che va a porsi completamente al di fuori dei canoni classici. Il suo ritratto di Gesù non è quello tipico tradizionale dell'arte bizantina (barbuto ed emanante un'aura di maturità), ma l'effigie di uno degli dèi Olimpii o di un re ellenistico, molto più vicino ad Alessandro Magno che ad un falegname ebreo, con molta più agilità e vigore tletico di quanto non ci si dovrebbe aspettare da un asceta o da un mistico cristiano.
Nelle sue ultime opere, costituite innanzitutto dalle tre Pietà (la Pietà di Palestrina, la Pietà Bandini e la Pietà Rondanini), ha completamente abbandonato l'ideale della bellezza fisica con figure distorte (quella di Palestrina), angolari (la Bandini) o più vicino allo stile schematico dell'arte gotica (la Rondanini).

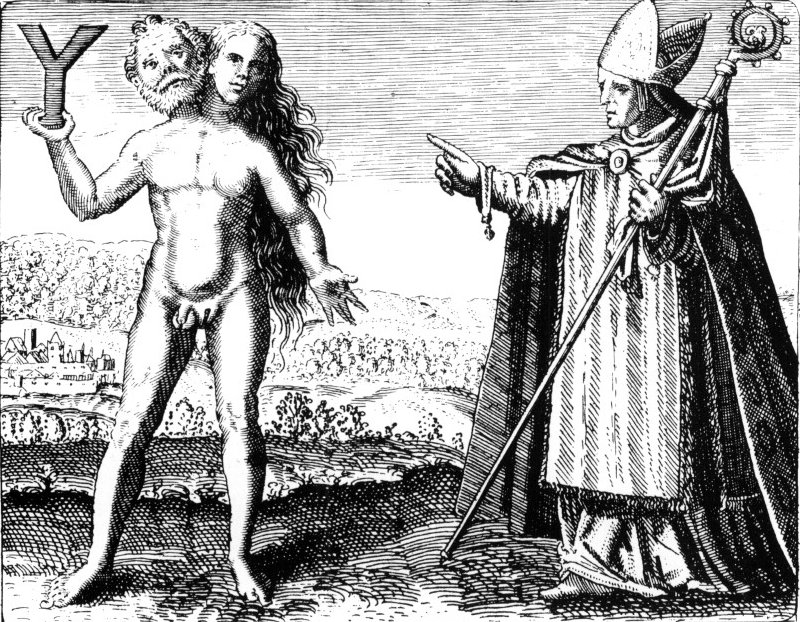
L'Androgino ricercato dall'Alchimia, da un testo di Michael Maier (1617).

Nel corso del XVI secolo il nudo artistico è stato ampiamente divulgato dalle incisioni pubblicate per illustrare soprattutto i classici della letteratura latina, di particolare rilievo sono quelli prodotti da Marcantonio Raimondi.

#### Manierismo
Nella seconda metà del '500 sopraggiunse la corrente detta del manierismo

### XVII secolo
L'arte barocca
si sviluppò tra il '600 e l'inizio del '700; si è trattato di un periodo storico di grande conflitto nelle motivazioni sia politiche sia religiose, una divisione emersa tra i paesi cattolici dopo la Controriforma, dove lo Stato assoluto è stato rafforzato, ed al contempo anche nei paesi percorsi dalla Riforma protestante, di segno improntato maggiormente alla Democrazia parlamentare. L'arte è diventata più raffinata ed ornata, con la sopravvivenza di alcuni temi rifacentesi al razionalismo classicista seppur con forme più dinamiche e sensazionalistiche, con gusto verso il sorprendente e l'aneddotico, da illusioni ottiche ed effetti drammatici.
Durante il barocco ha continuato a dominare il nudo artistico e la forma del corpo umano femminile come oggetto di piacere da parte di mecenati aristocratici, che si dilettavano di posseder esempi di tali composizioni, in cui le donne in generale hanno avuto un ruolo subordinato agli uomini. Accanto ai temi mitologici, iniziò anche l'usanza del ritratto allegorico dove donne nude che rappresentano concetti come la giustizia, la verità, la generosità, ecc.
Il nudo barocco è giunto ad accentuare gli effetti di torsione e dinamismo presenti nel manierismo e nella quasi totalità dell'opera di Michelangelo Buonarroti, da cui venne ripresa la composizione in forma di spirale, che Michelangelo nella sua allegoria intitolata Genio della Vittoria di Palazzo Vecchio a Firenze e consentendo un fondamento più solido per sostenere il peso del torso; in tal modo, la "torsione diagonale" definita "eroica" è diventata la classica "spirale eroica" come un violento e parzialmente forzato movimento il quale plausibilmente ha potuto esprimere il dramma e il sensazionalismo proprio dell'arte barocca in toto.

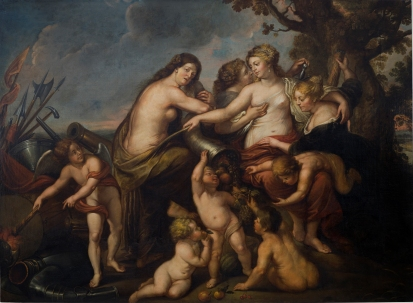
"Allegoria della Pace e della felicità di Stato", classificato come opera uscita dalla bottega di Rubens.

Il Barocco trovò come uno dei principali annunziatori ed araldi del nudo ritrovato Peter Paul Rubens, le cui robuste figure femminili ed una sensualità assai carnale hanno segnato il passo nel concetto estetico della bellezza del loro tempo. Tuttavia, nonostante questa esuberanza di "carnalità" nell'opera di Rubens, egli è anche autore di numerosi lavori dai temi maggiormente religiosi, non certo senza una buona dose d'idealismo, un senso di purezza naturale che dà ai suoi quadri una sorta di ingenuità sognante, ed una visione ottimistica comprensivo del rapporto dell'uomo con la natura.
Rubens ha attribuito grande importanza al disegno delle figure, ed ha studiato a fondo il lavoro degli artisti a lui precedenti, ha preso le loro migliori qualità caratteristiche, soprattutto - in materia di nudo - Michelangelo, Tiziano e Marcantonio Raimondi. Era un maestro nel trovare il tono preciso per gli incarnati della pelle - uguagliato solo da Tiziano e Renoir - così come le loro diverse texture e le varianti degli effetti di abbagliamento e riflessione della luce sulla carne. Era anche preoccupato per il movimento del corpo, donando un peso ed una forza importante alle sue immagini. Tuttavia, egli non trascurava neppure l'aspetto psicologico e l'espressione del viso, e nei volti delle sue figure una felicità spensierata, un certo orgoglio di conoscersi come "belle e formose", ma senza presunzione, con un po' di gratitudine vitale: tutto ciò mostra che l'artista li sentiva come i principali doni della vita

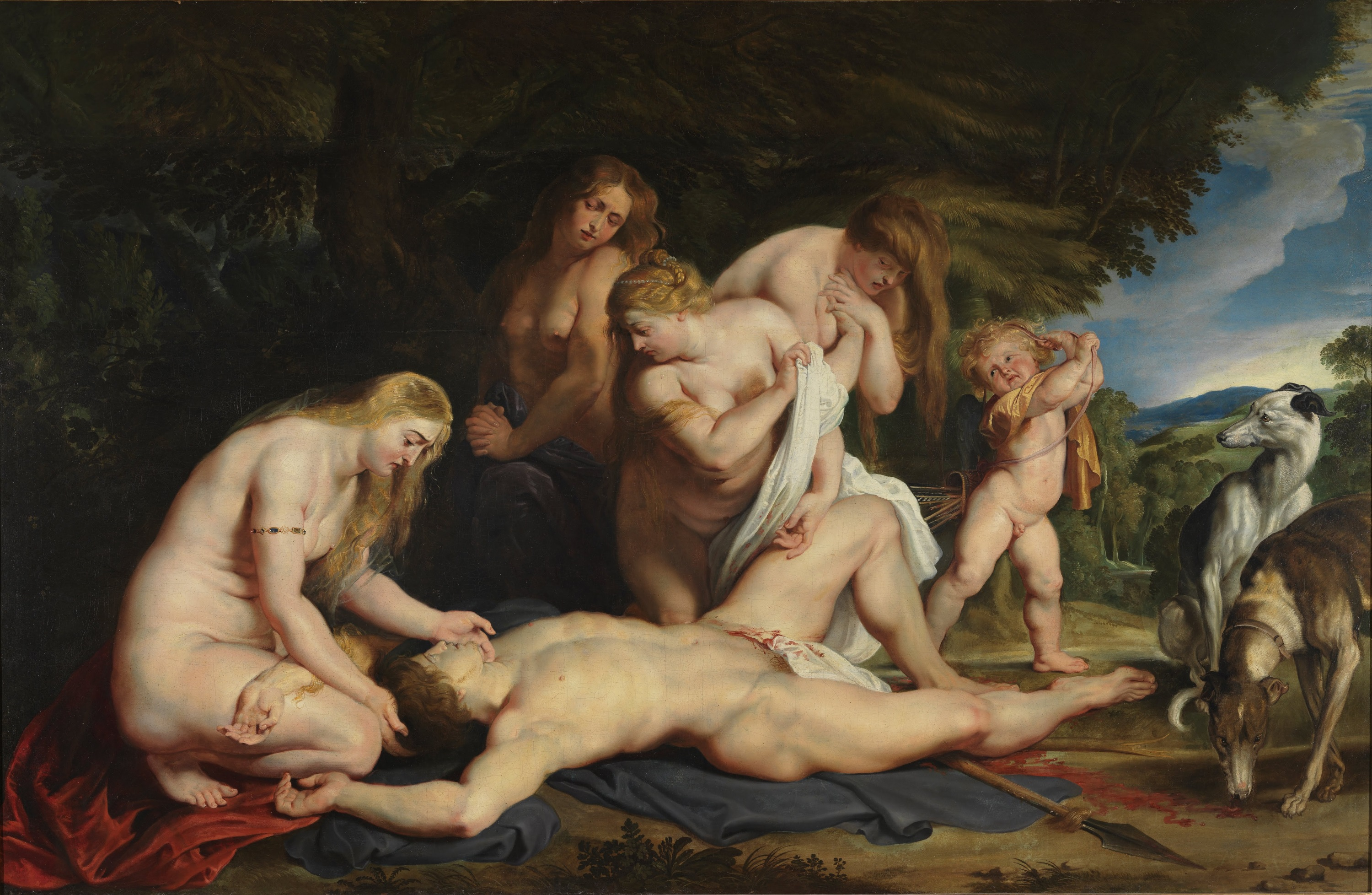
La "morte di Adonis" di Rubens, 1614 circa.

Tra le sue opere in relazione con il valore dato alla nudità femminile (ma non solo) possiamo menzionare: La morte di Seneca (1611-1615), Venere, Cupido, Bacco e Cerere (1612-1613), Eros e Psiche (1612-1615), Il cappello di Venere (1615), Daniele e i leoni (1615), Perseo e Andromeda (1622), Maria de' Medici a Marsiglia (1622-1625), Il trionfo della verità (1622-1625), Minerva protegge la Pace da Marte (1629), Venere e Adone (1635), Le Tre Grazie (1636-1639, in cui sono ritratte le due donne della sua vita, Isabella Brandt ed Hélène Fourment), Ratto delle figlie di Leucippo (1636), l'Origine della Via Lattea (1636-1638), Diana e Callisto (1637-1638), la stessa Hélène Fourment esce dal bagno (1638, o La piccola pelliccia), Diana e le sue ninfe sorprese dai Satiri (1639-1640), il Giudizio di Paride (1639), ecc. Autore di oltre duemila opere, può esser ben considerato come uno dei maggiori ritrattisti di nudi nella storia.
Per quanto riguarda i temi religiosi, Rubens ha mostrato la stessa capacità di sintesi che ebbe nei suoi nudi, dando alle proprie figure un'entità fisica, che arricchisce l'aspetto spirituale, come accade nelle due opere per la Cattedrale di Anversa, la Resurrezione di Cristo (Rubens Anversa) (1611-12) e il Trittico della deposizione dalla croce (1611-14), che mostra ancora una volta l'influenza michelangiolesca e l'assimilazione del moto ondoso del Laocoonte. In queste immagini ha un ruolo essenziale il colore della carne, in contrasto il pallore opaco della figura di Cristo, il colore intenso del resto delle figure, che fornisce una maggiore effetto sulla drammaticità della scena. Lo stesso avviene con la figura di Gesù in croce tra i ladroni (il colpo di lancia) (1620) e quella presente nel Museo Boijmans Van Beuningen, dove si aggiunge l'effetto della luce in tempesta di diverso cromatismo delle figure di Cristo e dei ladri, mentre la differenziazione nell'anatomia delle varie figure salienti e il fisico ideale di Gesù di fronte alla materialità grezza dei ladri.
Discepoli di Rubens furono Antoon van Dyck e Jacob Jordaens.

### XVIII secolo
L'arte rococò si sviluppa nel periodo che intercorre tra la fine del barocco ed il principio del neoclassicismo; essa presuppone a sopravvivenza delle principali manifestazioni artistiche precedenti, amplificando il senso della decorazione fino al punto da enfatizzarla nell'insieme dell'opera e sottolineando il gusto ornamentale; entrambi vengono portati ad un parossismo di ridondanza, raffinatezza e senso dell'eleganza. La progressiva ascesa sociale della classe borghese e le innovazioni prodotte dallo sviluppo scientifico, nonché l'ambiente culturale dato dall'Illuminismo, hanno comportato vieppiù l'abbandono dei temi a maggior riferimento religioso per favorire invece tematiche sempre più mondane, mettendo in evidenza il lusso e l'ostentazione come nuovi fattori di prestigio sociale.
Il nudo di questa stagione viene ereditato direttamente da Rubens, di cui assume la totalità del colore e la consistenza dell'epidermide, in aggiunta ad una maggior connotazione erotica, ma i un erotismo raffinato e cortese, sottile e suggestivo, ma non senza provocazioni ed inserimento di qualche personaggio irriverente qua e là, abbandonando ogni accenno d'idealizzazione classica ed assumendo la natura mondana che caratterizza interamente il genere.

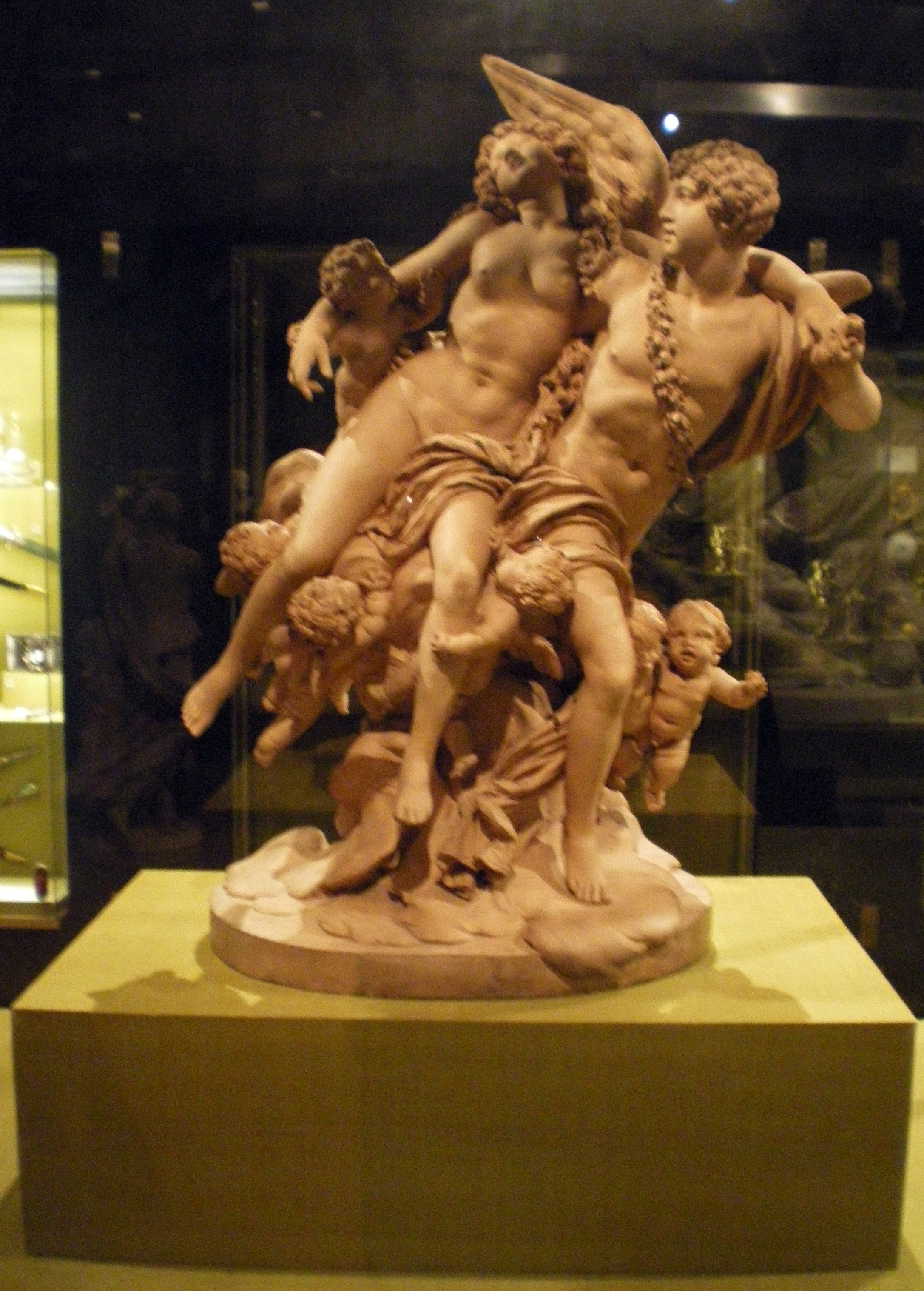
"Cupido e Psiche", fine XVIII-inizio XIX secolo (terracotta di Claude Michel-Clodion).

In Francia, ov'è stato sviluppato più pienamente, sopravvive purtuttavia nelle se figure un'aria alquanto gotica la quale non era mai stata del tutto abbandonata nell'arte francese neppure durante il rinascimento e che traspare nelle figure allungate, i seni piccoli e gli stomaci prominenti. Entro la metà del secolo viene impostato e finisce presto con l'imporsi il tipo di figura minuta, delicata e sottile (la "petite"); questo si vede molto bene ad esempio nei dipinti di Boucher (Il bagno di Diana) o nella scultura di Claude Michel-Clodion (con "Ninfa e Satiro" o "Bambina che gioca con un cane").
Si comincia anche a raffigurare la schiena femminile completamente nuda, fino ad allora considerata quantomai oscena e pertanto sotto-rappresentata, tranne che in rare occasioni, come accade nella famosa Venere Rokeby di Diego Velázquez, prendendo ad esempio Il giudizio di Paride di Antoine Watteau o la Giovane sdraiata dello stesso Boucher.
Jean-Antoine Watteau è stato uno degli iniziatori dello stile, con le sue scene di feste galanti e paesaggi bucolici piene di personaggi mitici o, se non, persone anonime che amano la vita. Influenzato dal Rubens e da tutta la scuola veneziana, la sua tavolozza è variopinta, espressiva e vibrante con delle taglienti pennellate veloci. I suoi nudi risultano essere scarsi, ma rappresentano veri e propri capolavori, preparati con cura e con grande eleganza: oltre al "Giudizio di Paride" (1718-1721) vale la pena ricordare "La ninfa della fontana" (1708), "L'amore inerme" (1715), "Jupiter Antiope" (1715-1716), "Il bagno di Diana" (1715-1716) e "Primavera" (1716). I seguaci di Watteau sono rappresentati da un gruppetto di diversi artisti che hanno seguito lo stile galante del maestro: François Lemoyne ("Ercole e Onfale", 1724), Charles-Joseph Natoire ("Psiche alla sua toilette", 1735) e Jean-François de Troy ("Il bagno di Diana e le sue ninfe", 1722-1724; "Susanna e i vecchioni, 1727).

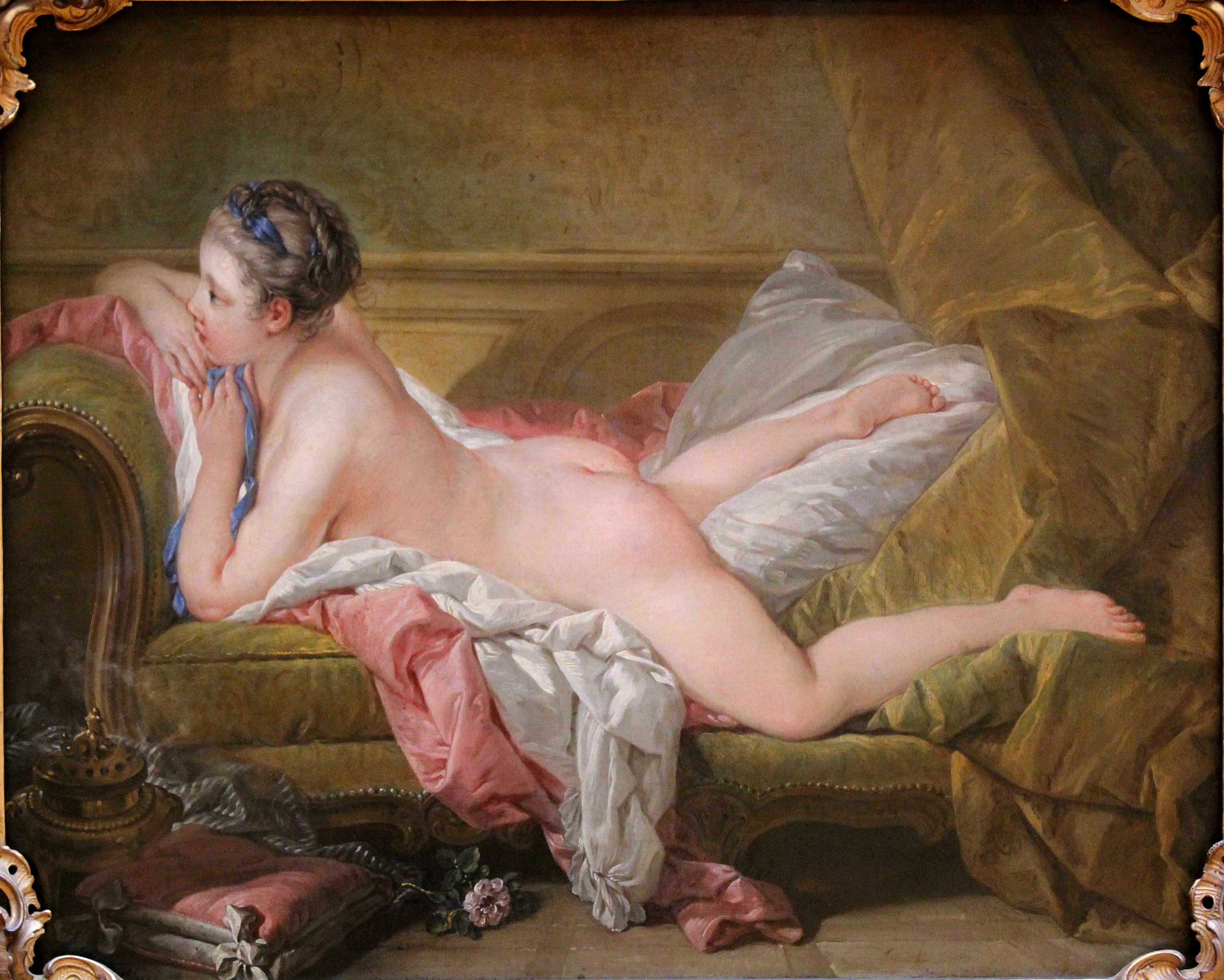
"Ragazza distesa" (Ritratto di Mademoiselle Marie-Louise O'Murphy, 1751), di François Boucher. Alte Pinakothek, Monaco di Baviera.

F. Boucher si è maggiormente dedicato alla perfezione nella prospettiva, appresa dai maestri barocchi e ricreata magistralmente colorata sia da Rubens che da Correggio, in opere che hanno toccato tutti i generi, dalla storia ai ritratti al paesaggio per finire ai dipinti di genere. Le sue immagini hanno un'aria bucolica e pastorale, spesso ispirati alla mitologia classica elencata da Publio Ovidio Nasone nelle sue Metamorfosi, con un sentimento cortese e senso di galanteria che lo ha fatto presto diventare pittore alla moda, studioso e primo pittore del re. Tra le sue opere, oltre alla "Ragazza distesa" (Ritratto di Marie-Louise O'Murphy, amante di Luigi XV, e la più giovane di cinque sorelle ritratte e dipinte dal pittore), comprendono: Nascita di Venere (Boucher) (1740), Leda e il Cigno (1742), Diana al bagno (1742), La toilette di Venere (1751), ecc.
Suo discepolo è stato Jean-Honoré Fragonard, che ha continuato lo stile cortigiano galante in cui l'amore si sviluppain tutto il suo fascino, con un erotismo raffinato con taglio grazioso ed elegante. Fu uno dei protetti di Madame du Barry, per il quale ha eseguito il ciclo di avanzamento dell'Amore nei cuori dei giovani (1771-1773), composto da cinque grandi pannelli: "L'inseguimento", "Le lettere d'amore", "L'amore incoronato", l'"Amore trionfante" e "L'abbandono". Altri lavori sono: La nascita di Venere (1753-1755), "La camicia da notte levata" (1761-1765), Le bagnanti (Fragonard) (1765), Ragazza che gioca col cane (La gimbelette, 1768), La fontana dell'amore (1785), e Le due amiche, soggetto di lesbismo più marcatamente erotico.
Anche nel campo della scultura sono stati condotti studi notevoli riguardanti il nudo, in cui il tono picaresco e galante del rococò è combinato con una certa aria erede delle statue dei classicisti francesi del Seicento, oltre che l'interesse per la ritrattistica. Alcuni dei migliori esempi sono: Jean-Baptiste Le Moyne (con "Ninfa dal bagno"), Edmé Bouchardon ("Cupido che fabbrica il proprio arco utilizzando la clava di Ercole", 1750), Jean-Baptiste Pigalle ("Mercurio che si allaccia i sandali", 1744, "Venere", 1748; "Voltaire", 1770-1776), Étienne Maurice Falconet ("Milone di Crotone", 1754; "Madame de Pompadour come Venere", 1757; "Pigmalione e Galatea", 1763), Jean-Antoine Houdon ("Morfeo", 1770; "Diana Cacciatrice", 1776; "Allegoria dell'Inverno", 1783), Augustin Pajou ("Psiche abbandonata", 1790) e il succitato Clodion ("Il fiume Reno che separa le acque", 1765; "Trionfo di Galatea", 1779).
Un artista difficile da classificare fu Francisco Goya, genio insuperabile che si è evoluto dal rococò fino all'espressionismo nello spirito del romanticismo, ma con una personalità che dà il suo lavoro come un unicum, senza precedenti nella storia dell'arte. Il suo capolavoro nel genere del nudo è la Maja desnuda (1797-1800), ed è uno dei primi nudi in cui chiaramente s'intravede il pelo pubico.
Si tratta di uno dei primi casi di nudo non giustificato da alcun tema storico, mitologico o religioso, solo una donna nuda, anonima
per la quale con un'aria di voyeurismo si entra nel campo della sua intimità e privacy.

### Neoclassicismo
L'ascesa della borghesia, dopo la rivoluzione francese, ha favorito la rinascita delle forme classiche - più pure ed austere - in contrapposizione agli eccessi ornamentali dell'arte barocca e dell'arte rococò identificati con l'aristocrazia; in quest'atmosfera di rivalutazione dell'eredità data dalle opere di derivazione greco-romana, l'ambiente artistico è stato influenzato anche dagli scavi archeologici di Pompei avviati proprio in quegli anni. Un importante contributo in tal senso diedero pure le idee teoriche effettuate dal tedesco Johann Joachim Winckelmann e riguardanti la perfezione delle forme classiche; postulando che nell'antica Grecia si ebbe senza dubbio a realizzarsi il più perfetto ideale del concetto di Bellezza, egli contribuì in tal modo a generare un mito sopra la perfezione della bellezza classica, che condiziona la percezione più generale dell'arte.
Il nudo neoclassico recuperò le forme dell'antichità greco-romana, deprivato però di spirito e carattere ideale, di quel suo ethos esemplare originario, per ricrearsi unicamente nella forma pura ma senza alcuna anima o vitalità interiore; alla fine essa si è rivelata essere un'arte fredda e spassionata posseduta da un senso di ricorrenza quasi ripetitiva, ma che si prolungherà nell'"accademismo" o art pompier, permettendone quindi l'estensione fino agli inizi del XX secolo. Lo studio fin troppo rigoroso dei classici da parte degli accademici impediva all'artista la propria espressione più personale, un fatto che fu accanitamente combattuto dallo spirito pionieristico dell'impressionismo a partire dalla seconda età del XIX secolo.
In molti tra gli artisti di quest'epoca, come ad esempio Anne-Louis Girodet de Roussy-Trioson e Pierre Paul Prud'hon, si può percepire una curiosa mescolanza tra classicità ed una cert'aria proveniente direttamente dal manierismo - in special modo derivante dall'influenza del Correggio (pittore) - e che produsse opere le quali, anche se volevano resuscitare l'antichità classica risultavano in realtà essere decontestualizzate e atemporali.
Jacques-Louis David fu il principale fautore del neoclassicismo, con uno stile apparentemente accademico ma quanto mai appassionato e brillante, con un'intrinseca sobrietà intellettuale la quale non ostacola affatto l'esecuzione più bella e colorata. Politico oltre che pittore, la sua difesa del neoclassicismo lo convertì a difensore e propagatore di quella corrente estetica derivante direttamente dalla Francia rivoluzionaria prima e dell'impero napoleonico poi. Tra il 1775-80 David visse a Roma, ove s'ispirò sia dalla statuaria antica sia da Raffaello Sanzio e Nicolas Poussin, il che lo condusse in direzione del classicismo, con uno stile severo ed equilibrato di grande purezza tecnica. Tra le sue opere maggiori sono incluse Gli amori di Paride ed Elena (1788), La morte di Marat (1793), Le Sabine (1799), Leonida alle Termopili (1814), Amore e Psiche (David) (1817), Marte disarmato da Venere (1824), ecc.
I discepoli e seguaci di David hanno proseguito il suo ideale classico, distaccandosi però in parte dalla sua rigorosa severità per dirigersi verso un certo manierismo sensuale, con una grazia erotica che Max Friedländer denominò "voluttà decente".
François Gérard ha ricercato la perfezione della bellezza ideale attraverso la morbidezza del colore e la consistenza cerulea delle epidermidi, con corpi marmorei pur mantenendo una cert'aurea di soavità, di una dolcezza ammirabile. La sua opera più famosa Amore e Psiche (Gérard) (1798) che nonostante la fattura accademica la sua ricchezza cromatica dona un'emozione di raffinata evocazione lirica.

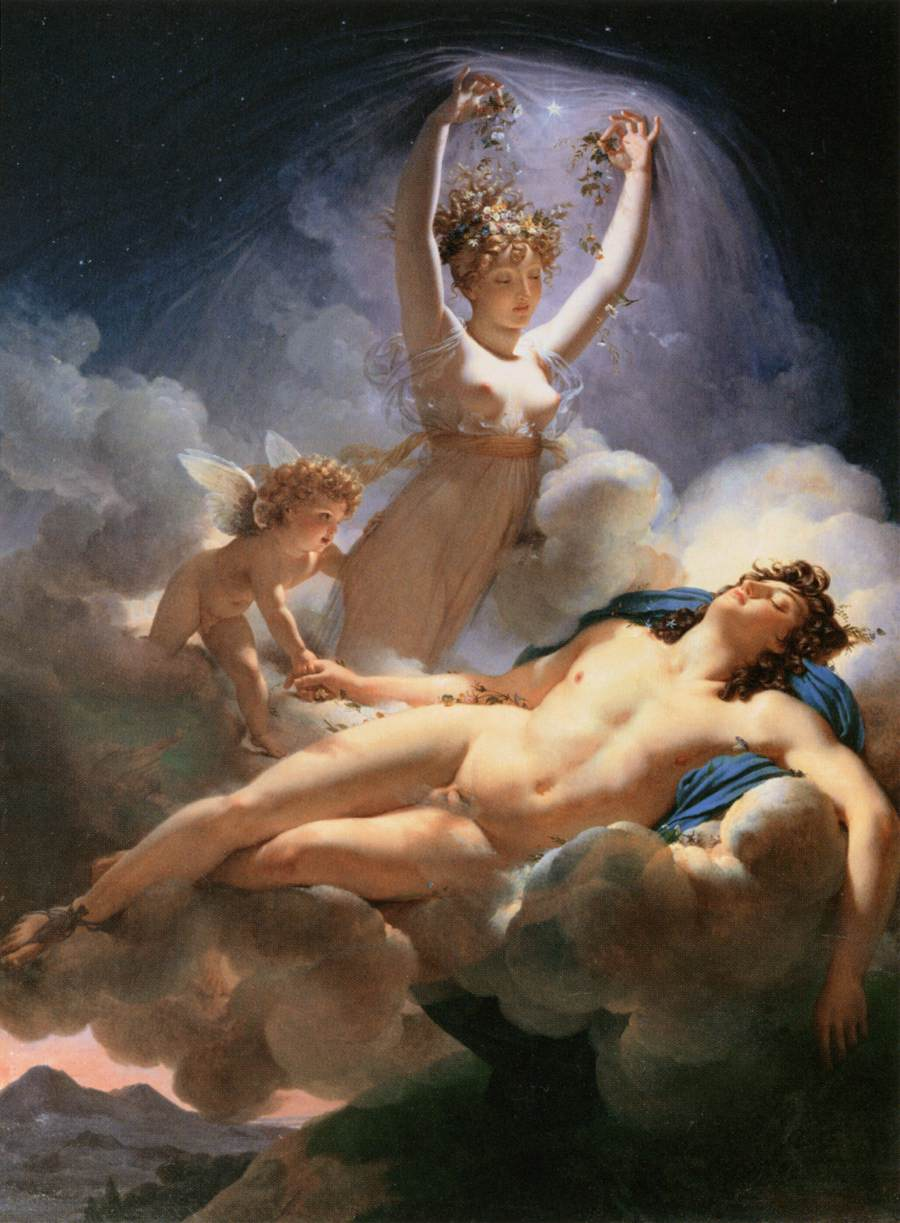
"Aurora e Cefalo" (1810), di Pierre-Narcisse Guérin.

Anche Pierre-Narcisse Guérin coltivò un erotismo raffinato, influenzato dall'opera del Correggio (pittore), alcuni esempi di ciò sono Aurora e Cefalo (1810) e Morfeo e Iris. (1811).

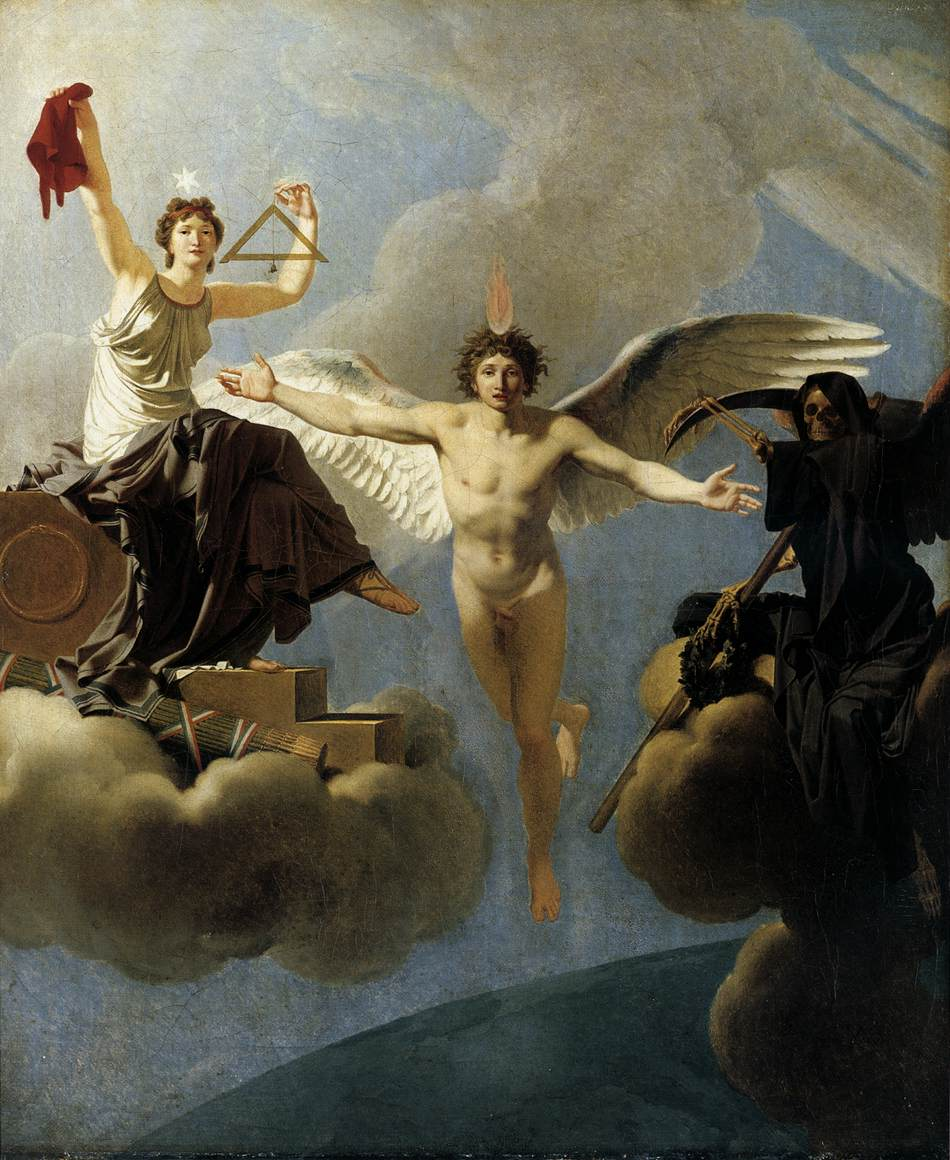
"Il genio della Francia tra la Libertà e la Morte" (1795), di Jean-Baptiste Regnault. All'Hamburger Kunsthalle.

Jean-Baptiste Regnault coltivò una linea classicista vicino alla scuola bolognese di pittura: Libertà o Morte (Il genio della Francia tra la Libertà e la Morte, 1795) dove il genio ricorda il Mercurio delle Stanze di Raffaello.
Altri discepoli di David furono Jean Broc (La morte di Giacinto, 1801); Jean-Louis-Cesar Lair (Il supplizio di Prometeo, 1819)
Invece Anne-Louis Girodet de Roussy-Trioson ruppe col classicismo morale di David, in special modo con la sua opera principale intitolata Il sogno di Endimion (1791) la quale presenta corpi allungati e perlacei, una certa ambiguità sessuale ed il tutto avvolto in una certa atmosfera vaporosa che ricorda il manierismo italiano e che prelude all'art pompier. Altre sue opere sono Mademoiselle Lange come Venere (1798) e Mademoiselle Lange come Danae (1799).
Pierre Paul Prud'hon si trovò ad operare a cavallo tra il rococò ed il neoclassicismo; David si lo chiamò sprezzantemente "il Boucher del suo tempo", mentre altri lo hanno qualificato come un seguace del romanticismo. Si formò a Roma, dove assimilò la lezione di Leonardo da Vinci e Correggio (pittore) i quali, insieme con l'arte classica, furono le basi del suo stile e contribuirono a conferirgli una propria unica personalità, per cui in realtà assai 
difficile da classificare come pittore. Tra le sue opere vanno ricordate almeno "La Giustizia e la Vendetta divina che perseguitano il Delitto"(1808), "Il ratto di Psiche da parte di Zefiro" (1800) e "Venere e Adone" (1810).
Se David fu il grande pittore neoclassico per eccellenza, il suo equivalente nel campo della scultura risultò essere senza ombra di dubbio Antonio Canova. Anche se studiò l'opera dei grandi maestri del Rinascimento (Ghiberti, Donatello e Michelangelo) è nella statuaria classica greco-romana che trovò la massima ispirazione, potendola studiare liberamente nelle grandi collezioni private de tempo nella sua Italia nativa. Tutta la sua opera mantiene in tal modo la serenità e l'armonia del più puro classicismo, ma purtuttavia continua a tradire una qual certa sensibilità umana ed un'aria decorativista propria della sua ascendenza italica. Tra le sue opere di maggior rilievo vi sono: Dedalo e Icaro (1777-1779), Teseo e il Minotauro (1781-1783), Amore e Psiche (1786-1793), Venere e Adone (1789-1794), Ercole e Lica (1795-1815), Perseo trionfante con la testa di Medusa (1800), Napoleone Bonaparte come Marte pacificatore (1803-1806), Paolina Borghese come Venere Vincitrice (1804-1808), Teseo e il Centauro (1804-1819), le Tre Grazie (1815-1817), ecc.

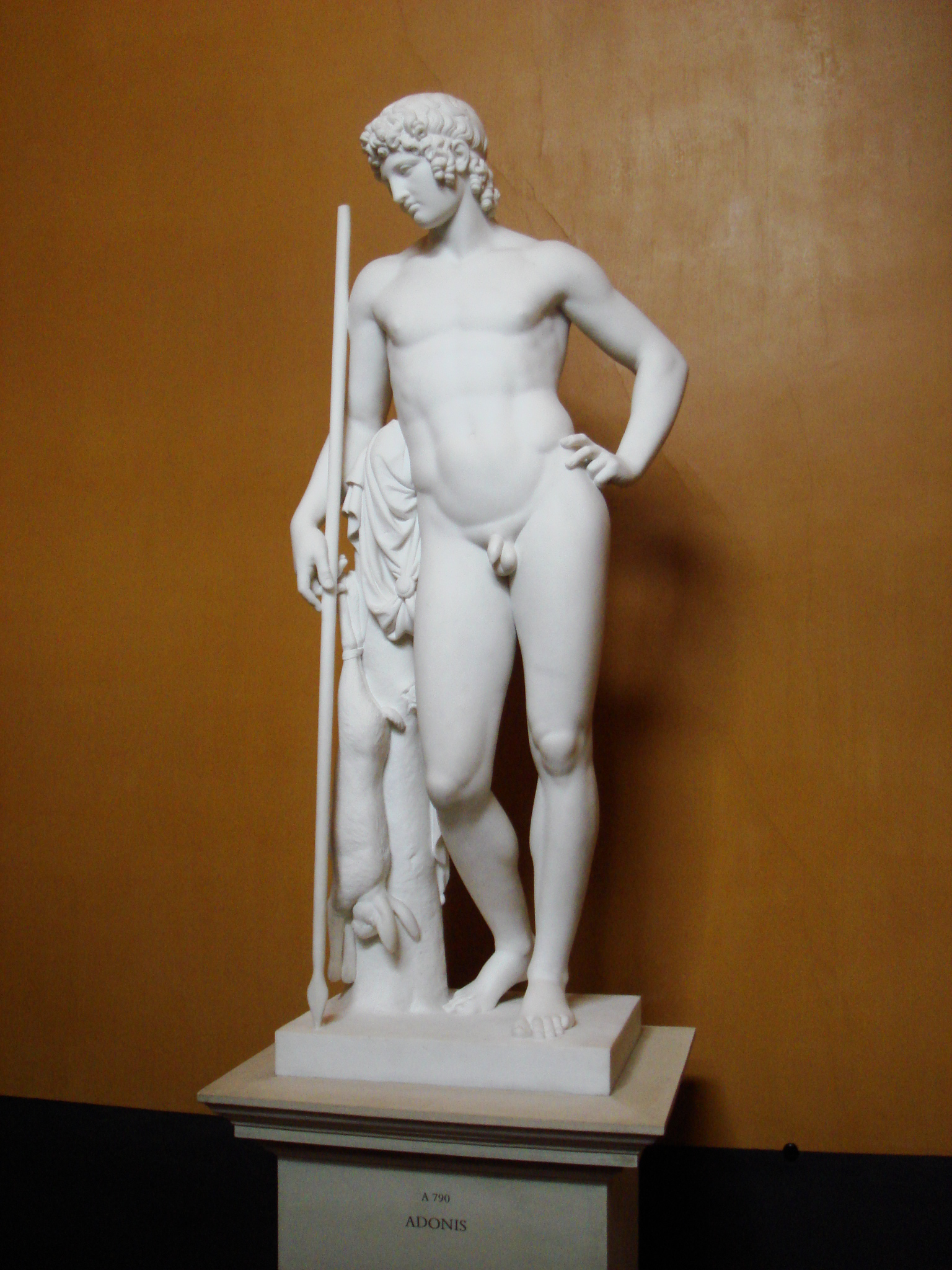
L'"Adone" di Bertel Thorvaldsen.

Un altro scultore di primo piano di questo periodo è stato il danese Bertel Thorvaldsen il quale, nonostante la sua nobile e serena classicità, la fredda e calcolata esecuzione ha fatto sì che alcuni critici gli togliessero parte di merito dichiarandolo un lavoro blando e vuoto. In vita ebbe comunque un enorme successo, con un museo che venne costruito espressamente per lui nella città natale di Copenaghen. Thorvaldsen ha studiato direttamente la scultura greca, partecipando al restauro dei frontoni di Egina appartenenti al tempio di Afaia, prima che fossero installati alla Gliptoteca (Monaco di Baviera). L'opera che l'ha reso celebre è "Giasone con il vello d'oro" (1803-1828), ispirato al Doriforo di Policleto, mentre altre sue sculture sono: Amore e Psiche (1807), Marte e Cupido (1812), Venere con la mela (1813-1816), Aurora con il Genio della Luce (1815), Hebe (1815), Ganimede che abbevera l'aquila di Giove (1817), Le tre Grazie con Cupido (1817-1818), ecc.
Un altro esponente degno di nota del neoclassicismo scultoreo è stato l'inglese John Flaxman, artista precoce che all'età di dieci anni aveva già cominciato a realizzare alcune statue e che ha ottenuto ampia fama durante la propria carriera sia come artista che come studioso e saggista, scrivendo diverse opere sulla pratica scultorea come "Dieci discorsi sulla scultura" e gli "Studi anatomici". Le sue opere includono numerosi nudi, ad esempio "Cefalo e Aurora" (1790), "La rabbia di Athamas" (1790-1794), "Mercurio e Pandora" (1805), "Achille punto dallo scorpione" (1810), "San Michele che sconfigge Satana" (1818-1822) ecc. Era inoltre anche un eccellente disegnatore ed incisore, col dono di saper produrre lavori di grande virtuosismo, in special modo l'estrema finezza e raffinatezza delle linee del disegno le quali vengono ad illustrare magistralmente innumerevoli classici della letteratura.
Anche in area germanica si sviluppò una notevole scuola scultorea, mettendo un poco ala volta in evidenza artisti come Franz Anton von Zauner (Genius Bornii, 1785); Rudolf Schadow (Paris, 1812); Johann Heinrich Dannecker (Arianna sulla pantera, 1809-14); Johann Nepomuk Schaller (Bellerofonte in lotta con la Chimera, 1821).
In Spagna il neoclassicismo era praticato da diversi pittori di stile accademico, come Eusebio Valdeperas (Susanna e i vecchioni) e Dioscoro Teofilo Puebla (Le figlie del Cid, 1871), mentre gli scultori neoclassici includono José Álvarez Cubero (Ganimede 1804, Apollo ispirato alla musica [chiamato anche "Apollino"] 1810-1815, Nestore e Antiloco [o La difesa di Saragozza] 1818); Juan Adán (Venere de la Alameda, 1795); Damià Campeny (Diana nel bagno 1803, Lucrezia morente, 1804, Achille colpito al tallone dalla freccia 1837); Antonio Solá (Meleagro 1818); Sabino Medina (La ninfa Euridice morsa da un serpe quando fuggì da Euristeo 1865); Jerónimo Suñol (Imeneo 1864) ecc.

## Arte contemporanea

### Ottocento

#### Romantici
Movimento di profondo rinnovamento in tutti i generi artistici, il Romanticismo ha dedicato una particolare attenzione al campo della spiritualità, focalizzandosi sull'immaginazione, la fantasia ed il sentimento, l'evocazione sognante e l'amore nei confronti della Natura con, inoltre, un elemento più oscuro d'irrazionalità e attrazione per tutto ciò che è occulto, oltre al sonno e alla follia. Si avvalse in special modo della tradizione della cultura popolare, con un tocco di esotismo ed il ritorno a forme artistiche del passato meno apprezzate fino ad allora, come l'arte medievale.
I romantici avevano l'idea di un'arte che nasce spontaneamente quasi sgorgasse al di fuori di sé, mettono pertanto in somma evidenza la figura del "genio artistico" e l'arte vista come espressione massima delle emozioni del suo creatore.
Il nudo romantico diviene così maggiormente espressivo, più importanza viene data al colore rispetto che alla linea della figura - questo a differenza del neoclassicismo - con un senso maggiormente drammatico, su argomenti che vanno dal gusto per l'orientalismo ai temi più prettamente d'impronta romantica quali lo strano ed il misterioso, storie tragiche, azioni eroiche ed estremamente passionali, sentimenti esacerbati, spirito libertario inneggiante alla Libertà e alla più pura espressione all'interno dell'essere umano.
Il romanticismo ha avuto due notevoli precursori in Gran Bretagna, Johann Heinrich Füssli e William Blake. Il primo, di origini svizzere, ha sviluppato uno stile manierista influenzato da Dürer, Pontormo, Baccio Bandinelli e Michelangelo Buonarroti, con la produzione di un'opera d'una certa dualità concettuale: da un lato temi erotici e violenti, dall'altro un ideale di virtù semplice alla maniera di Jean-Jacques Rousseau.
Tra il 1770-78 ha creato una serie di lavori erotici chiamati "disegni Symplegma", dove l'espressione della sessualità è intimamente collegata alla passione e alla sofferenza, collegato fortemente con l'antico concetto di pathos, in lamine evocanti gli antichi riti rifacentesi ai misteri dionisiaci del dio Bacco e di Priapo, con un erotismo crudo e realista aggiunto alla galanteria rococò.
Alcuni dei suoi lavori includono "Amleto, Orazio e lo spettro di Marcello" (1780-1785), "Titania e l'inferiore" (1790), "Nudo impegnato quando una donna suona il pianoforte" (1800) e "Cortigiana ornata di piume" (1800-1810).

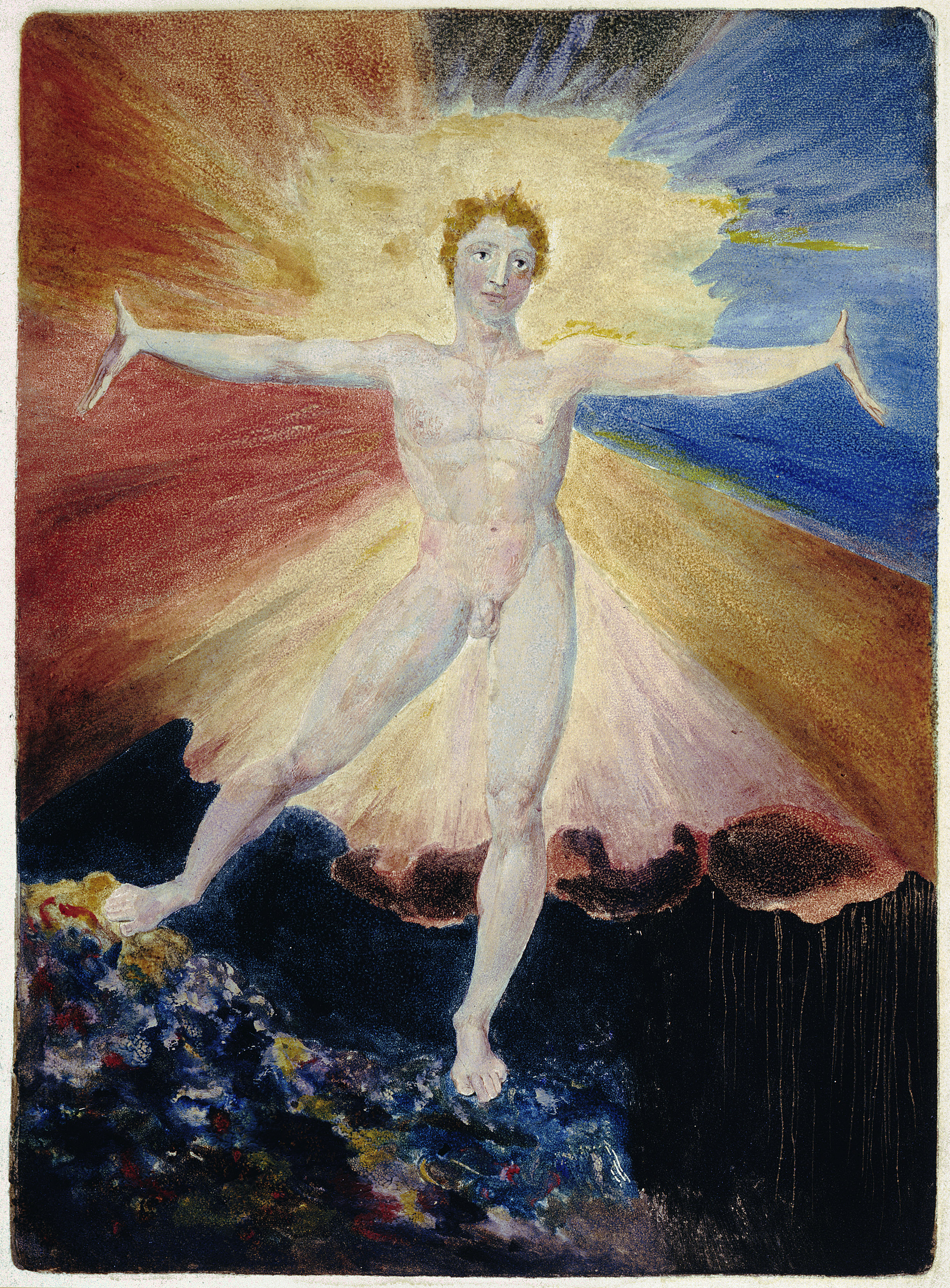
"La danza di Albion" (giorno di gioia) (1794-1796), di William Blake, Fitzwilliam Museum a Cambridge.

Blake era un artista quanto mai visionario, in cui la produzione onirica è paragonabile solamente alla fantastica irrealtà del surrealismo. Artista e scrittore, ha egli stesso illustrato le proprie opere letterarie poetiche, oltre a classici come la Divina Commedia (1825-27) e il Libro di Giobbe (1823-26) con uno stile del tutto personale che tradisce il proprio mondo interiore più intimo; ricchissimo di sogni ed emozioni, figure evanescenti che paiono galleggiare in una zona non più soggetta a leggi fisiche, di solito in ambienti di vita notturna con la presenza di luci liquide e fredde e profusione di arabeschi.
Influenzato da Michelangelo e dal manierismo, le sue immagini mantengono la torsione dinamica tipicamente michelangiolesca (vedi il Giudizio universale), quantunque in certe particolari occasioni riescano anche ad avere una base più affine ai canoni classici come nella "danza di Albione-giorno di gioia" (1794-96) in cui la posizione del personaggio è tratta direttamente da una delle versioni dell'Uomo vitruviano di Leonardo da Vinci (per l'esattezza quello realizzato da Vincenzo Scamozzi). Altre sue opere degne di nota sono: Nabucodonosor (1795), Newton (1795), l'Europa sostenuta da Africa e America (1796), Satana nel suo splendore originale (1805), Il turbine degli amanti. Francesca da Rimini e Paolo Malatesta (1824-1827).

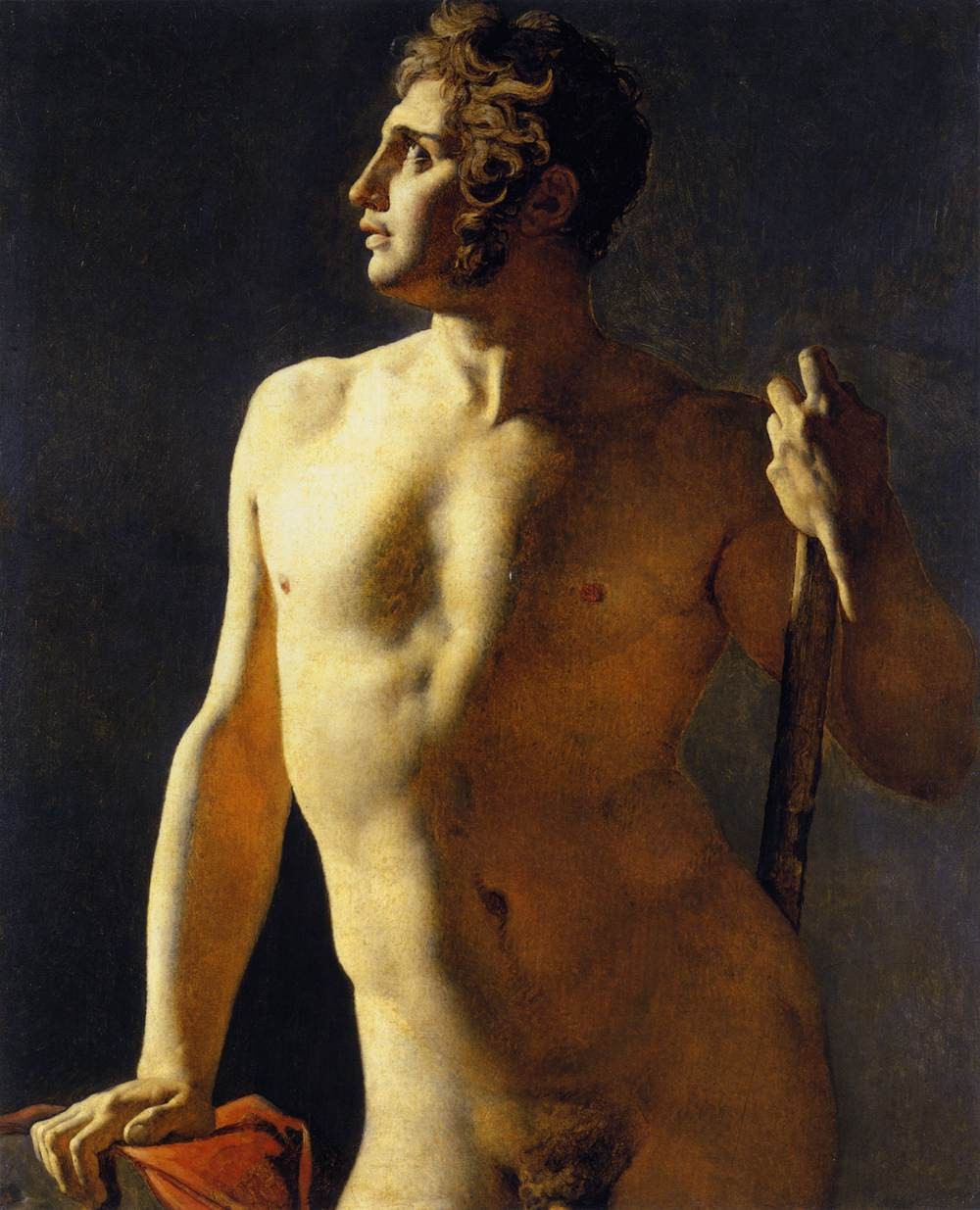
"Studio di nudo maschile" (1801), di Jean-Auguste-Dominique Ingres. All'École nationale supérieure des beaux-arts.

A cavallo tra il neoclassicismo e il lavoro del romanticismo si situa Jean-Auguste-Dominique Ingres, le cui figure si situano a metà strada tra la sensualità e la preoccupazione per la forma pura la quale è stata approfondita quasi ostinatamente. Le sue immagini femminili posseggono una qual certa aria da arte gotica (seno piccolo e stomaco sporgente), e sono stati oggetto di un piccolo numero di disegni posturali in cui l'artista si trovava maggiormente a proprio agio e che ha poi ripetuto lungo tutto il corso della carriera.
Uno di questi è per esempio quello della donna nuda seduta vista da dietro ed introdotto per la prima volta ne La bagnante di Valpinçon (1808), mentre è percepibile all'interno di un contesto di gruppo ne Il bagno turco (1862), forse la sua opera più famosa e completamento degli studi dedicati per l'intera vita al nudo. In quest'ultimo lavoro tornò inoltre all'orientalismo, con una scena ambientata all'interno di un harem, accentuando le curve e le forme rotonde dei modelli, mostrando quasi spudoratamente i loro seni prominenti e i fianchi larghi, con una sensualità finora inusuale nell'arte occidentale.
Un altro è quello dato dalla figura in piedi di Venere Anadiomene (1848) in stile botticelliano e di ci realizzò varie versioni e che posteriormente trasformò nella giovinetta con la rocca d'acqua de La sorgente. Altre opere sono più personali, come La grande odalisca (1814) che ricorda il manierismo della Scuola di Fontainebleau e a partire dalla quale ha sviluppato la propria passione per l'orientalismo con personaggi inseriti all'interno di un'ambientazione esotica. Nell'Età d'oro (1840-48) ha realizzato un grande murale composto interamente di nudi, opera però rimasta incompiuta. Altre opere sono: Gli inviati di Agamennone (1801), Edipo e la Sfinge (1808-1825), Giove e Teti (1811), Il Sogno di Ossian (1813), Ruggero che libera Angelica (1819), Odalisca e una schiava (1842) etc.
Tra i suoi discepoli vi sono: Antoine-Jean Gros, cronista delle gesta napoleoniche, realizzò un "Napoleone che fa visita agli appestati di Jaffa" (1804) i cui nudi risultano essere intensamente drammatici, mostrando crudamente gli effetti riconducibili alla malattia; Théodore Chassériau, che ha cercato di sintetizzare la linea di Ingres con la coloritura di Delacroix, anche se il suo lavoro tende all'accademismo ("Venere Anadiomene" 1838, "Susanna e i vecchioni" 1839, "Diana sorpresa da Atteone" 1840, "Andromeda incatenata alla roccia dalle Nereidi" 1840, "Il bagno di Esther" 1841, "Ninfa addormentato" 1850; "Il tepidarium" 1853).

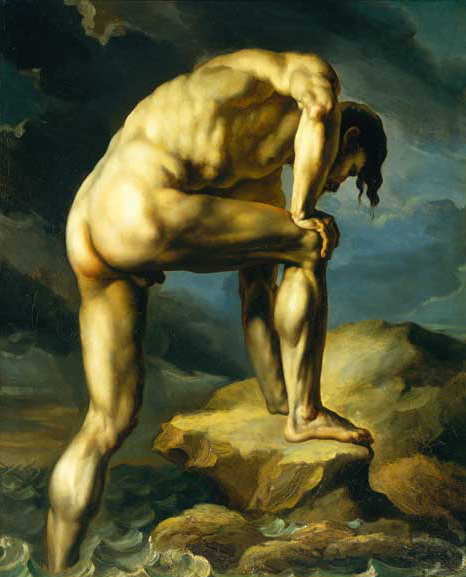
"Il naufrago" di Théodore Géricault.

Théodore Géricault aveva subito anch'egli l'influenza di Michelangelo, come bene viene percepito nella figura centrale della Zattera della Medusa (1819), che è uno dei atleti ignudi della Volta della Cappella Sistina, mentre altre sue figure ricordano la Trasfigurazione (Raffaello) di Raffaello Sanzio. Per i suoi studi di anatomia Géricault frequentava le agenzie di pompe funebri e persino le prigioni dove venivano giustiziati i detenuti. Nella sua Leda e il Cigno (1822) ha trascritto in una figura femminile tutta l'energia dinamica degli atleti classici, mentre la postura ricorda la Ilisso del Partenone, scambiando lo sforzo atletico con l'eccitazione sessuale.
Eugène Delacroix fu uno dei primi artisti a deviare dall'arte ufficiale accademica, sostituendo il disegno profilato dei contorni sostituendolo con un cromatismo suggestivo meno preciso e dalla linea fluente, dinamico e vibrante nei toni adiacenti e sulla base di un certo sensazionalismo basato sul divisionismo del colore. Durante la sua formazione ha fatto copie dei grandi maestri che erano esposti al museo del Louvre, con una particolare predilezione per Rubens e gli artisti veneziani.
Già nei suoi primi lavori, La barca di Dante (1822), Il massacro di Scio (1824) e La morte di Sardanapalo (1827), ha dimostrato la grande originalità e la ricca inventiva tematica, con già appieno quello stile appassionato e colorato che lo caratterizzano. Nel 1832 si recò a visitare il Marocco e l'Algeria, dove si appropriò ed acquisì un certo gusto per lo stile orientalista, con una passione nei confronti della ricchezza degli ambienti esotici e nei minimi dettagli.

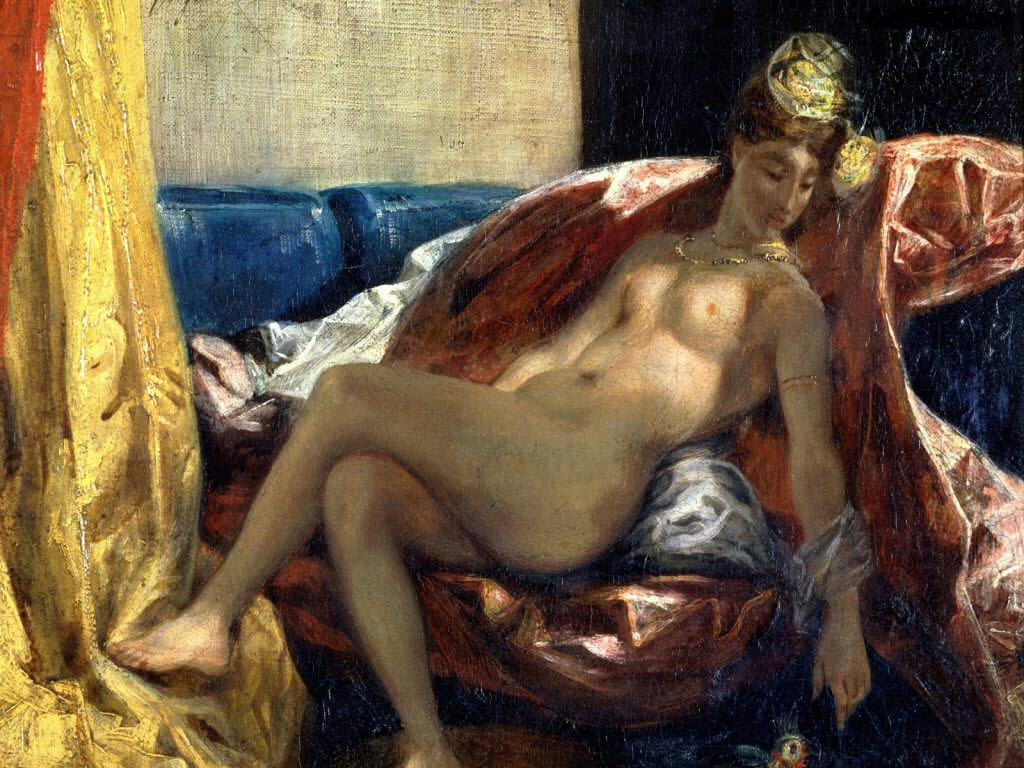
La "Dojna che accarezza un pappagallo" (1827) di Eugène Delacroix.

Nelle sue numerose opere di nudo le tematiche affrontate sono molto varie, andando dal religioso ("Adamo ed Eva cacciati da Paradiso", "Cristo alla colonna", "Cristo crocifisso", "Cristo risorto", "San Sebastiano a terra"), al mitologico ("Trionfo di Apollo", "Fatiche d'Ercole", "Achille e il centauro", "Anacreonte e Amore", "Andromeda e Perseo", "Teseo e Arianna", "Medea e i suoi figli"), allo storico e letterario ("La Divina Commedia", "Orlando Furioso", "Gerusalemme liberata") al genere del nudo artistico per se stesso ("Odalisca mentitrice", "Le donne turche", "Calze di seta da donna", "Donna pettinata", "Schiene di Bagnanti", "Ninfa addormentata", "Donna e pappagallo"). Per Delacroix, ogni scusa era buona per mostrare la bellezza fisica, come nella allegoria della La Libertà che guida il popolo (1830), dove l'eroina che guida la rivoluzione popolare appare con il seno scoperto. Grande disegnatore, ha anche lasciato numerosi schizzi e studi precedenti su figure nude.

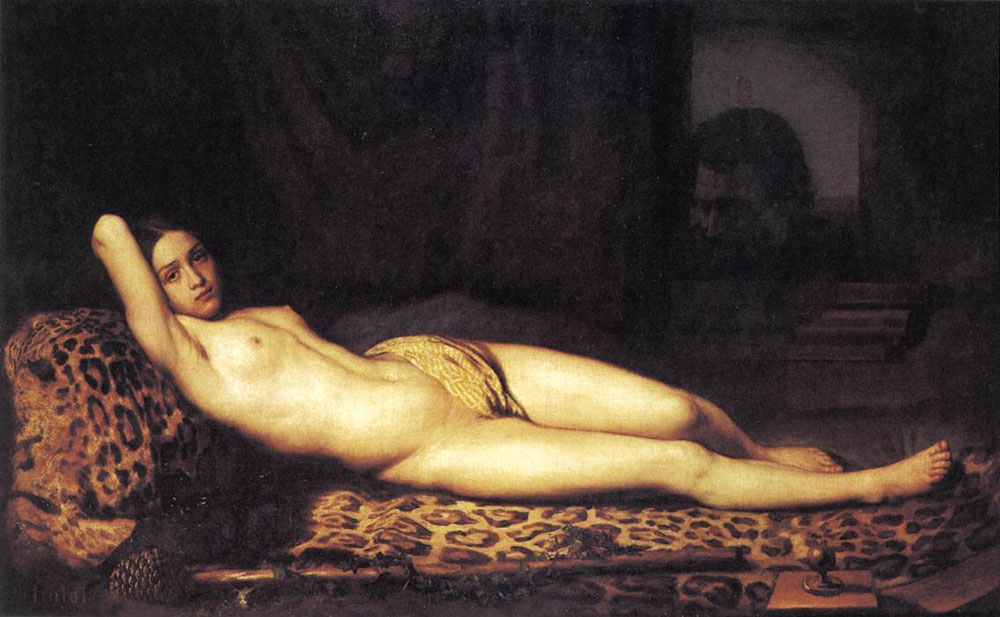
"Ragazza nuda su pelle di pantera" (1844), di Felix Trutat. Al museo del Louvre a Parigi.

Tra i seguaci di Delacroix vi erano Narcisse Diaz, grande paesaggista e autore di nudi come "La fata delle perle", "Venere e Adone", "Ninfe nella Foresta" e "Amore rimproverato e disarmato"; Gustave Doré, che si è evidenziato soprattutto come disegnatore e illustratore di opere letterarie mostrando una grande fantasia e ampio dominio formale, come nella Bibbia, La Divina Commedia, Orlando Furioso, alcuni drammi di Shakespeare, il Faust di Goethe e altri capolavori della letteratura universale; infine Felix Trutat, la cui "ragazza nuda sulla pelle di pantera" (1844) ricorda La maja desnuda di Goya e precede l'Olympia di Édouard Manet.
Per quel che riguarda la scultura, François Rude è evoluto dal Neoclassicismo al Romanticismo, in opere di grande forza espressiva dove ha giocato un ruolo di primo piano il nudo, con le figure colossali che traducono nella propria anatomia tutto il dinamismo dell'azione, come si percepisce in "Mercurio che si sistema le ali ai talloni" (1827), "pescatore napoletano che gioca con una tartaruga" (1833), "Amore Vittorioso" (1855), "Ebe e l'Aquila" (1855), e la sua opera principale, "La Marsigliese" (1833) dell'Arco di Trionfo. Jean-Baptiste Carpeaux ha seguito lo stesso processo stilistico passando dalla serenità classica al sentimento romantico, con figure di intenso dinamismo, come la "Flora" del palazzo delle Tuileries (1865), "Il Conte Ugolino e dei suoi figli"(1863) o nel gruppo de "La danza" (1869) all'Opéra Garnier.
In Italia l'irruzione del Romanticismo è sopravvenuta con la conquista napoleonica, attraverso artisti come Pelagio Palagi (Le nozze di Amore e Psiche, 1808) e Francesco Hayez (Maddalena penitente, 1825). Nella scultura, Lorenzo Bartolini si è evoluto dal classicismo al naturalismo ispirato dai modelli plastici del Quattrocento fiorentino, come ad esempio ne "la speranza in Dio" (1835). Un altro esponente è stato Giovanni Dupré (Abele colpito, 1842).

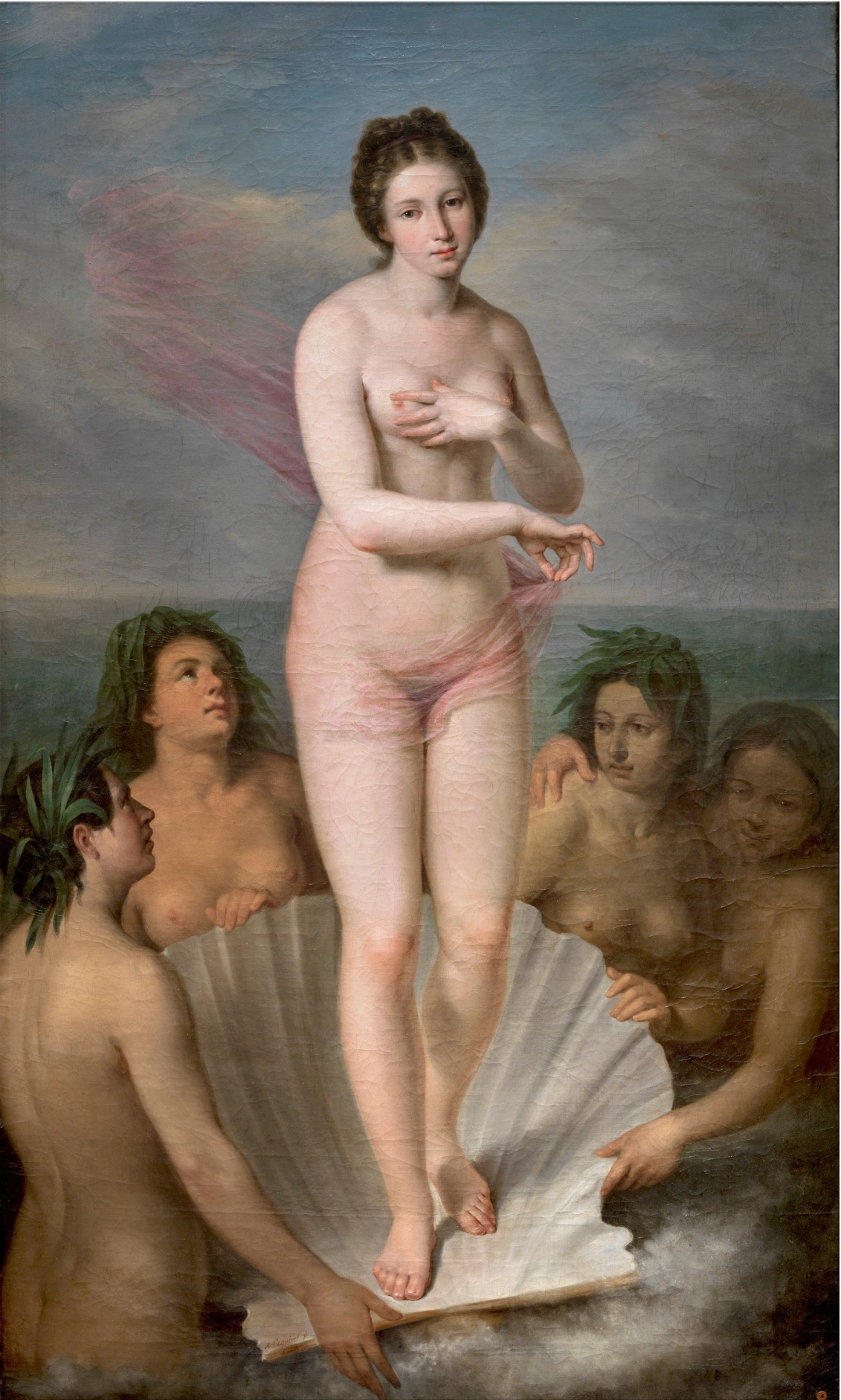
"Venere Anadiomene" (1838), di Antonio Maria Esquivel Conservato al museo del Prado.

In Spagna, l'arte romantica si è impegnata ed è stata imbevuta dell'influenza di Goya, come dimostrato nelle due "maye nude" dipinte da Eugenio Lucas e altre opere di artisti come José Gutiérrez de la Vega (Nudo Maja, 1840-1850), Antonio Maria Esquivel ("Venere Anadiomene", 1838; "Susanna e i vecchioni", 1840; "Giuseppe e la moglie di Putifarre", 1854), Victor Manzano (Scene d'Inquisizione, 1860), ecc. Nella scultura, lo spagnolo residente in Messico Manuel Vilar, autore di "Jason" (1836) e "Tlahuicole" (1851, una sorta di Ercole messicano).

#### Realisti
Il suo principale esponente fu Gustave Courbet, artista dal temperamento passionale e politicamente impegnato, deciso a superare gli "errori romantici e classicisti". Il lavoro di Courbet ha portato all'introduzione del realismo nel nudo, che mentre in passato era stato visto con approccio più o meno naturalistico, generalmente era soggetto ad una concezione idealizzata del corpo umano. Courbet fu il primo a rappresentare il corpo così come viene percepito, senza idealizzare, senza contesto, senza inquadrarlo in un tema dell'iconografia, trascrivendo le forme che catturava la Natura. In generale, i suoi modelli erano di costituzione robusta, come Le Bagnanti (1853), il modello di Studio del pittore (1855), Nudo di donna sdraiata (1862), Donna con pappagallo (Courbet) (1865), Lot e le sue figlie (1844), Due Bagnanti (1858) e La fonte meravigliosa (1867). A volte è stato ispirato anche da altri artisti, come La sorgente o Bagnante alla fonte (1868) - riproposizione della famosa opera di Ingres La sorgente o Il Sonno (Courbet) (1866), che ricorda Le due amiche di Jean-Honoré Fragonard. Una delle sue opere più famose è L'origine del mondo (1866), che presenta un corpo femminile senza testa che mostra il pube in primo piano, in una visione radicalmente nuova che ha sorpreso e scandalizzato il pubblico del tempo.
Un altro esponente della scuola realista fu Jean-Baptiste Camille Corot, che era principalmente un paesaggista, a volte aggiungendo figure umane nei suoi paesaggi, alcune di loro nudi, in un tipo di ambientazione dall'aria riconducente all'Arcadia, con atmosfere vaporose e toni delicati, come Ninfa (1855) e Ninfa al mare (1860). In seguito ha dissociato il paesaggio della figura umana, e tra il 1865 e il 1875 molte opere si sono focalizzate sullo studio della figura femminile, come Lettura interrotta (1865-1870) e Donna con la perla (1869). Altri lavori includono: Marietta, l'odalisca romana (1843), La ragazza con la gonna rosa (1853-1865), Il bagno di Diana (1855), Ninfe disarmano Amore (1857) ecc.
L'americano installatosi in Europa John Singer Sargent fu il pittore di maggior successo del suo tempo nei ritratti, così come fu anche un pittore di talento nella rappresentazione dei paesaggi, un artista che ha lasciato un gran numero di scuole. Influenzato da Velázquez, Frans Hals, Antoon van Dyck e Thomas Gainsborough, aveva uno stile elegante e virtuoso, che ha dimostrato anche nel nudo con Ragazzo nudo sulla spiaggia (1878) e Nicola D'Inverno (1892).

### XX secolo

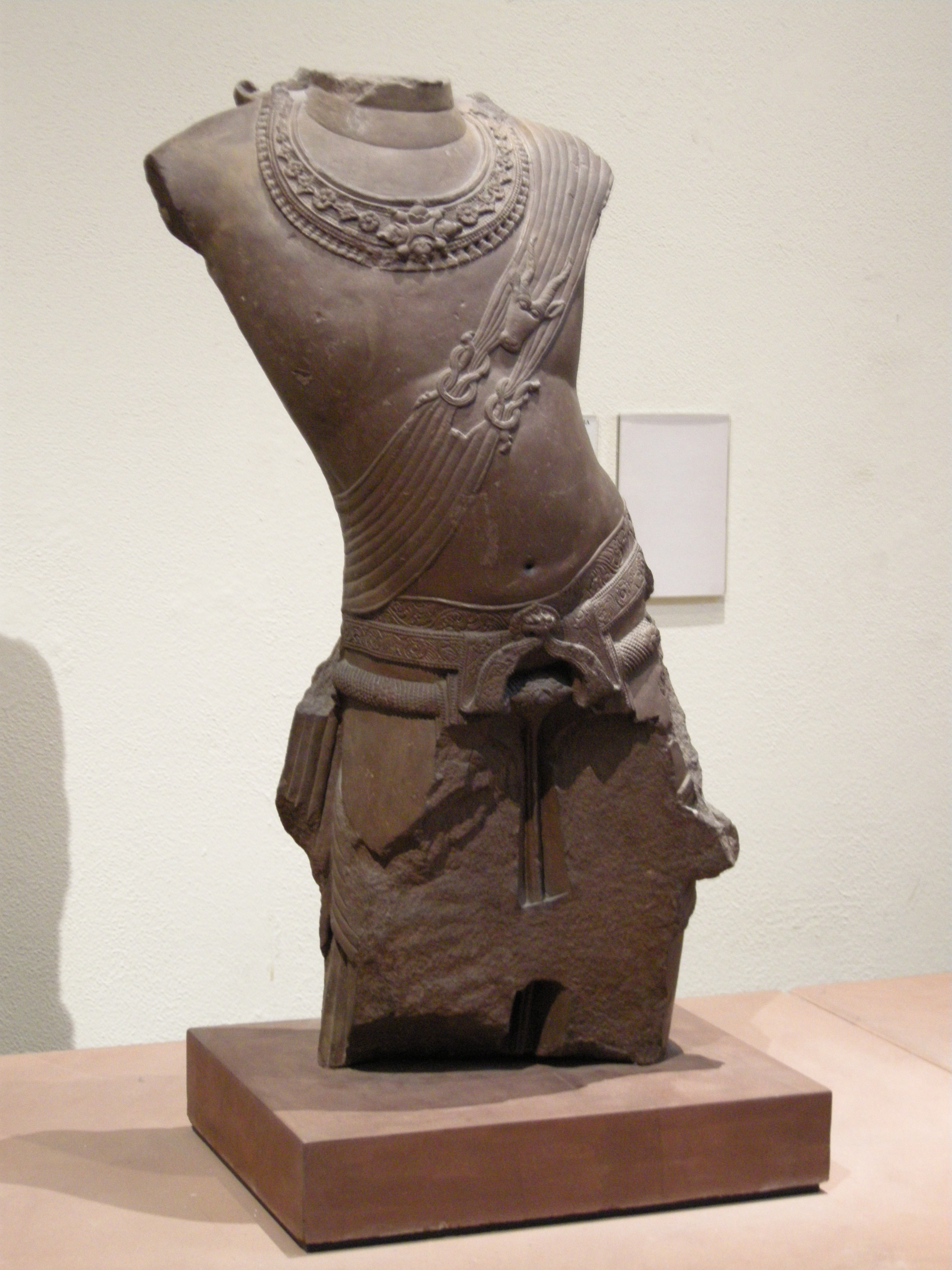
Torso di bodhisattva proveniente da Sanchi, nello stato federato del Madhya Pradesh in India.

## Arte non occidentale
Il nudo ha avuto sull'arte occidentale un significato particolare ed è stato un argomento frequente nell'arte della Grecia antica. Tuttavia, non tutte le culture hanno avuto lo stesso significato, e la sua importanza è variata anche in maniera ampia per ragioni interne socio-religiose, com'è avvenuto nelle regioni riferite al subcontinente indiano con una quasi intensità pratica della loro rappresentazione ancora più forte di quanto non si sia verificato in Occidente.
La considerazione sociale della nudità varia, generalmente in linea con i concetti religiosi della zona, area geografica e in alcuni luoghi è visto naturalmente senza inibizioni mentre in altri è vietata e fonte anche d'estremo imbarazzo. In Cina, ad esempio, la sessualità è considerata una sfera privata, così il nudo artistico è quasi inesistente nell'arte cinese - si può considerare un'eccezione minore la serie di figurine fatte di avorio ed utilizzate per le visite mediche, come si possono ammirare conservate al Museo nazionale d'arte orientale Giuseppe Tucci di Roma -.
In arte pre-colombiana è praticamente inesistente, nonostante le frequenti scene di nudo sociale dei popoli dell'area. Nella cultura islamica non solo il corpo nudo, ma anche il corpo vestito è rigettato, dal momento che secondo l'Islam le opere arte sono intrinsecamente imperfette rispetto al lavoro compiuto da Dio, per cui si ritiene che il tentativo di descrivere in forma realistica qualsiasi animale o persona è un'insolenza compiuta nei confronti di Allah. Eppure, in realtà umana o rappresentazione animale non è totalmente vietato nell'arte islamica: infatti, l'immagine può essere presente in tutte le culture islamiche, con vari gradi di accettazione da parte delle autorità religiose; è solo la rappresentazione umana a fini di culto che è uniformemente considerata una forma di idolatria e quindi vietate nella legge espressa dalla shari'a.

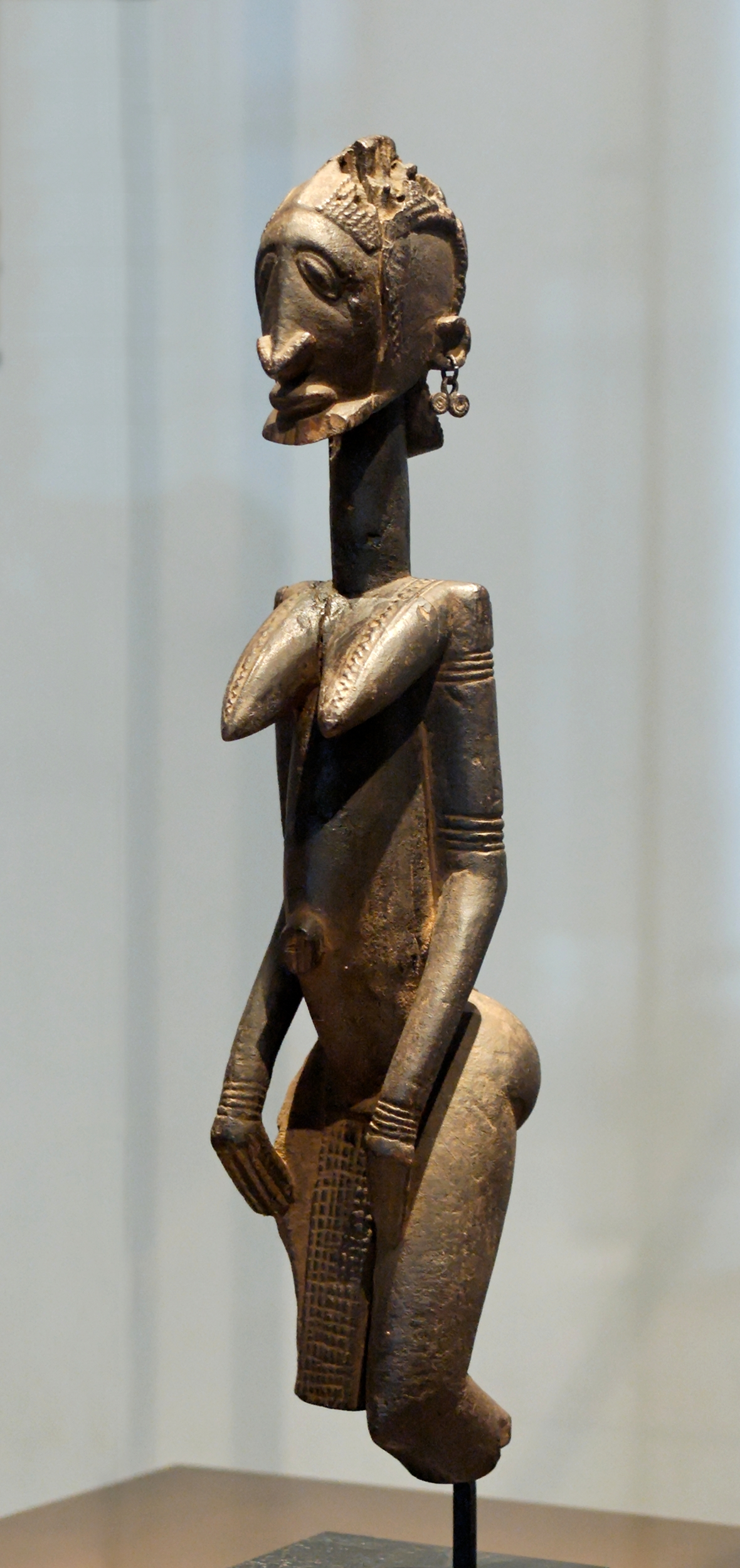
Scultura proveniente dai Dogon del Mali, XVII-XVIII secolo.

### Africa
In Africa la sessualità è quasi sempre stata nella stragrande maggioranza dei casi ritualizzata, ed è generalmente collegata al rito di fertilità. L'arte africana ha sempre avuto un forte carattere magico-religioso, destinato più a ritualità e culti cerimoniali di varie credenze riferite all'animismo e al politeismo e quindi non per fini estetici specifici relativi all'arte africana.
La maggior parte delle sue opere sono fatte di legno, pietra o osso d'avorio, e le maschere create esprimono figure più o meno di carattere antropomorfo, con una tipicità canonica costituita da una grande testa, il tronco diritto e le gambe corte. Vale la pena ricordare che l'arte africana ha influenzato fortemente l'avanguardia dell'arte occidentale europea degli inizi del XX secolo; ciò sia a causa del colonialismo che dell'apertura ed inaugurazione di numerosi musei ed istituti di etnologia nella maggior parte delle città europee.
In particolare, i giovani artisti europei sono stati profondamente interessati e rimasti influenzati alla stilizzazione geometrica della scultura africana, dal suo carattere espressivo e primitivo, originale, spontaneo, personale, a causa di una forte relazione tra il mondo naturale e l'essere umano.

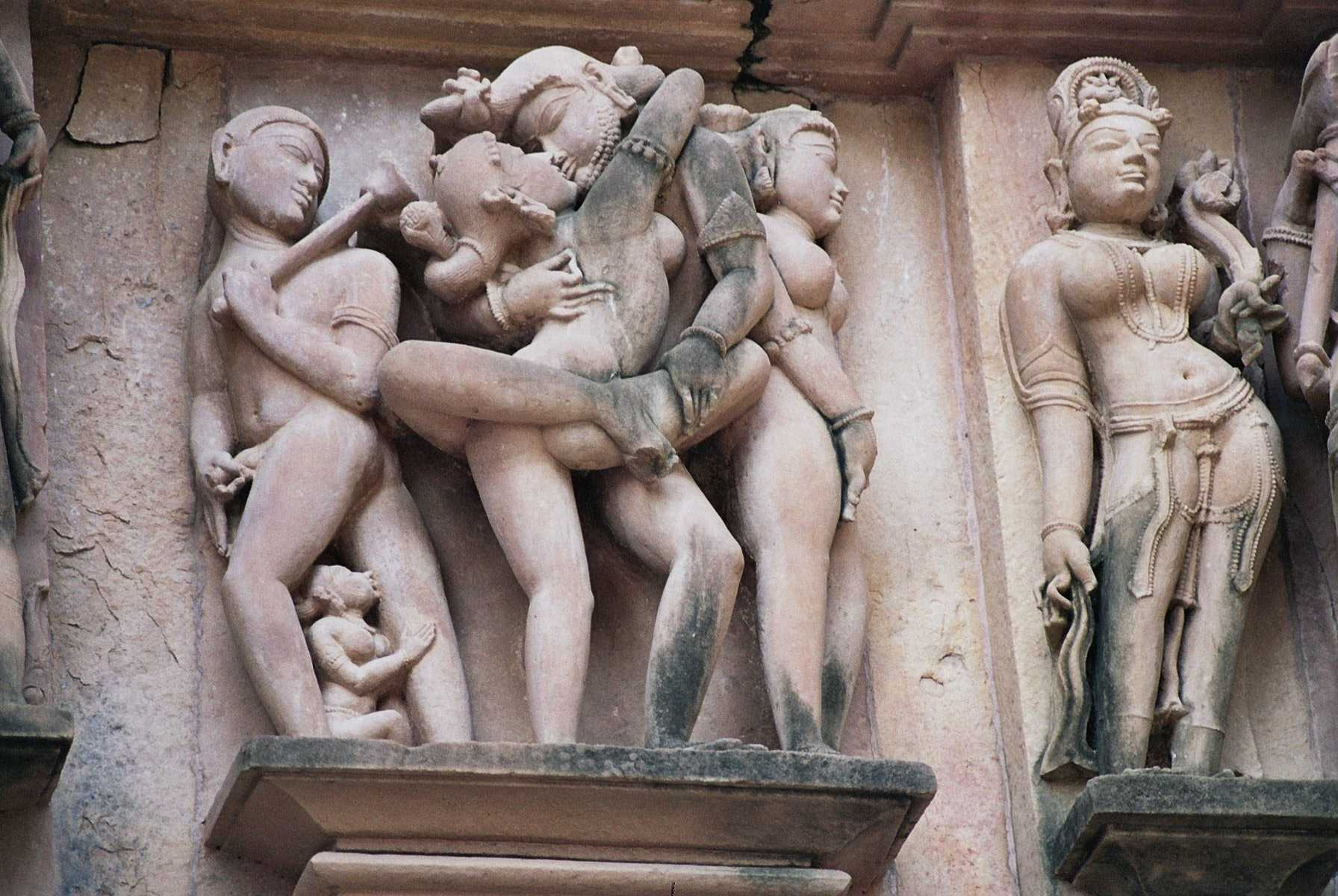
Scena erotica di Maithuna ritratta in uno dei templi di Khajuraho.

### India
L'arte indiana ha un carattere prevalentemente religioso, che serve come veicolo di trasmissione delle diverse fedi spirituali che hanno segnato la storia dell'India: innanzi tutto Induismo e Buddhismo, le due principali religioni indiane, ma poi anche Islamismo, Cristianesimo, ecc. Si può inoltre notare quale uno dei tratti maggiormente distintivi dell'arte indiana l'espressione del desiderio di integrarsi con la Natura, come un adattamento per il ritrovato "ordine universale", visto che la maggior parte degli elementi naturali (montagne, fiumi, alberi) hanno per gli indiani un carattere sacro.
Uno degli aspetti più sorprendenti dell'arte indiana per i primi occidentali che giunsero nel subcontinente indiano è stata la rappresentazione nuda e cruda dell'erotismo: secondo la religione induista, il sesso - e tutto ciò che concerne la sessualità - può anche venire inteso come una forma di preghiera, un canale di espressione tra l'umano e il divino (il quale li collega e mette in relazione), segno di trascendenza e spiritualità.
Prova di ciò è il culto del lingam (il simbolo del sesso maschile) e la yoni (il sesso femminile), sia dall'antico rito di fertilità appartenente al culto Neolitico, che viene ripreso dall'induismo anche come simbolismo fallico. Il lingam rappresenta il potere creativo del dio Shiva, ed è l'oggetto principale di culto nelle cappelle dei templi dedicati a questa divinità; è solitamente raffigurato da una colonna (la stambha) la quale si conclude in altezza in forma di glande (mani), anche se può variare dal modo più naturalistico di una forma astratta costituito da un cilindro, o varie forme come un "fallo con gli occhi" (l'Ambaka lingam), con una faccia (l'ekamukha-lingam) o quattro facce (lo Chatur-mukha-Linga).
Da parte sua, la yoni rappresenta Śakti (ovvero la Dea Madre), così come Parvati (dea della natura e divinità della fertilità), moglie di Shiva. Si può anche rappresentare una forma naturalistica vaginale o geometrizzata forma triangolare. Il lingam appare spesso nei pressi della yoni per formare un contenitore concavo sporgente dal lingam; questa simbologia esprime l'unità all'interno della dualità dell'universo, l'energia creativa, mentre la trasmutazione dell'impulso sessuale in energia mentale, la salita dal mondo dei sensi alla trascendenza spirituale, raggiunto attraverso la meditazione yoga.
Questi antichi rituali fusi con il Tantra, una filosofia che cerca la verità nell'energia che emana dal corpo, che è un potenziatore spirituale, come anche l'energia sessuale (kundalini). Insieme con le descrizioni del Kāma Sūtra (un antico manuale sessuale), questi culti avevano grande rappresentazione nell'arte indiana, soprattutto nella scultura, dove abbondano la Maithuna o scene erotiche, come quelle presentate sulla pietra nei templi di Khajuraho e Konark.

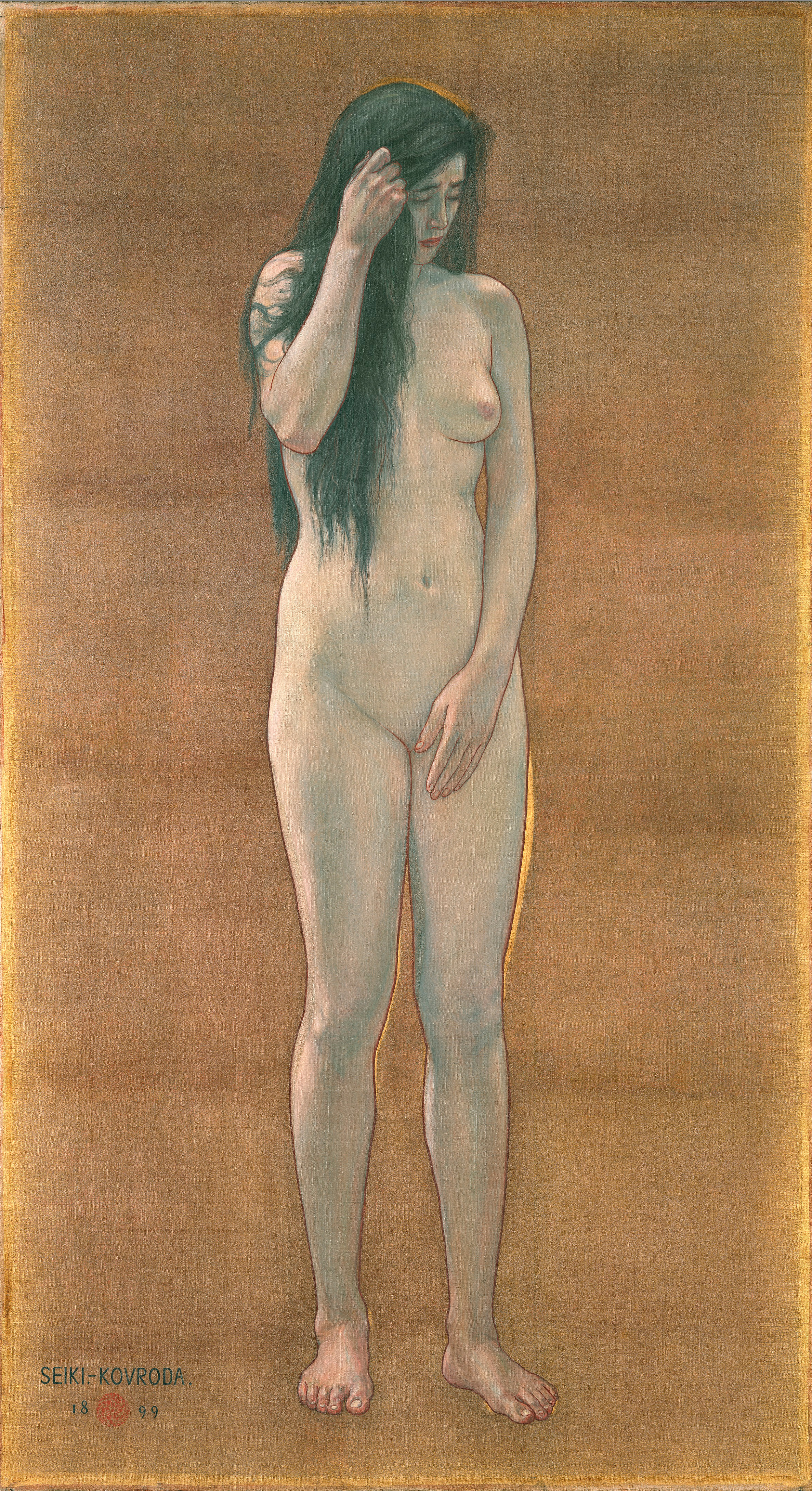
"Sensazione" (1900), di Kuroda Seiki.

### Giappone
L'arte giapponese è stata segnata dalla sua insularità, anche se ad intervalli ha anch'essa ricevuto più o meno ampie influenze da parte della civiltà continentali, in particolare la Cina e la Corea. L'arte è nella cultura giapponese esplicitamente di natura introspettiva e l'interazione tra essa e l'essere umano, rappresentato anche negli oggetti che lo circondano, da ornate ed enfatico anche la più semplice, senso di tutti i giorni.
Questo si rivela soprattutto nell'apparente imperfezione manifesta a cui pare concedersi l'autore, la natura effimera delle cose, il senso emozionale con cui i giapponesi impostano il loro valore ambientale. In Giappone, l'arte cerca di raggiungere l'armonia universale, che va al di là della questione di trovare il principio generativo della vita; di conseguenza pertanto l'estetica giapponese cerca di trovare il senso della vita attraverso l'arte: bellezza uguale armonia, creatività. È un impulso poetico, un percorso sensoriale che porta alla realizzazione dell'opera, che non è mai fine a se stesso, ma va sempre al di là ed oltre esso.

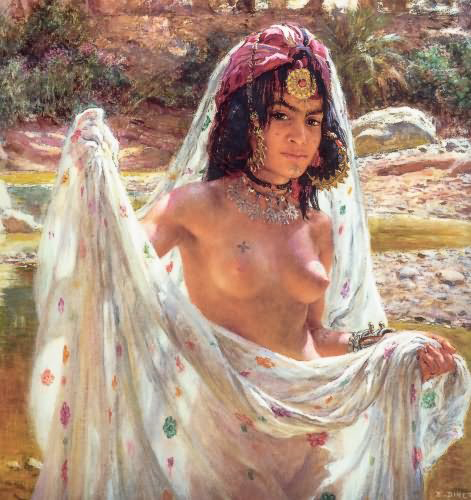
Raoucha (1901) di Étienne Dinet.

Queste immagini sono state modellate soprattutto durante il periodo Edo (1603-1867), di solito sotto forma di xilografie, praticato da alcuni tra i migliori artisti del tempo, come Hishikawa Moronobu, Isoda Koryūsai, Kitagawa Utamaro, Keisai Eisen, Torii Kiyonaga, Suzuki Harunobu, Katsushika Hokusai e Utagawa Hiroshige.

### Nudo etnografico
Questo termine è stato utilizzato sia nel campo della ricerca dell'etnografia come dell'antropologia, così come nei documentari e programmi di approfondimento culturale oltre che nella stessa rivista National Geographic negli Stati Uniti d'America.
In alcuni casi, i media possono mostrare la nudità mentre essa si presenta in una situazione e contesto "naturali" o spontanei, mentre rimane offuscata o censurata nel lavoro drammatizzato del teatro. L'attenzione etnografica ha fornito una cornice unica per pittori e fotografi per poter mostrare persone la cui nudità era, o è ancora accettabile all'interno delle convenzioni, o all'interno di strutture specifiche, della loro cultura tradizionale.
I critici spesso rifiutano di etichettare come "nudo etnografico" la forma del corpo umano nudo, ciò per la sua qualità di troppo semplicistico sguardo colonialista conservato come immaginario etnografico. Eppure, le opere etnografiche di alcuni pittori e fotografi come Irving Penn, Casimir Zagourski, Hugo Bernatzik e Leni Riefenstahl, sono stati acclamati in tutto il mondo per l'aver tentato di preservare ciò che è percepito come un documento delle tradizioni morenti di "paradisi terrestri" soggetti agli attacchi di una modernità sempre più mediocre.